# 新四国曼荼羅霊場
新四国曼荼羅霊場（しんしこくまんだられいじょう）は、徳島県・香川県・愛媛県・高知県にある7つの神社と81の寺院による88か所の神仏合体の霊場のことである。

## 概要

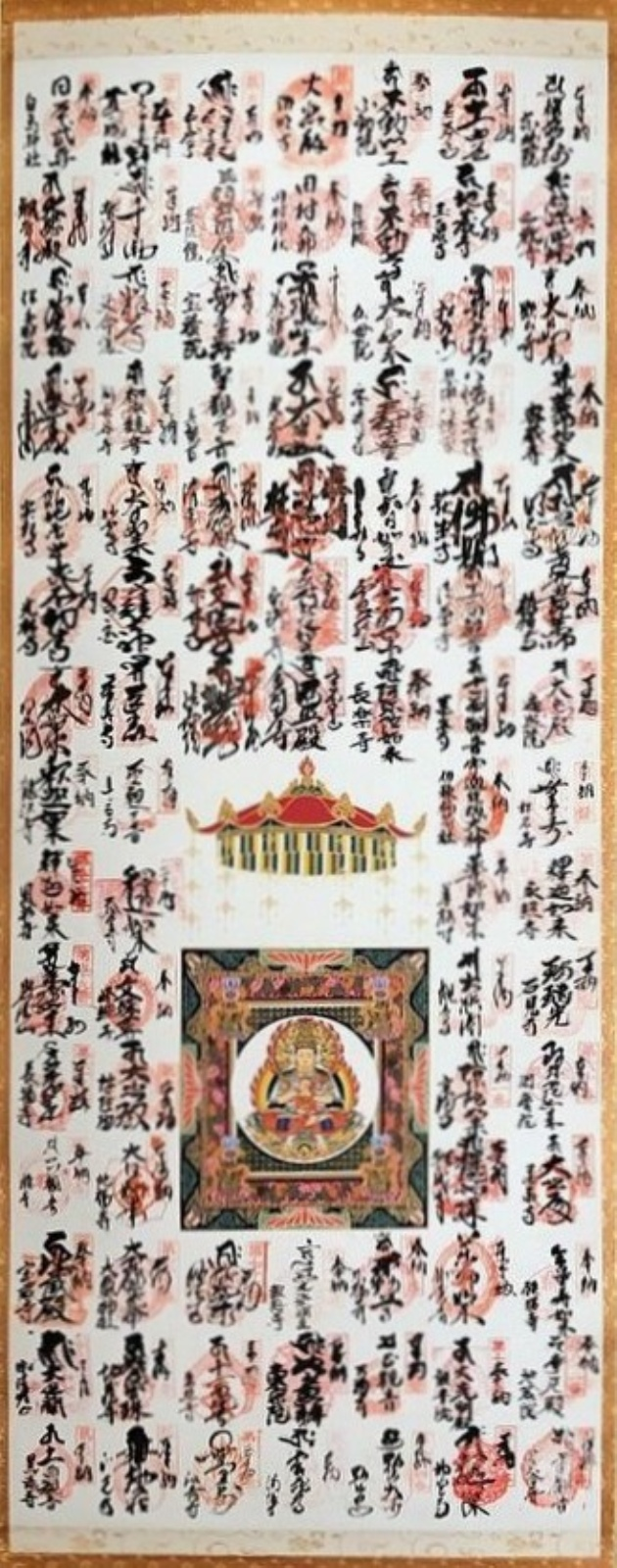
掛け軸

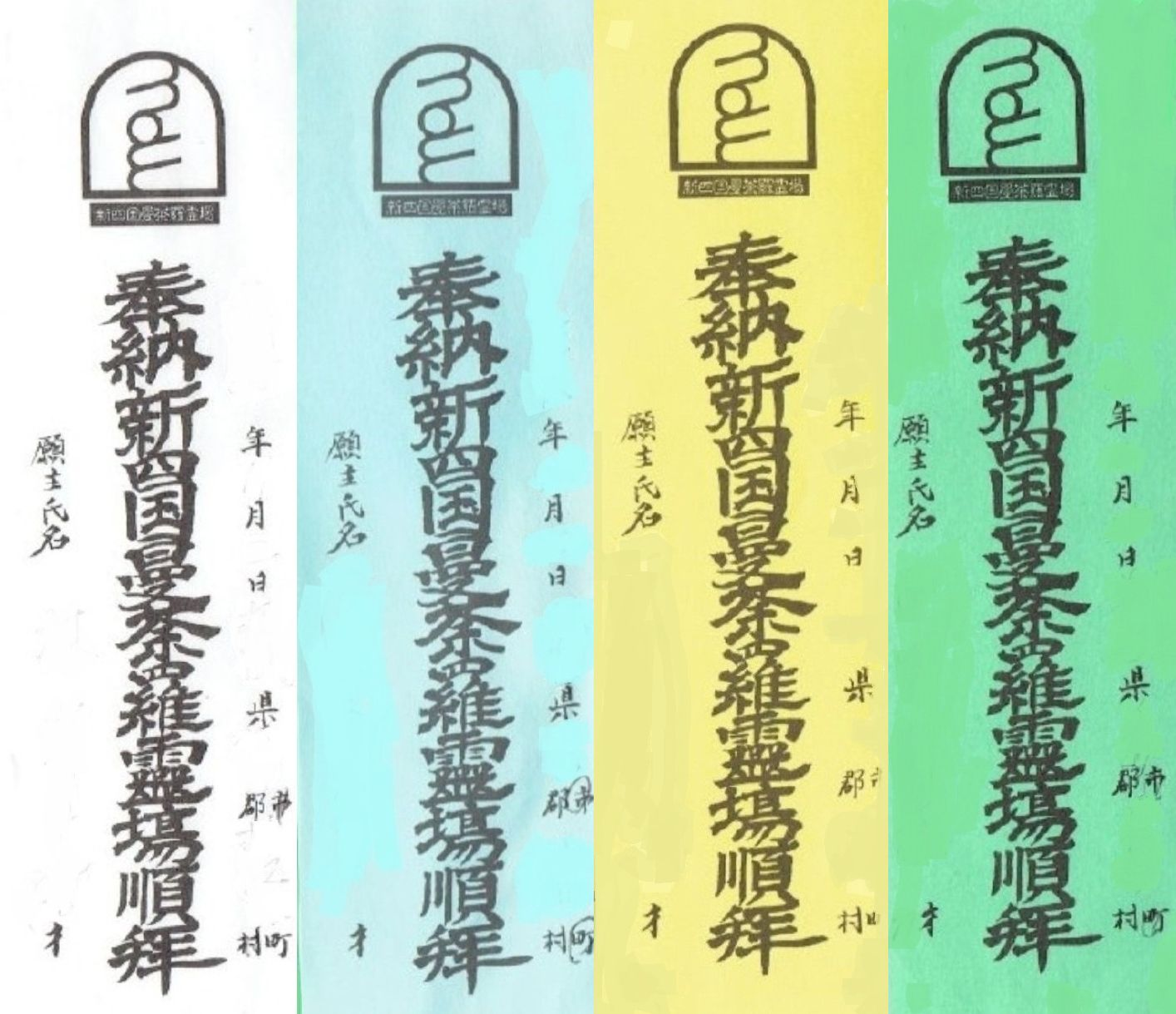
納札

1989年（平成元年）に四国の寺院・神社が集まり開創された。霊場寺院は5つの部会に分かれており、第1番～第6番および第71番～第88番が徳島部会、第7番～第24番が香川部会、第25番～第54番が愛媛部会、第55番～第60番が高知部会、第61番～70番が中央部会となっている。
当霊場会では神仏の力を結集して曼荼羅の世界を作り上げたとしている。霊場は5部の道場で構成されており、地（知恵）・火（愛情）・水（和合）・風（創造）・空（歓喜）の道場すべてを巡ることで曼荼羅の力を得ることが出来るとされる。霊場会の最終目標は、曼荼羅の思想が全世界に広がることで生物の力が結集し世界平和に貢献する、ということにある。
札所の順番は徳島県から始まり、香川県、愛媛県、高知県、徳島県となっていて、四国の代表的霊場である四国八十八箇所と逆方向の巡拝となる。
納経はバインダー式納経帳で、不在寺院の場合あらかじめ墨書き朱印をされた用紙を頂き料金箱に納経料を納める。綴じられた納経帳の場合は、前後の札所で墨書きをしてもらい当該札所にて自分で朱印を押す。重ね印も同じである。納札は、一般は白で、色は先達の位で変わっていく。
行事としては一般の人々も広く参加を呼びかけ秋に行われる「まんだら大祭」があり、柴灯護摩や火渡りが行われる。

## 公認先達

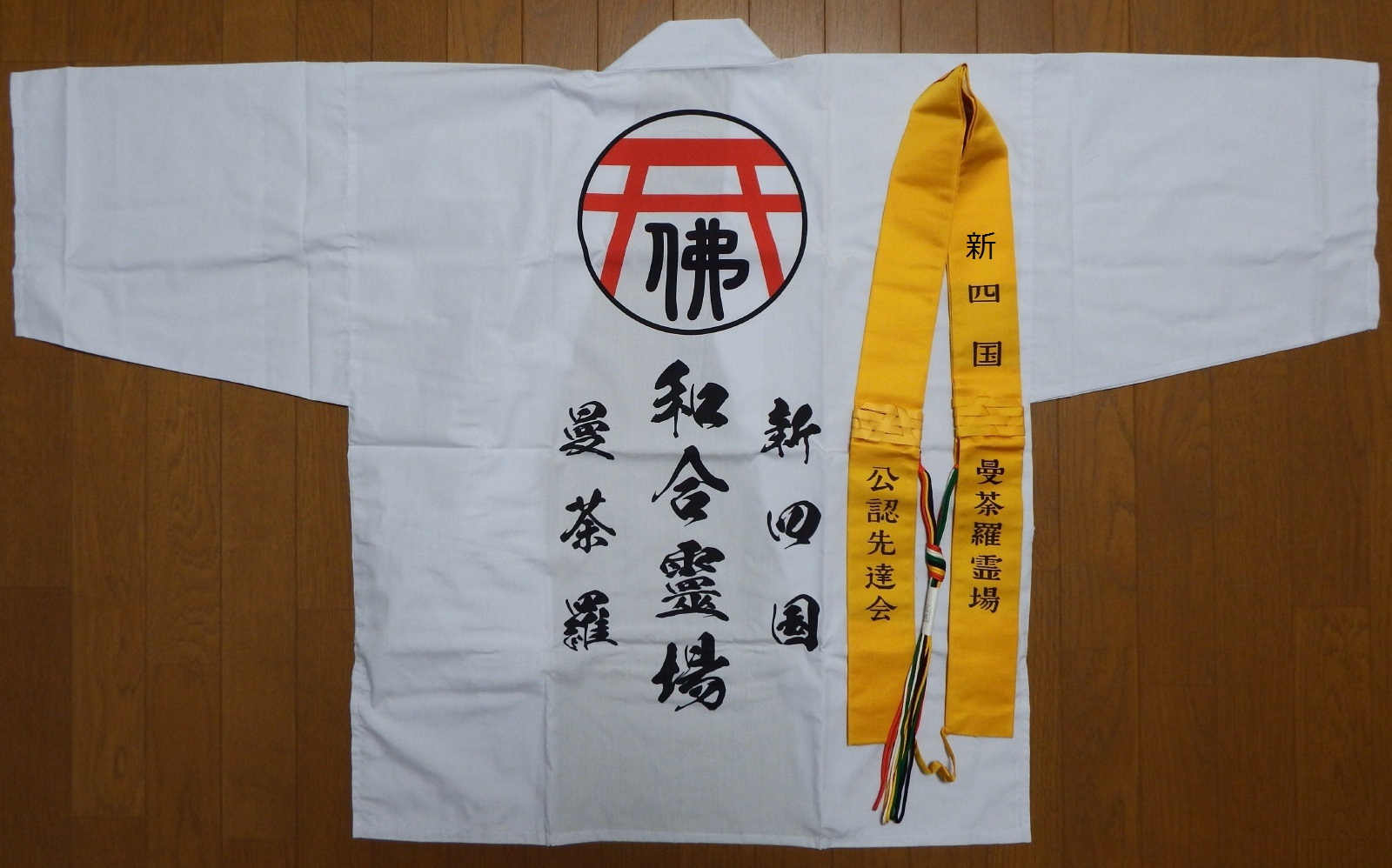
新四国曼荼羅霊場の白衣と袈裟

当霊場には霊場会があり、その会が認める公認先達がいる。3回巡拝し申請し認められると新任先達となる。その後も概ね3回ずつ巡拝を重ねると、権中・中・権大・大先達と昇進でき、年数経過制限は無い。最高位の特任大先達は、霊場会の総意で任命される。納札の色は、先達になると水色、権中は黄色、中は緑色、権大は銀色、大は金色、特任は錦となる。
また年一度6月頃に寺社方と先達が集まり、一泊二日で先達研修と親睦を兼ねた先達会が行われる。

### 霊場役員
この項目は任期により変更があり、2022年（令和4年）時点での内容である。
- 霊場会会長　佐藤信弘（72番）妙法寺
- 副会長　（6番）葛城神社、（22番）密蔵寺、（47番）理正院、（59番）薬師寺、（66番）地福寺、（85番）満徳寺
- 事務局　（79番）東照寺

## 霊場一覧
| No. | 道場 | 山号等     | 寺社名         | 宗派             | 本尊・祭神                   | 住所                                  |
| --- | ---- | ---------- | -------------- | ---------------- | ---------------------------- | ------------------------------------- |
| 1   | 地   | 八葉山     | 東林院         | 高野山真言宗     | 薬師如来                     | 徳島県鳴門市大麻町大谷字山田59        |
| 2   | 地   | 豊山       | 長谷寺         | 高野山真言宗     | 十一面観音                   | 徳島県鳴門市撫養町木津1037-1          |
| 3   | 地   | 海辺山     | 不動院         | 高野山真言宗     | 不動明王                     | 徳島県板野郡松茂町広島字宮ノ後        |
| 4   | 地   | 海門山     | 潮明寺         | 高野山真言宗     | 十一面観音                   | 徳島県鳴門市鳴門町土佐泊浦字高砂22    |
| 5   | 地   | 丹照山     | 長寿寺         | 高野山真言宗     | 阿弥陀如来                   | 徳島県鳴門市北灘町粟田字東傍示276     |
| 6   | 地   |            | 葛城神社       |                  | 一言主神                     | 徳島県鳴門市北灘町粟田字池谷2         |
| 7   | 地   |            | 白鳥神社       |                  | 日本武尊                     | 香川県東かがわ市松原69                |
| 8   | 地   | 花生山     | 西教寺         | 真言宗善通寺派   | 阿弥陀如来                   | 香川県さぬき市大川町富田東1809        |
| 9   | 地   | 霊雲山     | 玉泉寺         | 天台宗山門派     | 日切地蔵菩薩                 | 香川県さぬき市造田宮西1022-2          |
| 10  | 地   | 微雲窟     | 自性院         | 真言宗善通寺派   | 不動明王                     | 香川県さぬき市志度1105                |
| 11  | 地   | 讃岐国一宮 | 田村神社       |                  | 倭迹々百襲姫命               | 香川県高松市―宮町286                  |
| 12  | 地   | 五池山     | 菩提院         | 真言宗御室派     | 阿弥陀如来                   | 香川県綾歌郡綾川町北1033-1            |
| 13  | 地   | 圓通山     | 鷲峰寺         | 天台宗           | 千手観音                     | 香川県高松市国分寺町柏原632-3         |
| 14  | 地   | 綾艮山     | 観音寺         | 真言宗御室派     | 十一面観音                   | 香川県坂出市高屋町879                 |
| 15  | 地   | 藤井山     | 顕正寺         | 真言宗大覚寺派   | 大日如来                     | 香川県丸亀市土居町2丁目10-9           |
| 16  | 地   | 象頭山     | 松尾寺         | 高野山真言宗     | 釈迦如来                     | 香川県仲多度郡琴平町973               |
| 17  | 地   | 八幡山     | 仏母院         | 真言宗醍醐派     | 大日如来                     | 香川県仲多度郡多度津町西白方535       |
| 18  | 地   | 七宝山     | 善性院         | 高野山真言宗     | 薬師如来                     | 香川県三豊市詫間町詫間3678            |
| 19  | 地   | 七宝山     | 宝積院         | 真言宗大覚寺派   | 阿弥陀如来                   | 香川県三豊市豊中町上高野1986          |
| 20  | 地   | 七宝山     | 延命院         | 真言宗系単立     | 釈迦如来                     | 香川県三豊市豊中町上高野858           |
| 21  | 地   | 北田山     | 伊舎那院       | 単立             | 如意輪観音                   | 香川県三豊市財田町財田中4358          |
| 22  | 地   | 瑠璃山     | 密蔵寺         | 高野山真言宗     | 薬師如来                     | 香川県三豊市財田町財田中3370          |
| 23  | 地   |            | 琴弾八幡宮     |                  | 応神天皇・神功皇后・玉依姫命 | 香川県観音寺市八幡町1-1-1             |
| 24  | 地   | 無量寿山   | 宗林寺         | 真言宗大覚寺派   | 阿弥陀如来                   | 香川県観音寺市豊浜町大宇和田浜1289    |
| 25  | 水   | 大悲山     | 光厳寺         | 高野山真言宗     | 十一面観音                   | 愛媛県四国中央市金生町山田井1425      |
| 26  | 水   | 豊岡山     | 真観寺         | 高野山真言宗     | 聖観音                       | 愛媛県四国中央市富郷町寒川山207       |
| 27  | 水   | 豊岡山     | 新長谷寺       | 高野山真言宗     | 十一面観音                   | 愛媛県四国中央市寒川町3214            |
| 28  | 水   | 豊岡山     | 三福寺         | 高野山真言宗     | 阿弥陀如来                   | 愛媛県四国中央市土居町津根2041        |
| 29  | 水   | 龍宝山     | 明正寺         | 真言宗善通寺派   | 聖観音                       | 愛媛県新居浜市黒島136                 |
| 30  | 水   | 白王山     | 萩生寺         | 高野山真言宗     | 聖観音菩薩                   | 愛媛県新居浜市萩生2635                |
| 31  | 水   | 法性山     | 王至森寺       | 真言宗御室派     | 大日如来                     | 愛媛県西条市飯岡3021                  |
| 32  | 水   | 九品山     | 極楽寺         | 石鎚山真言宗     | 阿弥陀三尊・石鎚蔵王大権現   | 愛媛県西条市大久保木4-36              |
| 33  | 水   | 仏生山     | 清楽寺         | 高野山真言宗     | 阿弥陀如来                   | 愛媛県西条市小松町大字新屋敷甲1876    |
| 34  | 水   | 石鎚山     | 妙雲寺         | 高野山真言宗     | 大日如来                     | 愛媛県西条市小松町妙口甲716           |
| 35  | 水   | 聖帝山     | 実報寺         | 真言宗御室派     | 地蔵菩薩                     | 愛媛県西条市実報寺甲758               |
| 36  | 水   | 世田山     | 栴檀寺         | 高野山真言宗     | 薬師如来                     | 愛媛県西条市楠乙454                   |
| 37  | 水   | 補陀洛山   | 法華寺         | 真言律宗西大寺派 | 十一面観音                   | 愛媛県今治市桜井甲243                 |
| 38  | 水   | 金比羅山   | 満願寺         | 高野山真言宗     | 薬師如来                     | 愛媛県今治市朝倉下甲145               |
| 39  | 水   | 五台山     | 竹林寺         | 高野山真言宗     | 文殊菩薩                     | 愛媛県今治市古谷甲1249                |
| 40  | 水   |            | 別宮大山祇神社 |                  | 大山積大神                   | 愛媛県今治市別宮町3丁目6-1            |
| 41  | 水   | 摩尼山     | 光林寺         | 高野山真言宗     | 不動明王                     | 愛媛県今治市玉川町畑寺甲530           |
| 42  | 水   | 法仏山     | 遍照院         | 真言宗豊山派     | 聖観音                       | 愛媛県今治市菊間町浜89                |
| 43  | 水   | 青龍山     | 蓮生寺         | 真言宗醍醐派     | 十一面観音                   | 愛媛県松山市猿川原甲289               |
| 44  | 水   | 栴壇山     | 長楽寺         | 真言宗智山派     | 阿弥陀如来                   | 愛媛県松山市西垣生町1250              |
| 45  | 水   | 養命山     | 法寿院         | 真言宗豊山派     | 延命地蔵菩薩                 | 愛媛県東温市重信町西岡1402-1          |
| 46  | 水   | 瑠璃山     | 香積寺         | 高野山真言宗     | 薬師如来                     | 愛媛県東温市田窪1504                  |
| 47  | 水   | 東向山     | 理正院         | 真言宗智山派     | 大日如来                     | 愛媛県伊予郡砥部町麻生393             |
| 48  | 水   | 臨江山     | 稱名寺         | 真言宗智山派     | 阿弥陀如来                   | 愛媛県伊予市上吾川1418                |
| 49  | 水   |            | 伊豫稲荷神社   |                  | 宇迦之御魂神                 | 愛媛県伊予市稲荷1230                  |
| 50  | 水   | 護国山     | 高昌寺         | 曹洞宗           | 聖観音                       | 愛媛県喜多郡内子町城廻117             |
| 51  | 水   | 禹門山     | 龍澤寺         | 曹洞宗           | 釈迦牟尼如来                 | 愛媛県西予市城川町魚成764             |
| 52  | 水   | 霊光山     | 永照寺         | 曹洞宗           | 釈迦如来                     | 愛媛県西予市野村町阿下十夜野5-974     |
| 53  | 水   | 潮光山     | 善福寺         | 曹洞宗           | 薬師如来                     | 愛媛県西予市宇和町西山田1889          |
| 54  | 水   | 神田山     | 泰平寺         | 曹洞宗           | 釈迦如来                     | 愛媛県宇和島市神田川原8               |
| 55  | 火   | 栄松山     | 鳳彩寺         | 曹洞宗           | 如意輪観音                   | 高知県宿毛市小筑紫町伊与野474         |
| 56  | 火   | 浄瑠璃山   | 石見寺         | 真言宗豊山派     | 薬師如来                     | 高知県四万十市安並4288                |
| 57  | 火   | 無量山     | 観音寺         | 真言宗智山派     | 聖観音                       | 高知県須崎市大間西町12-2              |
| 58  | 火   | 金峯山     | 峰興寺         | 法相宗           | 文殊菩薩                     | 高知県高岡郡越知町甲1634              |
| 59  | 火   | 岩屋山     | 薬師寺         | 真言宗豊山派     | 薬師如来                     | 高知県高知市介良丙1832                |
| 60  | 火   | 吉峰山     | 閑慶院         | 曹洞宗           | 阿弥陀如来                   | 高知県安芸市井ノ口乙2029              |
| 61  | 風   | 粟生山     | 定福寺         | 真言宗智山派     | 阿弥陀如来                   | 高知県長岡郡大豊町粟生158             |
| 62  | 風   | 光明山     | 持性院         | 真言宗御室派     | 十一面観音                   | 徳島県三好市山城町上名1514            |
| 63  | 風   | 瑠璃山     | 長福寺         | 真言宗御室派     | 薬師如来                     | 徳島県三好市山城町大月297             |
| 64  | 風   | 七宝山     | 蓮華寺         | 真言宗御室派     | 十一面観音                   | 徳島県三好市池田町ハヤシ120           |
| 65  | 風   | 紫雲山     | 願成寺         | 真言宗御室派     | 釈迦如来                     | 徳島県三好郡東みよし町昼間3004        |
| 66  | 風   | 南前山     | 地福寺         | 真言宗御室派     | 大日如来                     | 徳島県三好市井川町井内東2375          |
| 67  | 風   | 万念山     | 瀧寺           | 真言宗御室派     | 聖観音                       | 徳島県三好市三野町加茂野宮1796        |
| 68  | 風   | 宝壺山     | 願勝寺         | 真言宗御室派     | 阿弥陀如来                   | 徳島県美馬市美馬町願勝寺8             |
| 69  | 風   | 龍頭山     | 神宮寺         | 真言宗御室派     | 薬師如来                     | 徳島県美馬郡つるぎ町半田東久保884     |
| 70  | 風   | 五剣山     | 東福寺         | 真言宗御室派     | 不動明王                     | 徳島県美馬郡つるぎ町貞光字木屋341     |
| 71  | 空   | 速成山     | 報恩寺         | 真言宗御室派     | 愛染明王                     | 徳島県吉野川市鴨島町飯尾728           |
| 72  | 空   | 宝珠光明山 | 妙法寺         | 真言宗御室派     | 阿弥陀如来                   | 徳島県名西郡神山町上分江田1206        |
| 73  | 空   | 阿波国一宮 | 上一宮大粟神社 |                  | 大宜都比売命                 | 徳島県名西郡神山町神領字西上角330     |
| 74  | 空   | 日晴山     | 宝蔵寺         | 高野山真言宗     | 地蔵菩薩                     | 徳島県名東郡佐那河内村嵯峨38          |
| 75  | 空   | 如意山     | 地蔵院         | 真言宗大覚寺派   | 眼惹地蔵尊                   | 徳島県徳島市名東町1-335               |
| 76  | 空   | 雲龍山     | 観音院         | 高野山真言宗     | 十一面観音                   | 徳島県板野郡藍住町奥野猪熊96          |
| 77  | 空   | 宝珠山     | 万福寺         | 真言宗大覚寺派   | 聖観音                       | 徳島県徳島市吉野本町5-2               |
| 78  | 空   | 日照山     | 東宗院         | 高野山真言宗     | 如意輪観音                   | 徳島県徳島市寺町90                    |
| 79  | 空   | 浄栄山     | 東照寺         | 真言宗大覚寺派   | 十一面観音                   | 徳島県徳島市福島2丁目3-7              |
| 80  | 空   | 国伝山     | 地蔵寺         | 真言宗大覚寺派   | 地蔵菩薩                     | 徳島県小松島市松島町11-26             |
| 81  | 空   | 中津峰山   | 如意輪寺       | 高野山真言宗     | 如意輪観音                   | 徳島県徳島市多家良町中津2-2           |
| 82  | 空   | 龍光山     | 長谷寺         | 高野山真言宗     | 千手観音                     | 徳島県徳島市渋野町宮前27              |
| 83  | 空   | 大轟山     | 神宮寺         | 高野山真言宗     | 釈迦如来                     | 徳島県阿南市新野町宮ノ北34-1          |
| 84  | 空   | 小池山     | 弘法寺         | 真言宗大覚寺派   | 弘法大師                     | 徳島県海部郡美波町奥河内本村70        |
| 85  | 空   | 摩尼山     | 満徳寺         | 高野山真言宗     | 虚空蔵菩薩                   | 徳島県海部郡牟岐町牟岐浦浜崎1         |
| 86  | 空   | 龍昇山     | 江音寺         | 曹洞宗           | 阿弥陀如来                   | 徳島県海部郡海陽町浅川宮川ヨリ西169-1 |
| 87  | 空   | 向栄山     | 正光寺         | 高野山真言宗     | 地蔵菩薩                     | 徳島県那賀郡那賀町平野妙見前37        |
| 88  | 空   | 龍王山     | 黒瀧寺         | 高野山真言宗     | 十一面観音                   | 徳島県那賀郡那賀町阿津江黒滝山5       |

## 文化財
重要文化財
- 木造弥勒菩薩坐像（01東林院）
- 太刀（07白鳥神社）
- 古神宝類（11田村神社）
- 木造四天王立像（13鷲峰寺）
- 木造阿弥陀如来坐像（19宝積院）
- 木造聖観音立像（67龍寺）
- 木造地蔵菩薩半跏像（79東照寺）
- 木造如意輪観音坐像（81如意輪寺）

国指定天然記念物
- キンモクセイ（31王至森寺）

国登録有形文化財
- 本堂・庫裡（61定福寺）
- 山門（68願勝寺）
- 本堂（70東福寺）

## ギャラリー

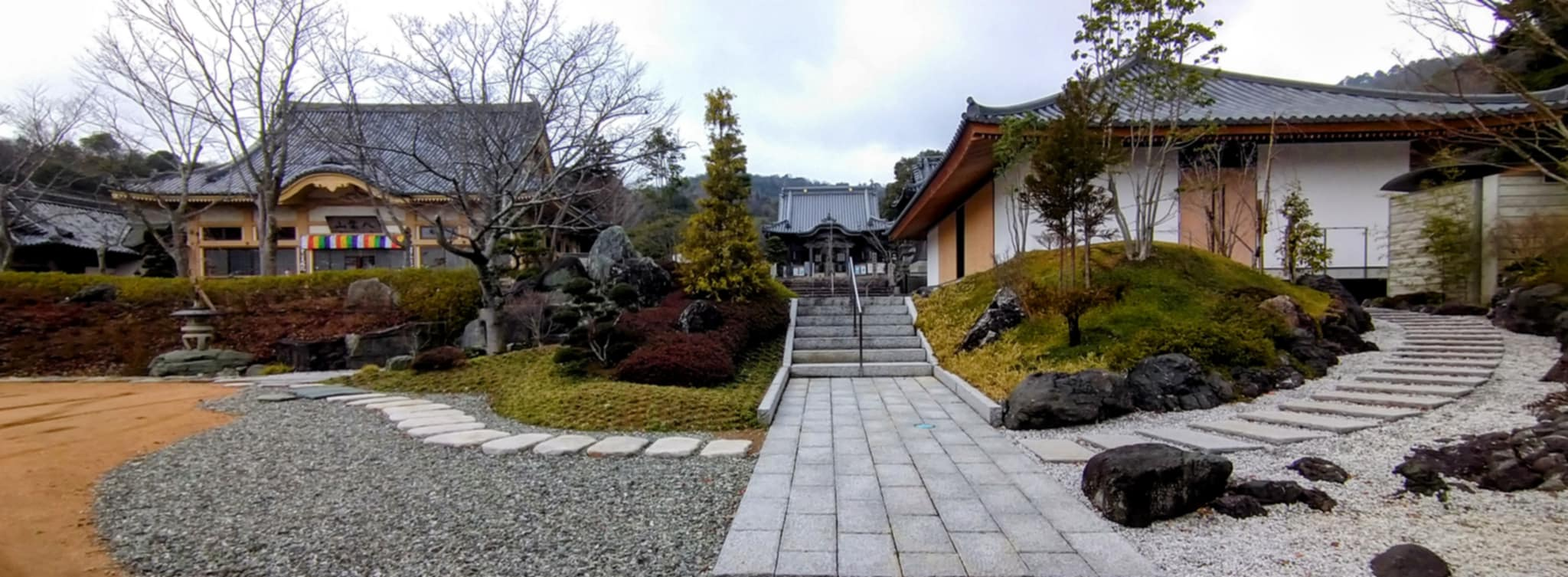
東林院(1番)種蒔大師
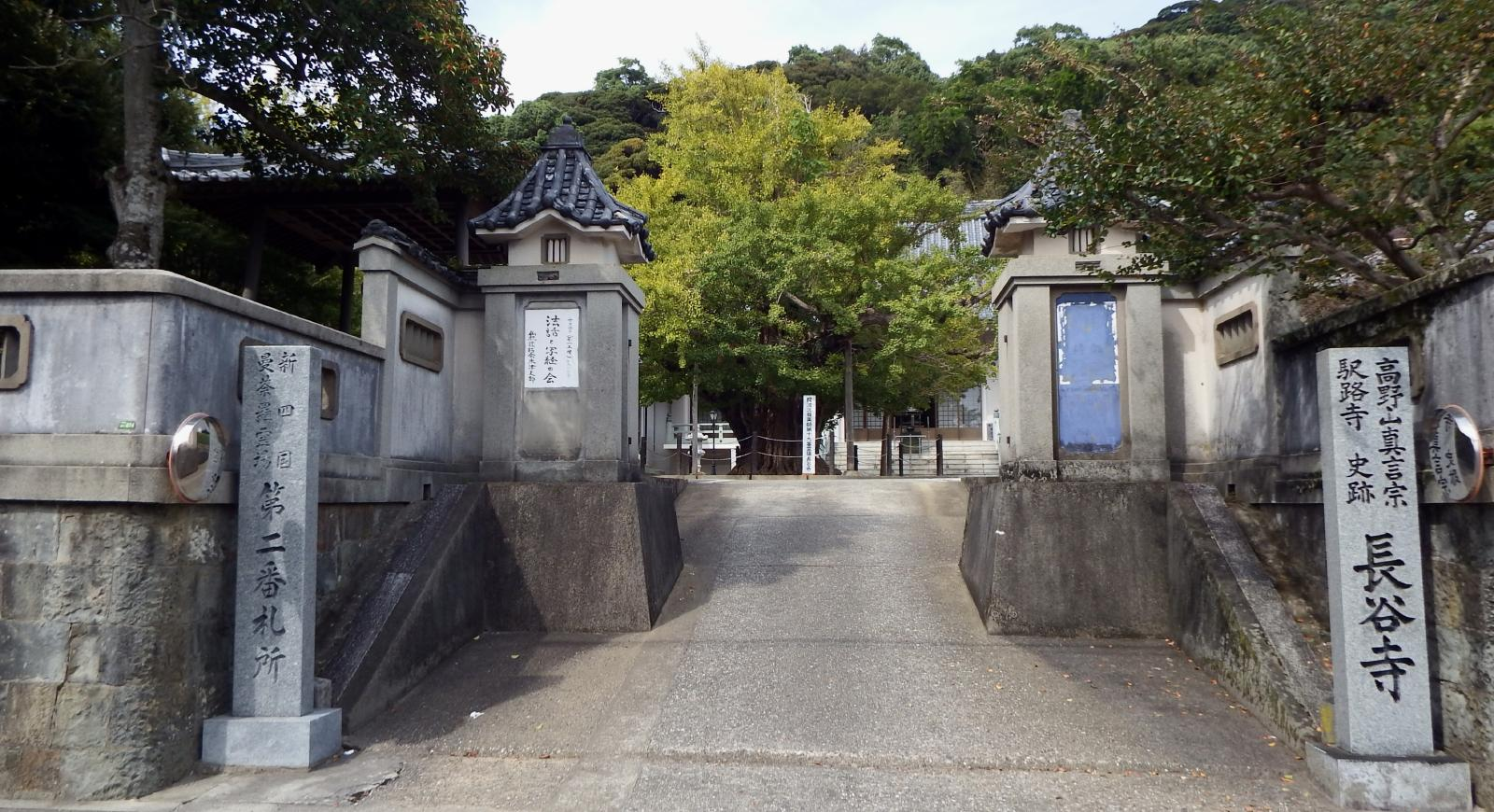
長谷寺(2番)
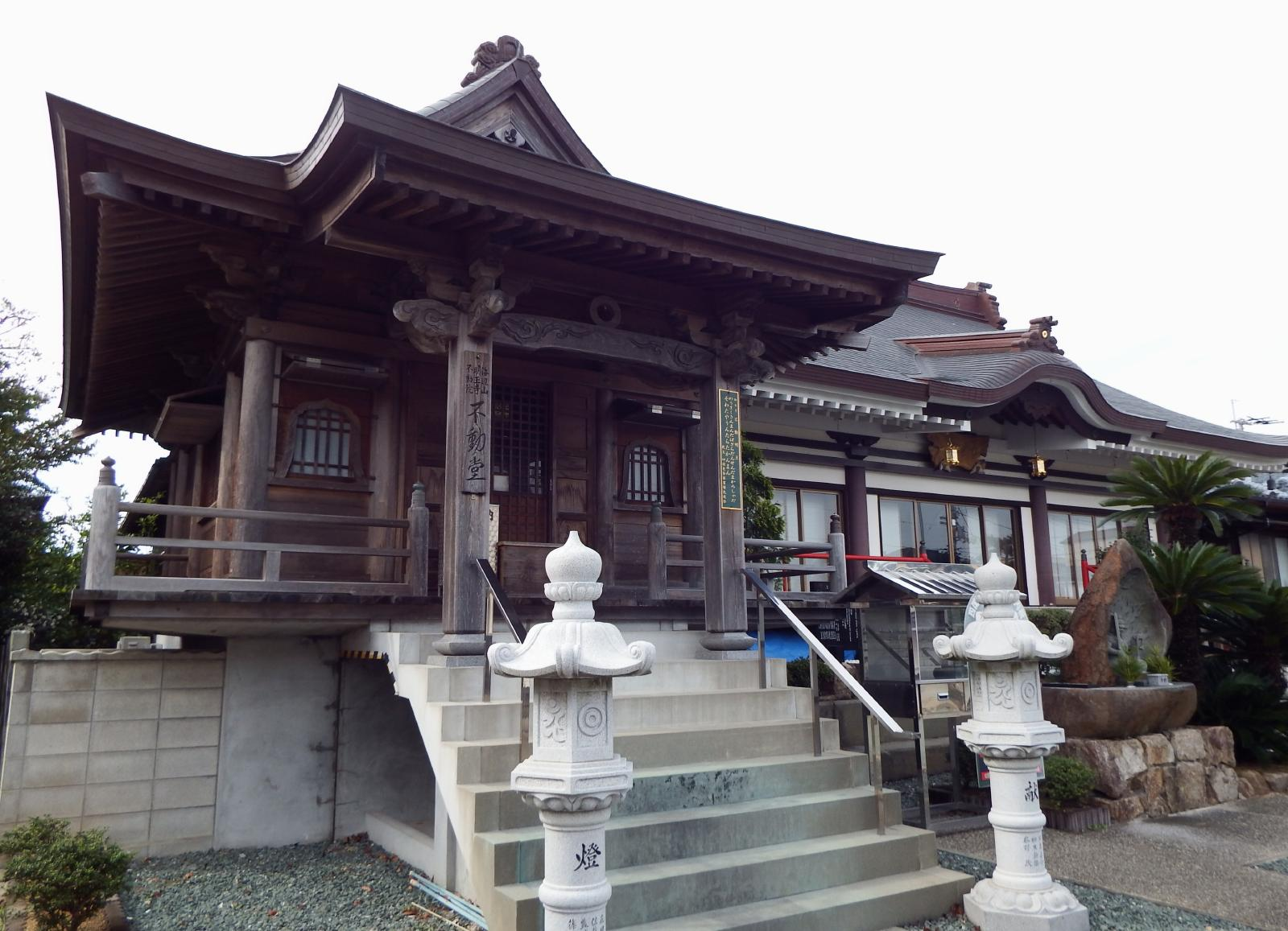
不動院(3番)
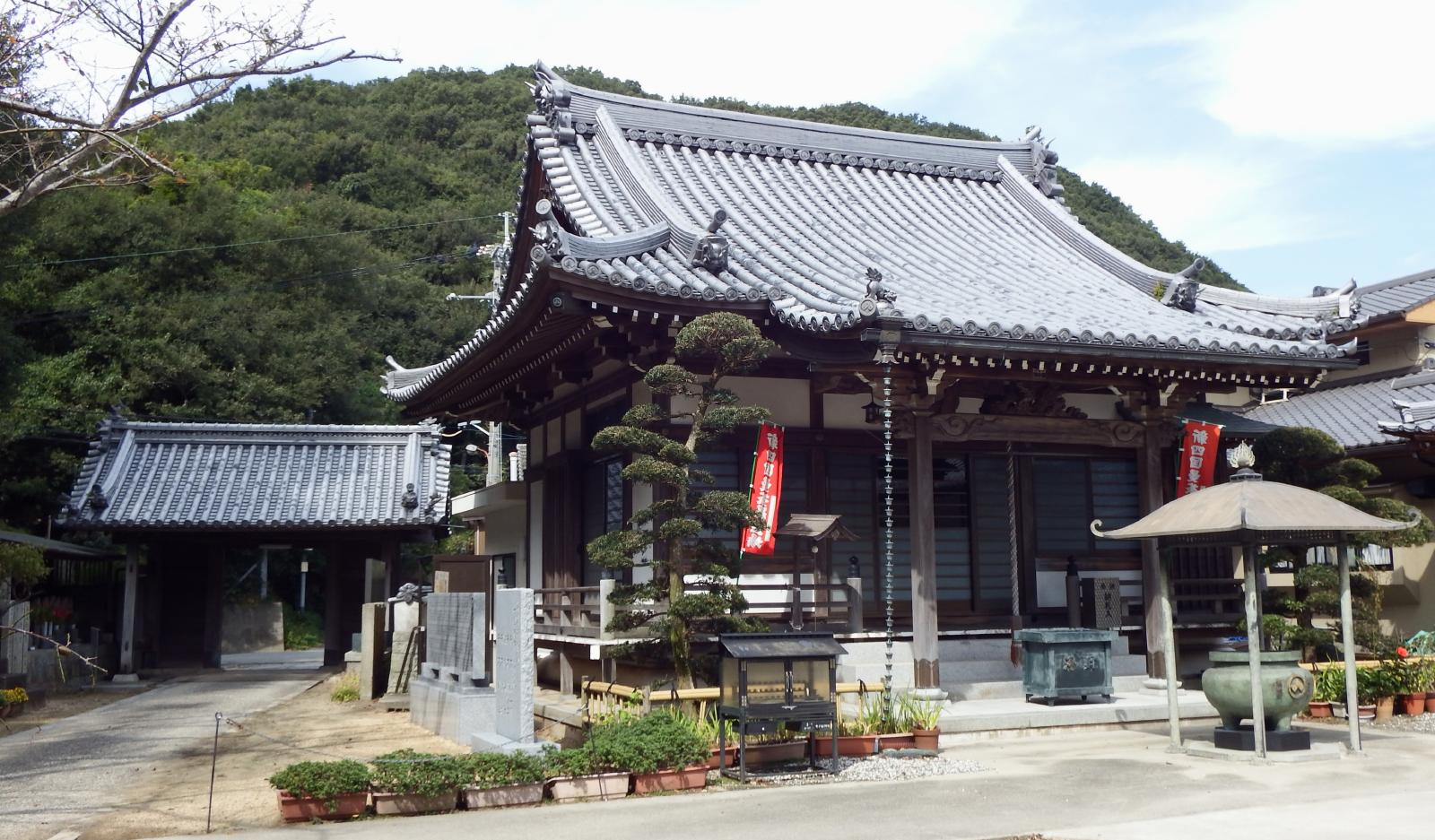
潮明寺(4番)
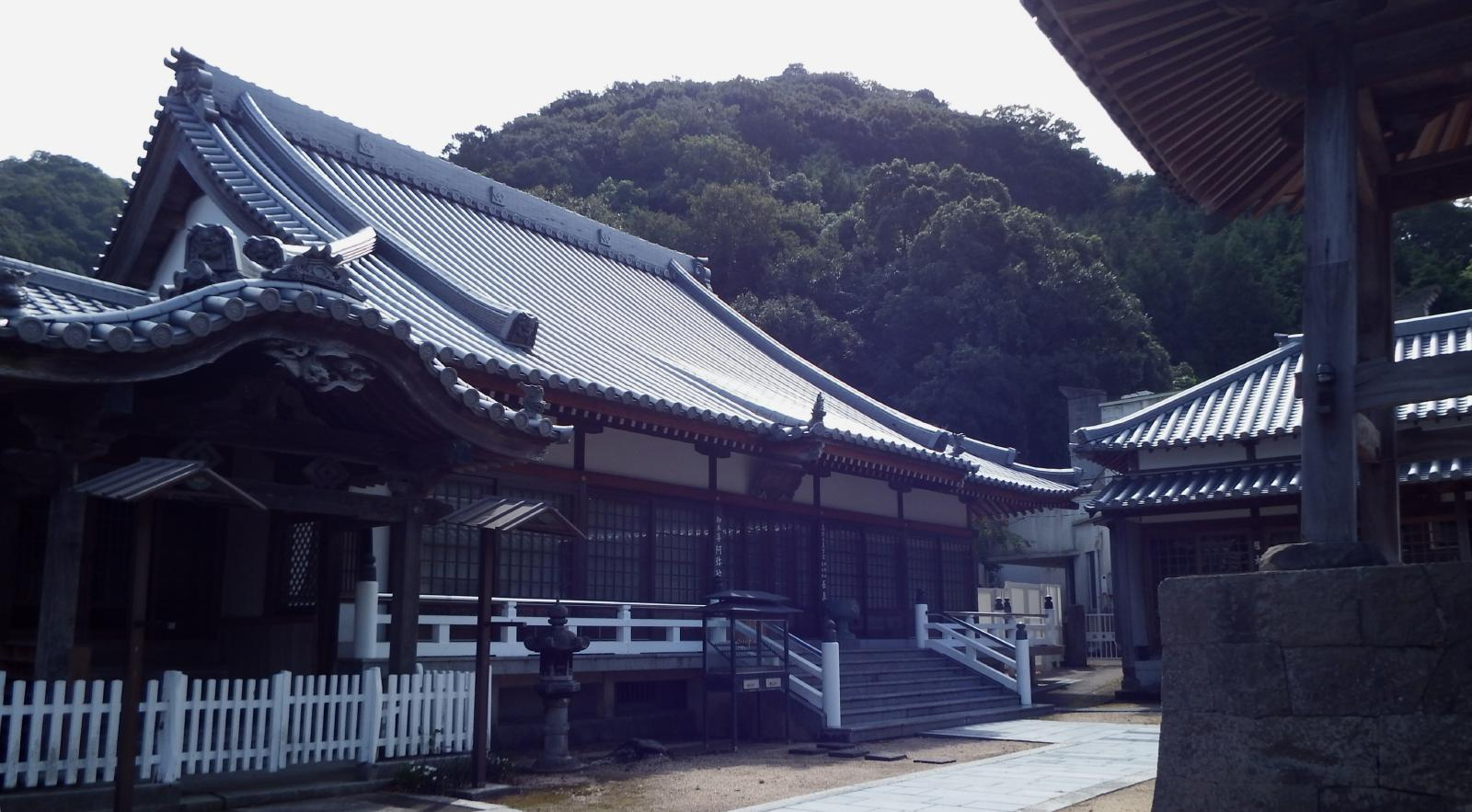
長寿寺(5番)
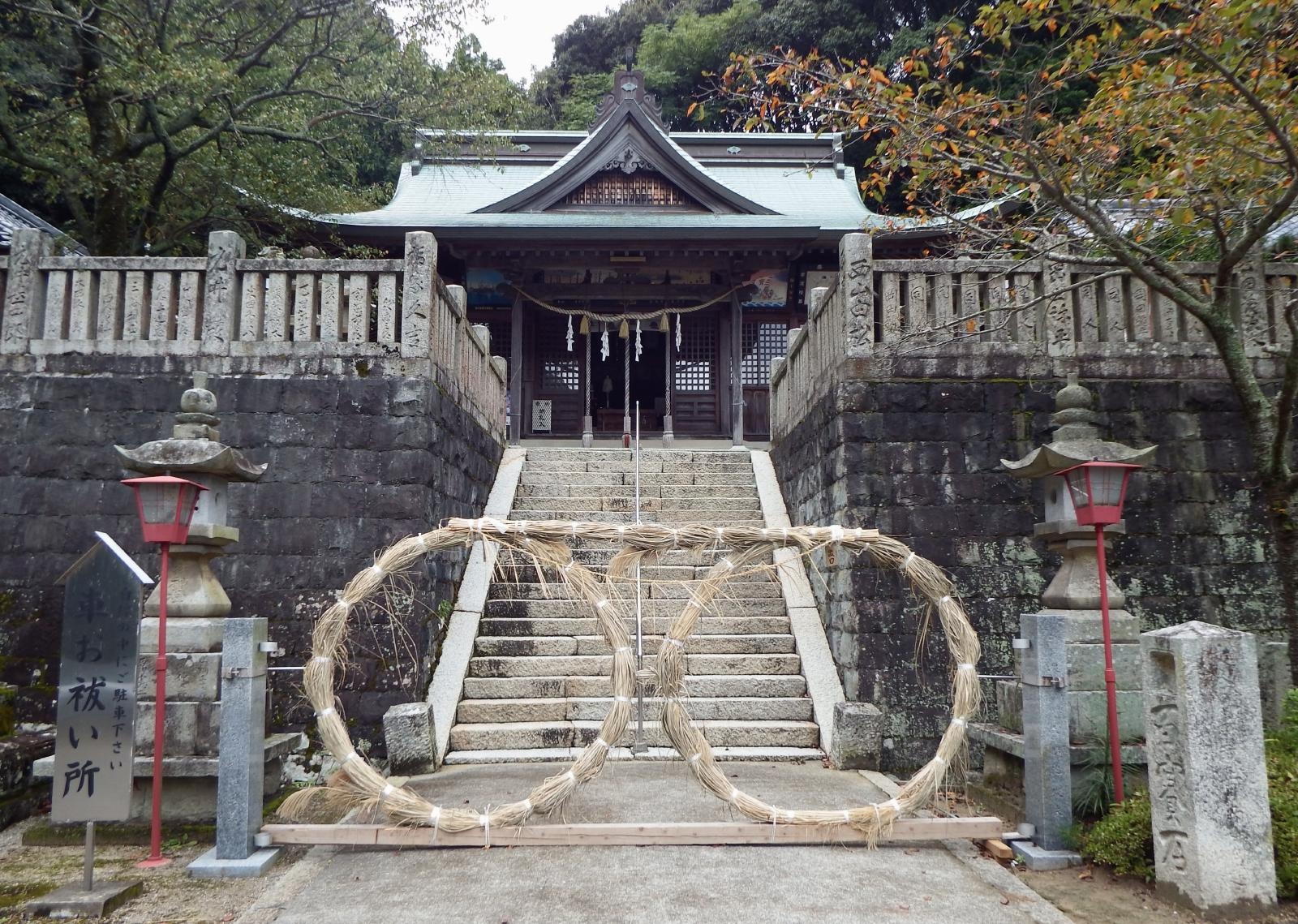
葛城神社(6番)
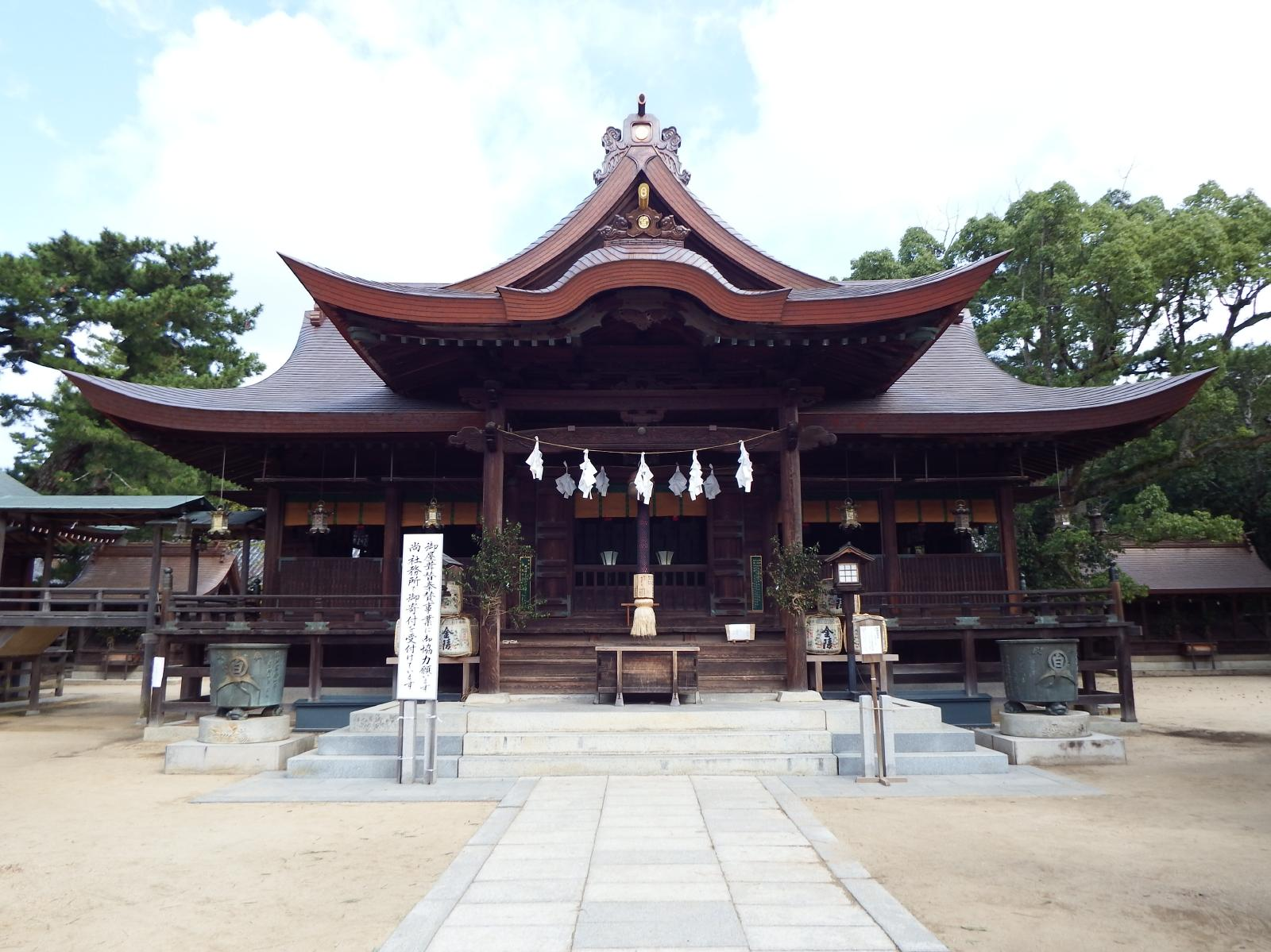
白鳥神社(7番)
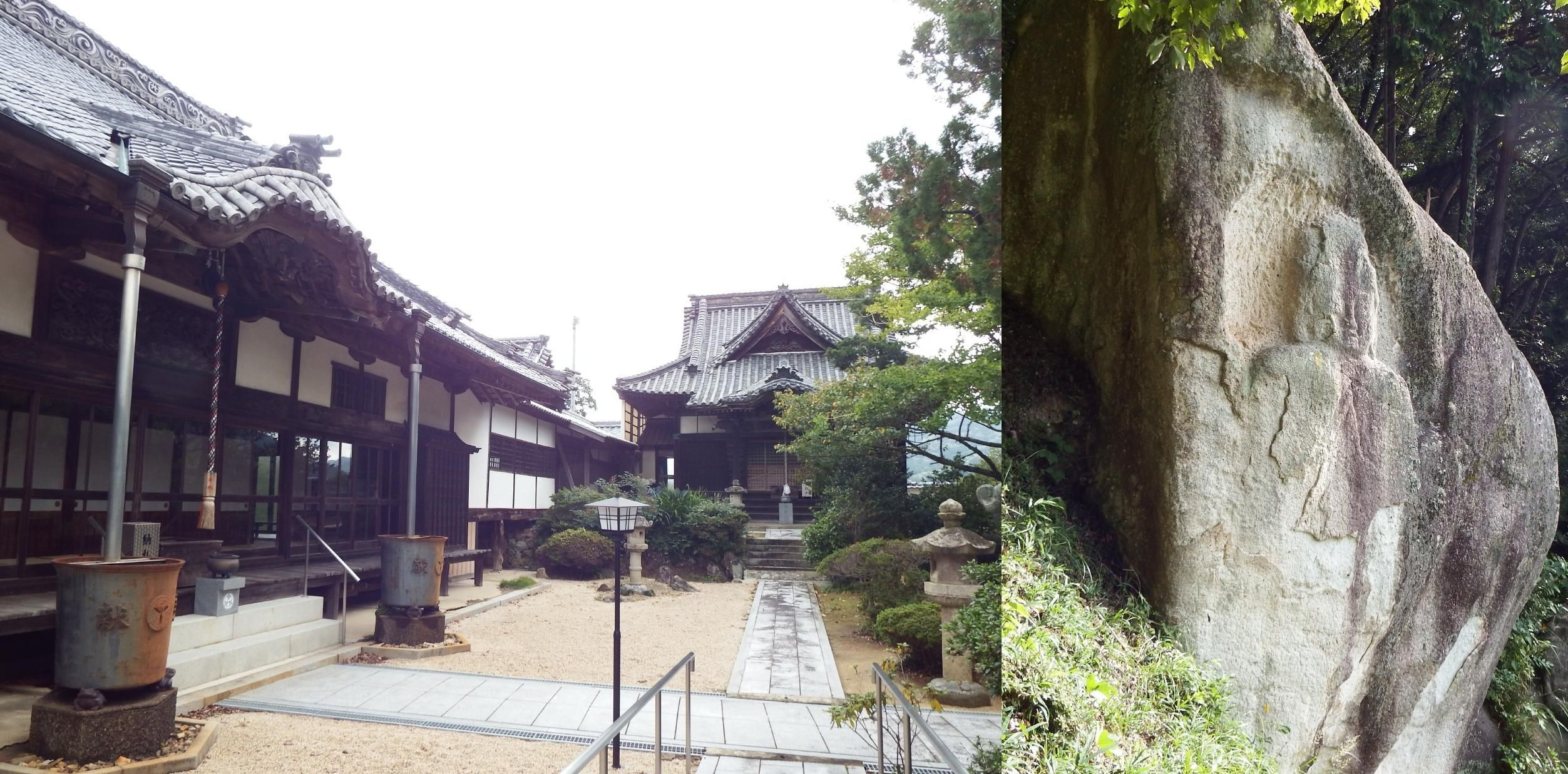
西教寺(8番)
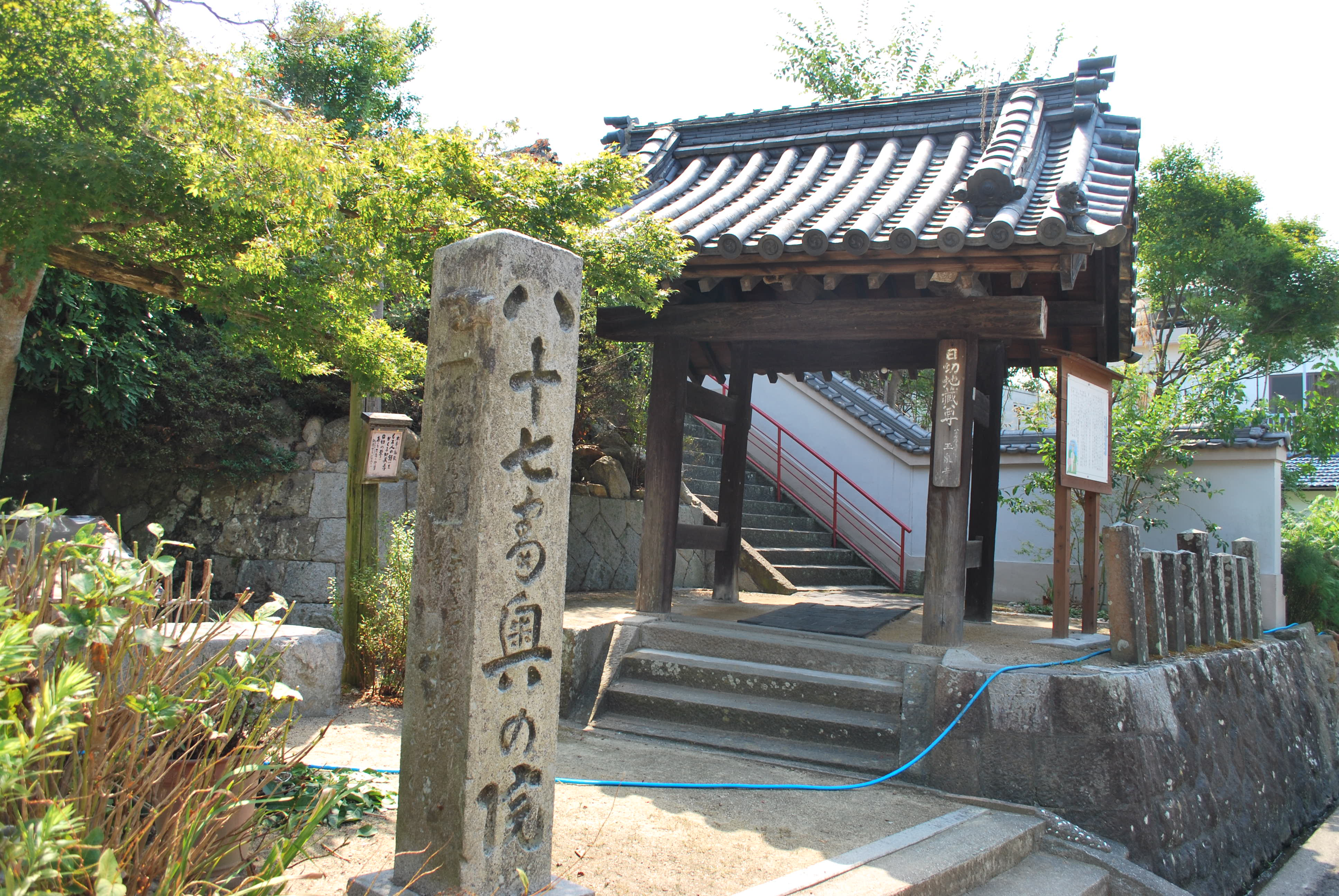
玉泉寺(9番)日切地蔵
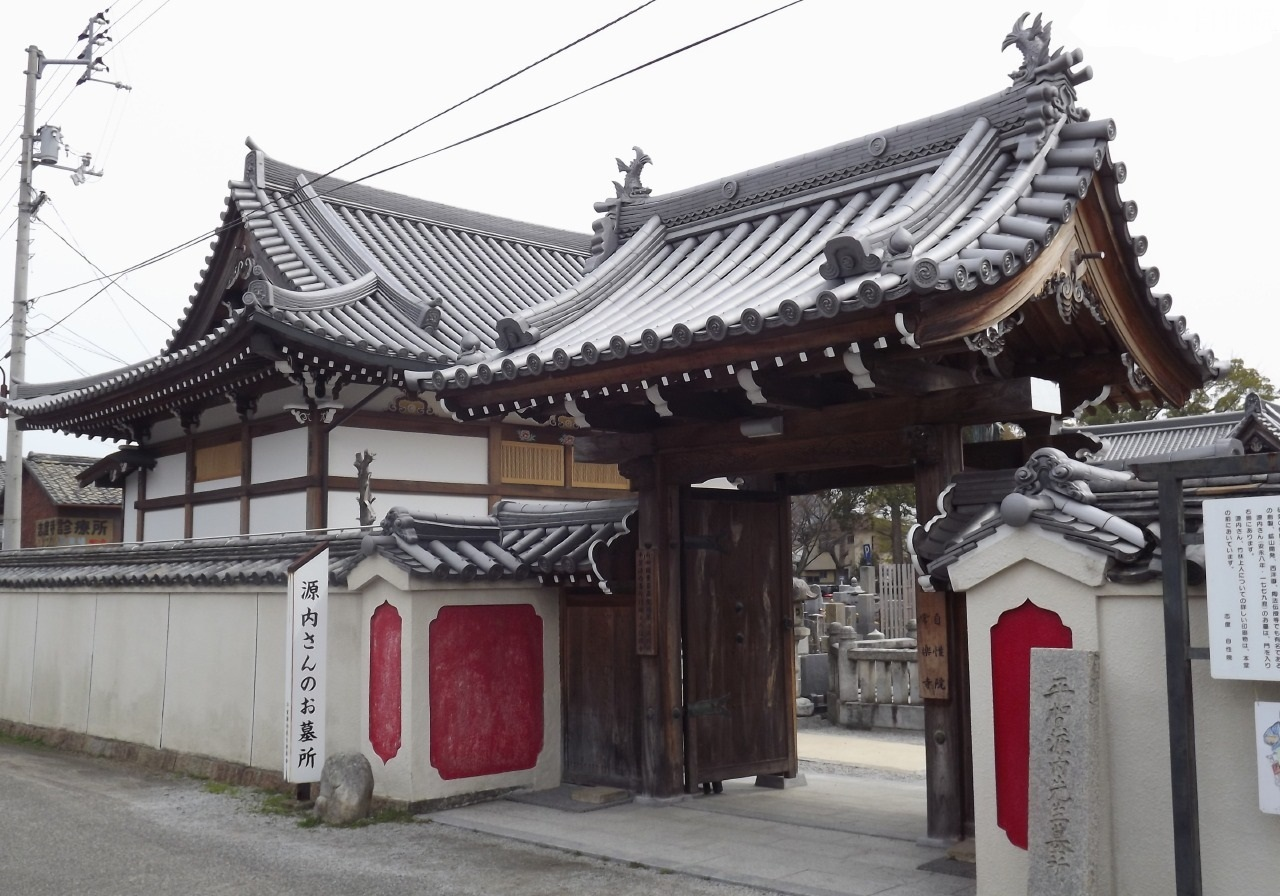
自性院(10番)
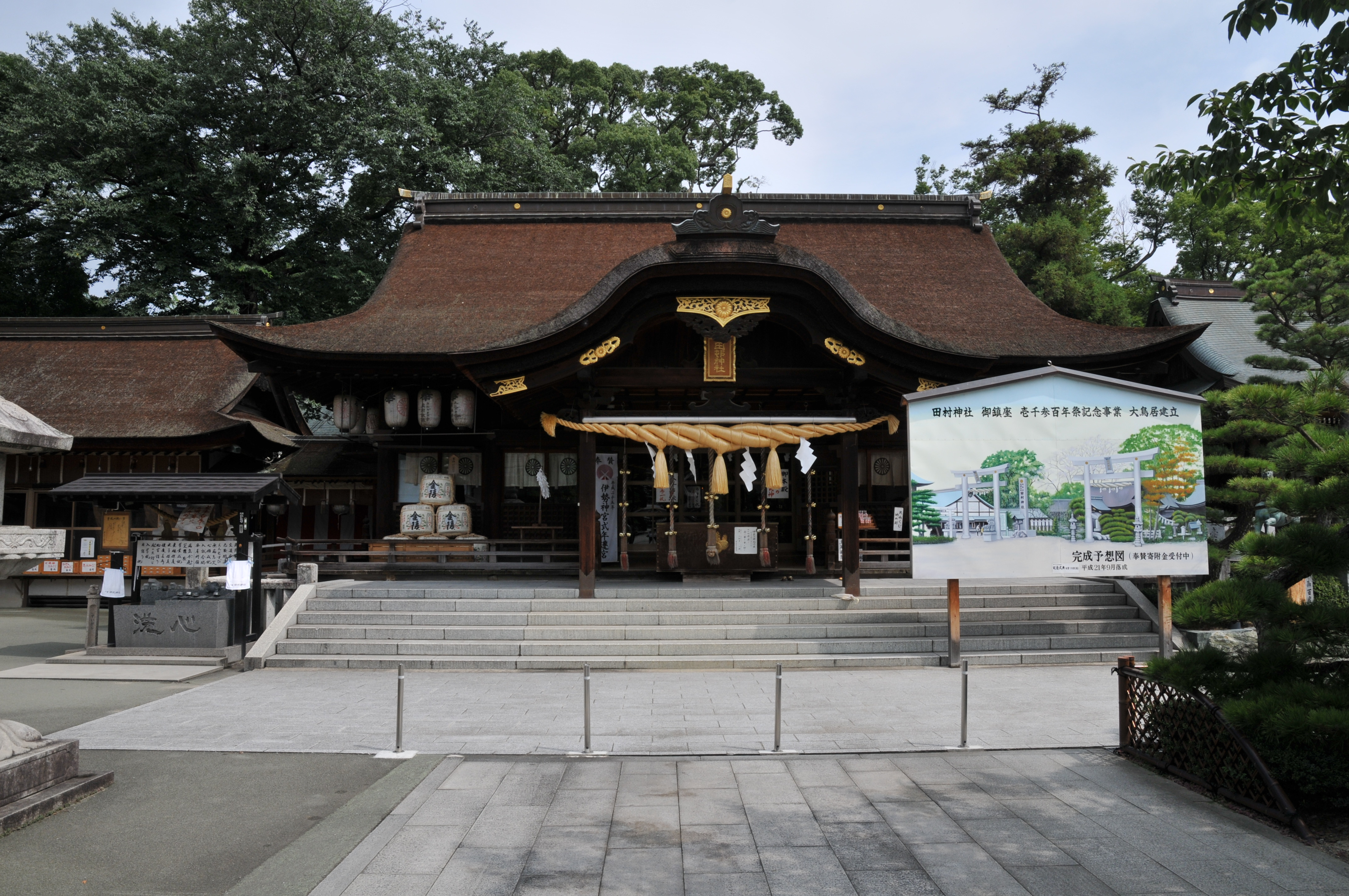
田村神社(11番)
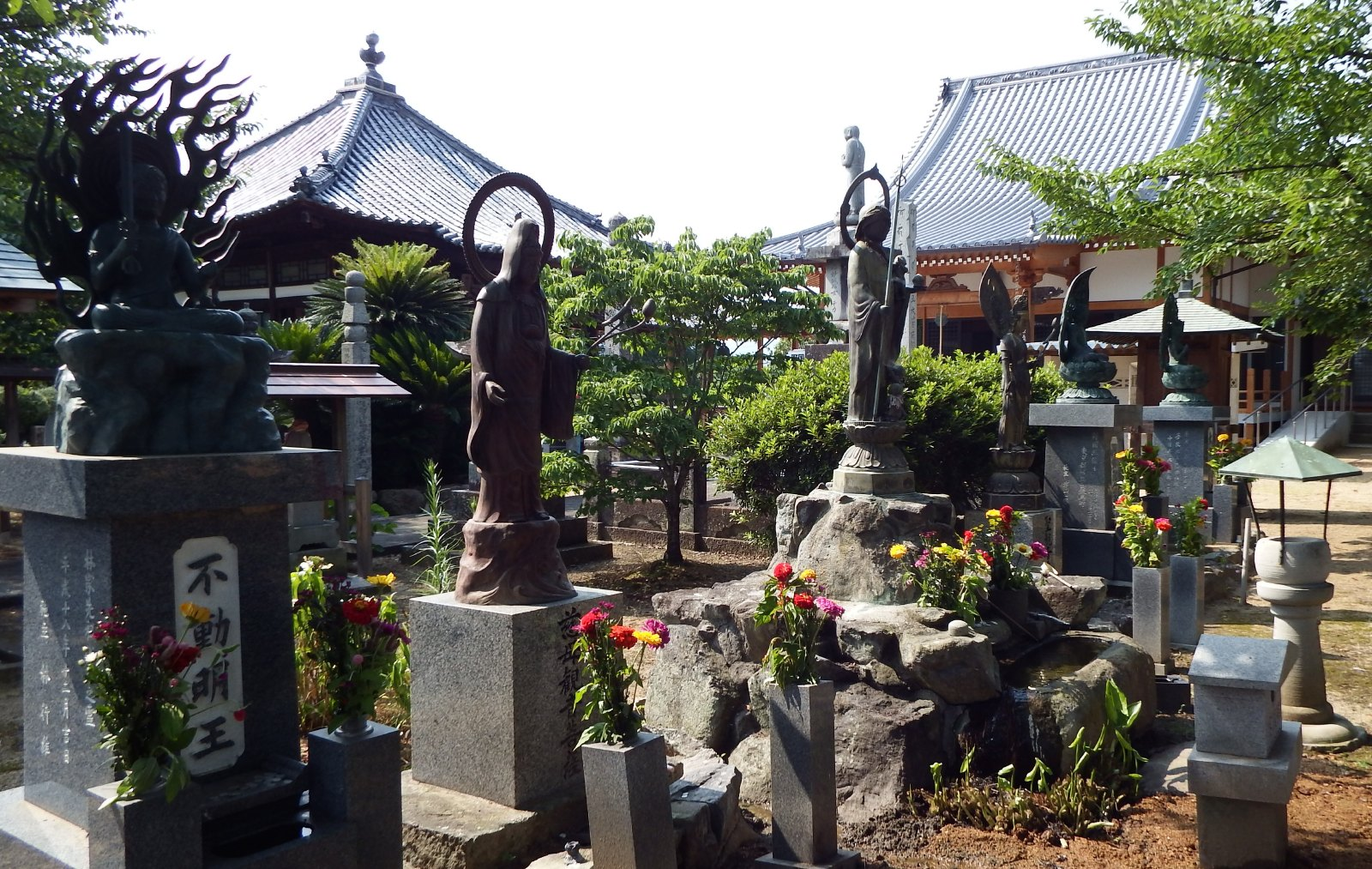
菩提院(12番)
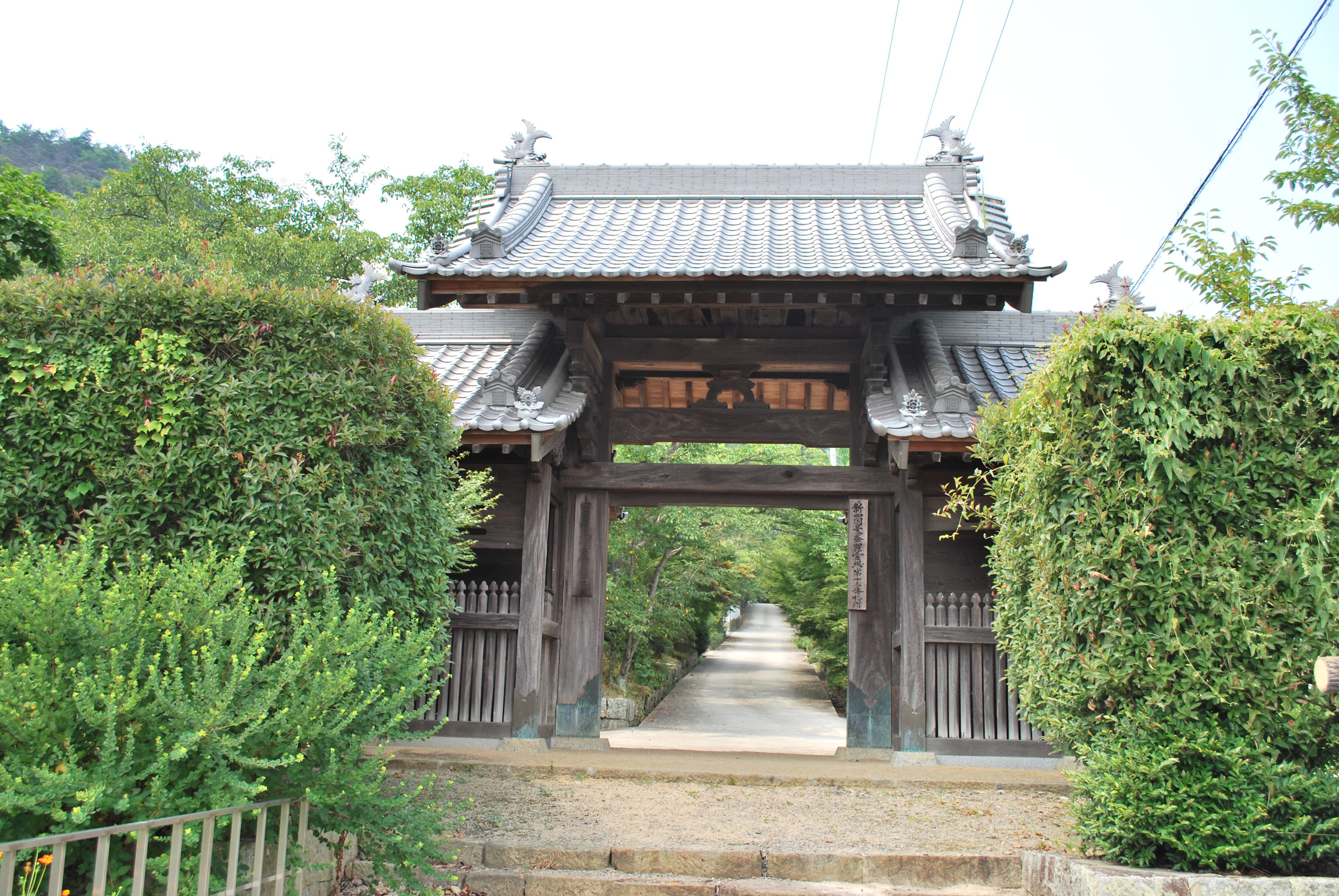
鷲峰寺山門(13番)
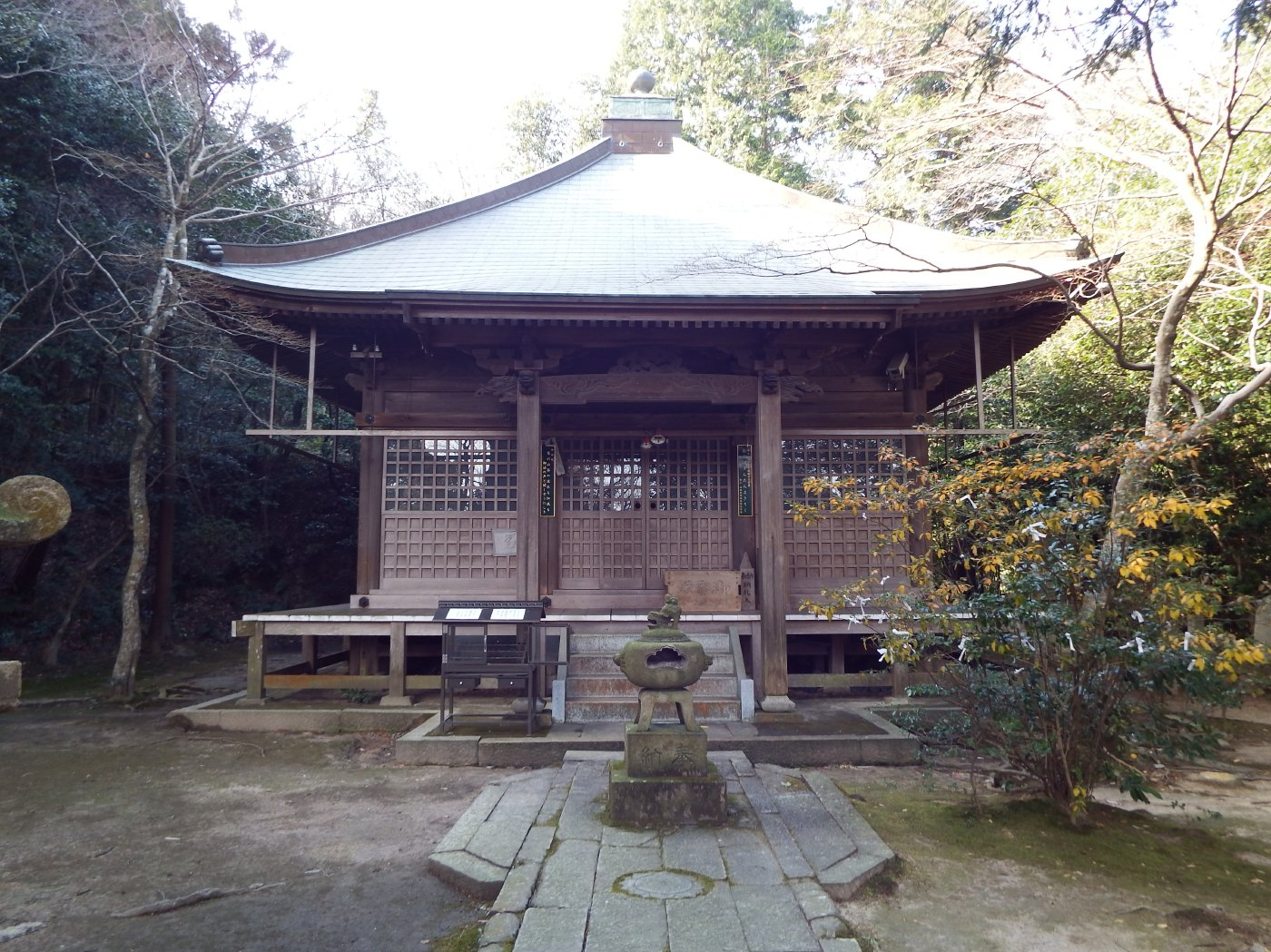
鷲峰寺本堂(13番)
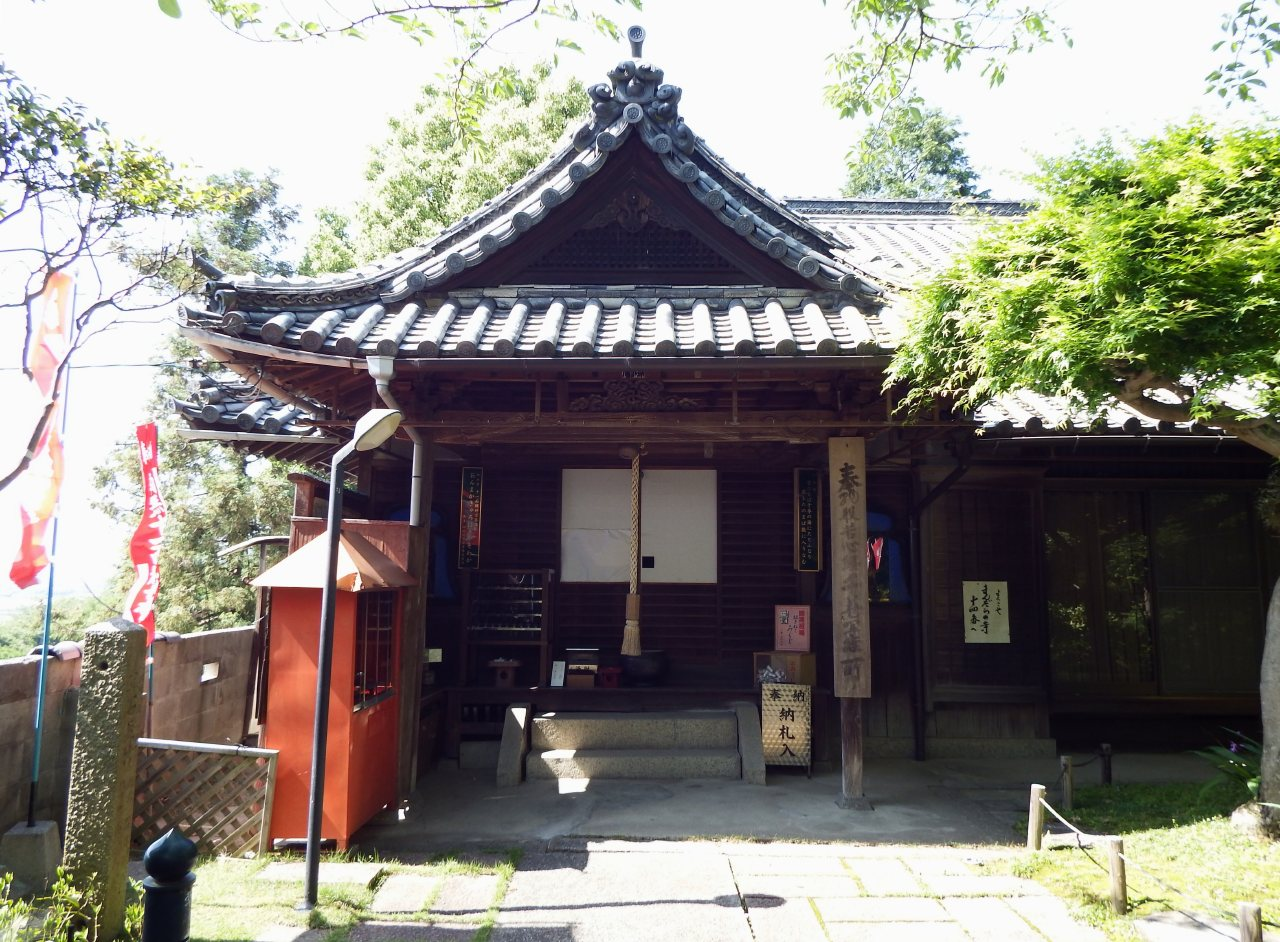
観音寺(14番)
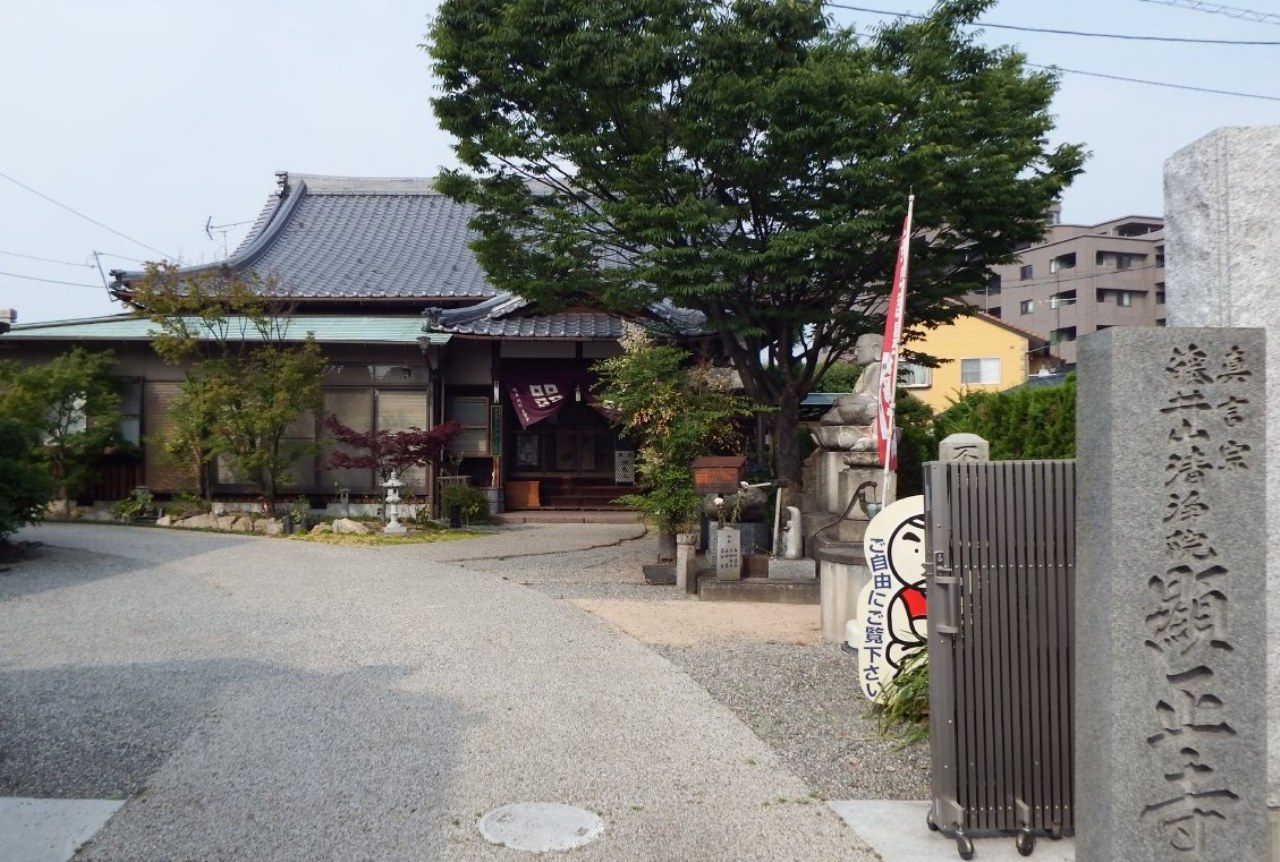
顕正寺(15番)
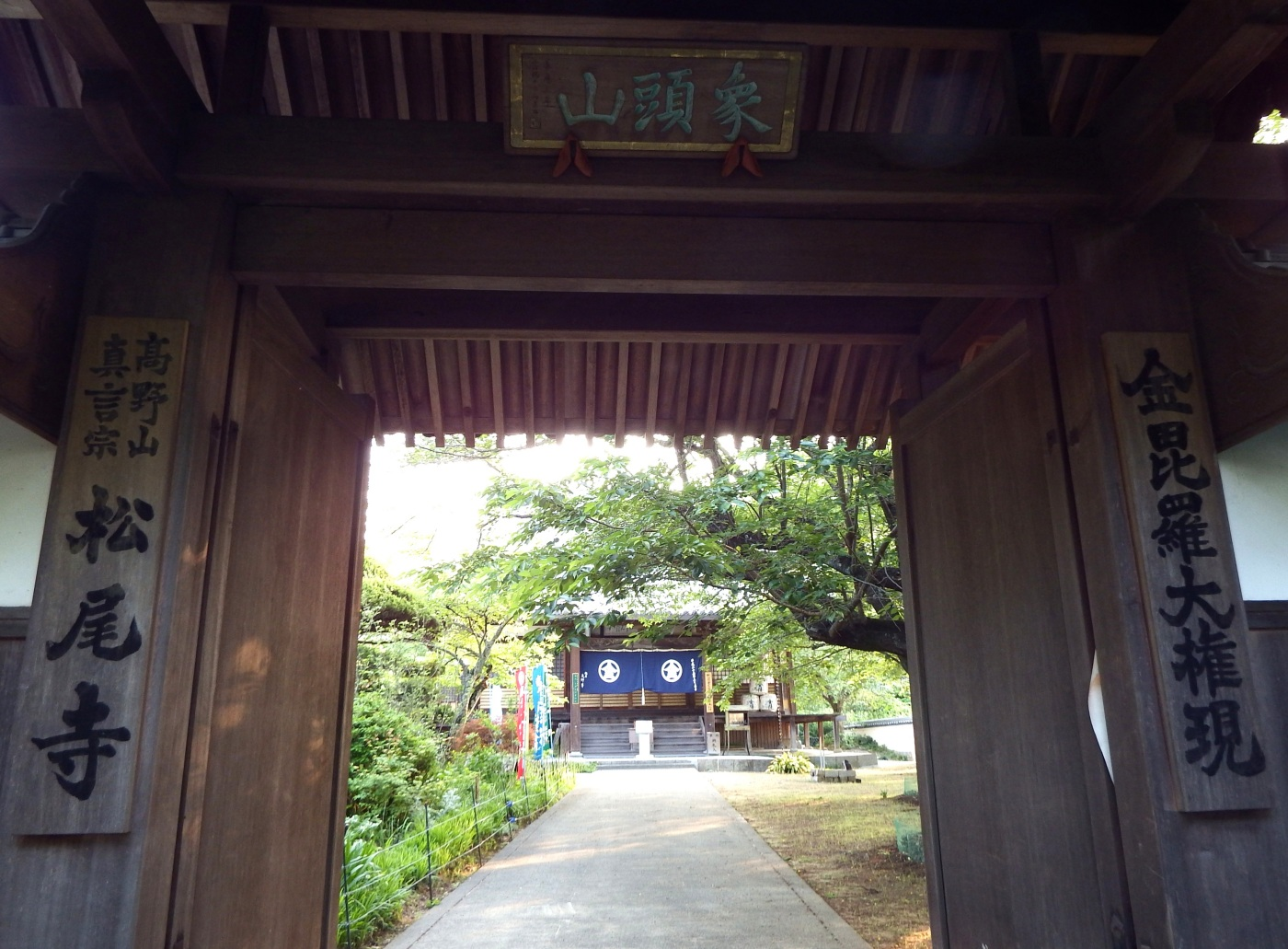
松尾寺(16番)
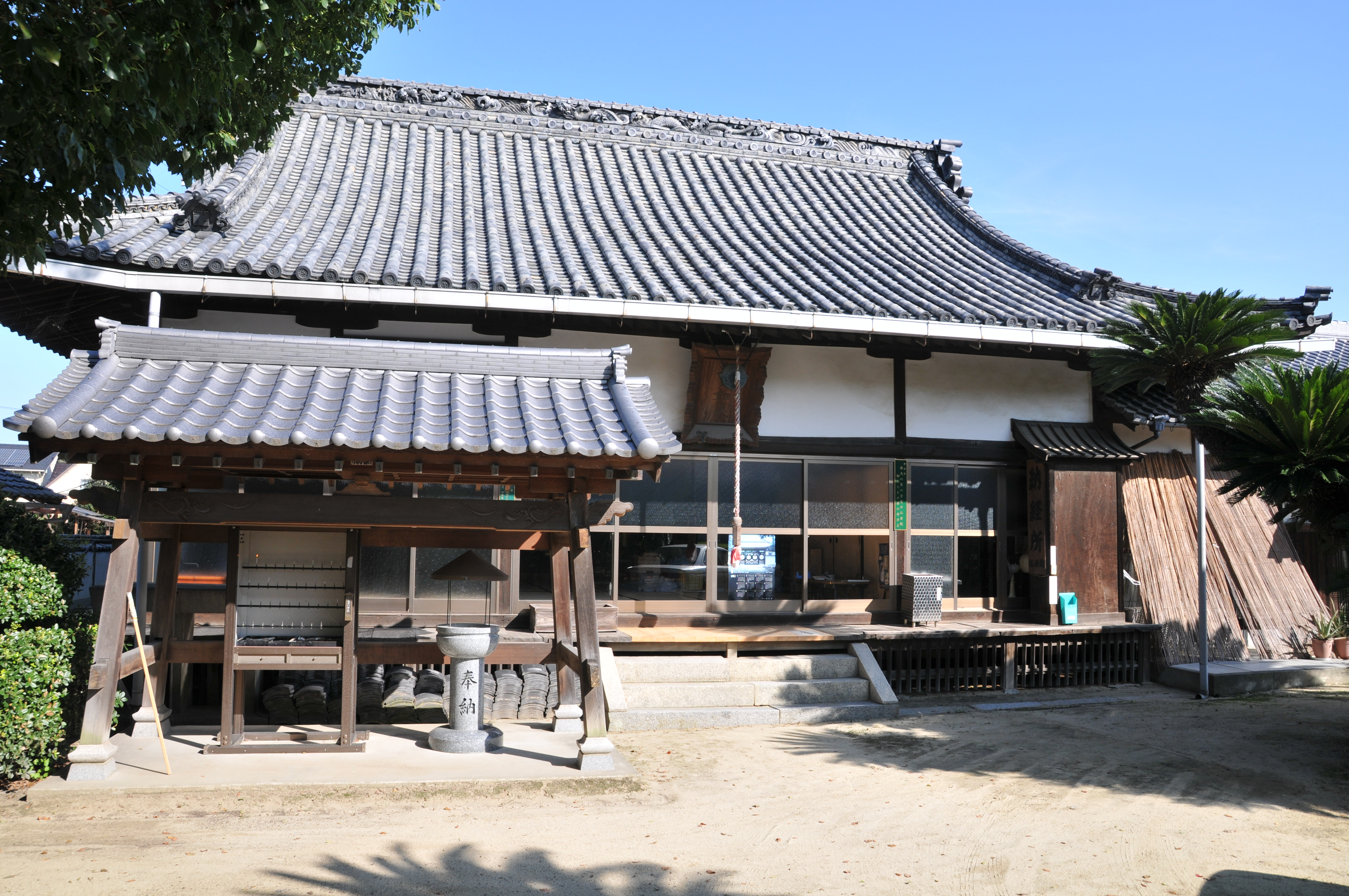
仏母院(17番)
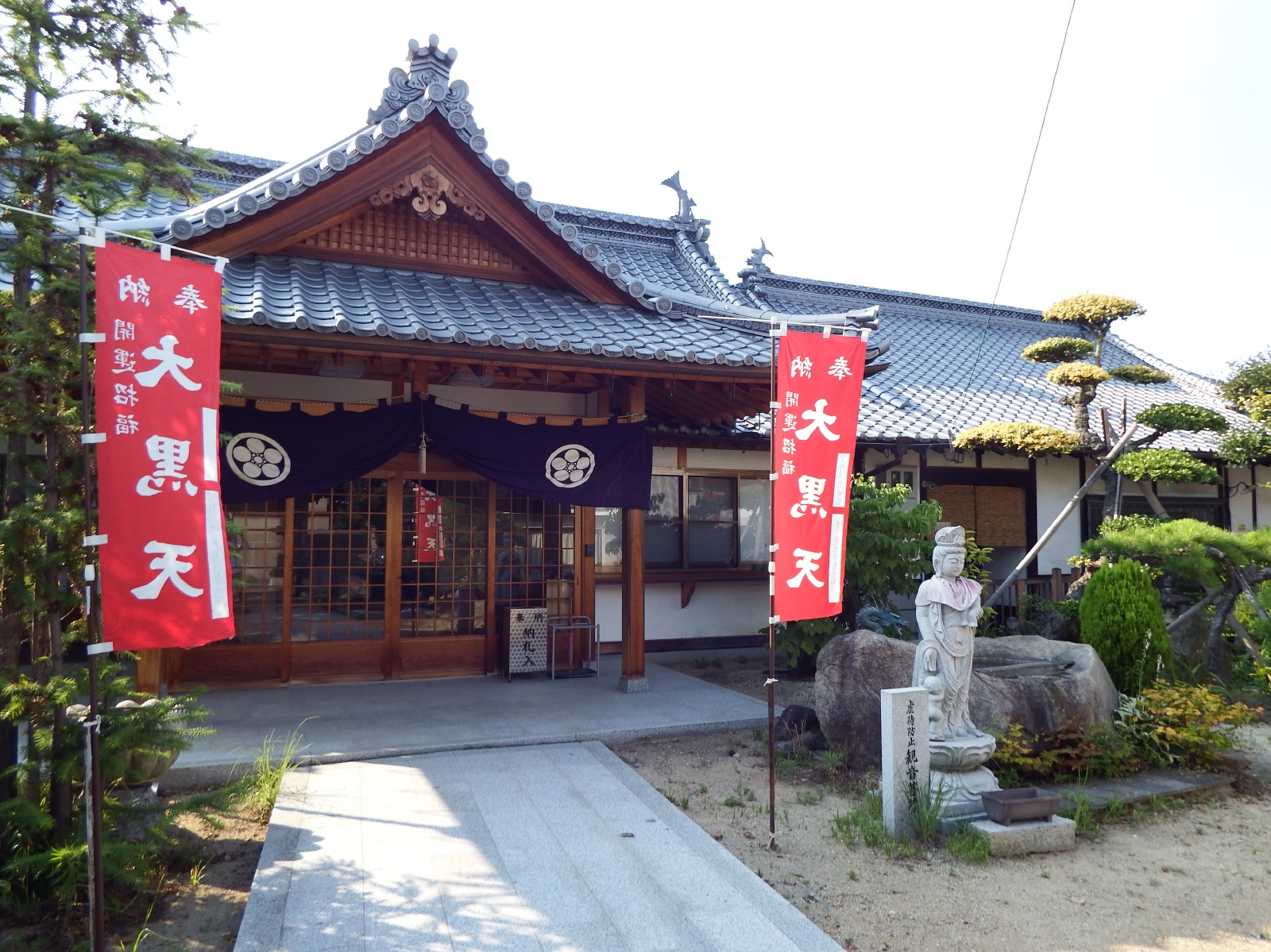
善性院(18番)
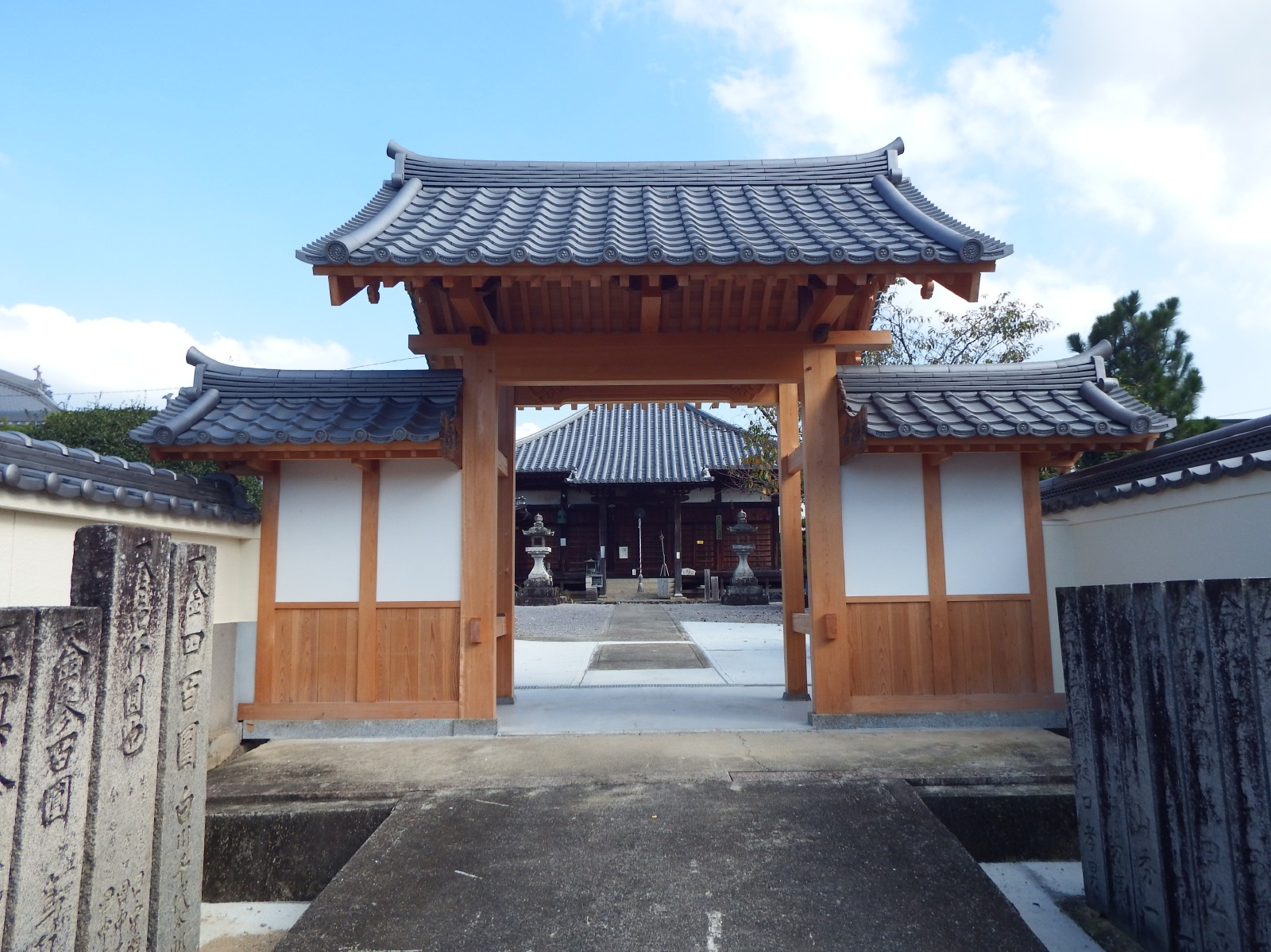
妙音寺(19番)
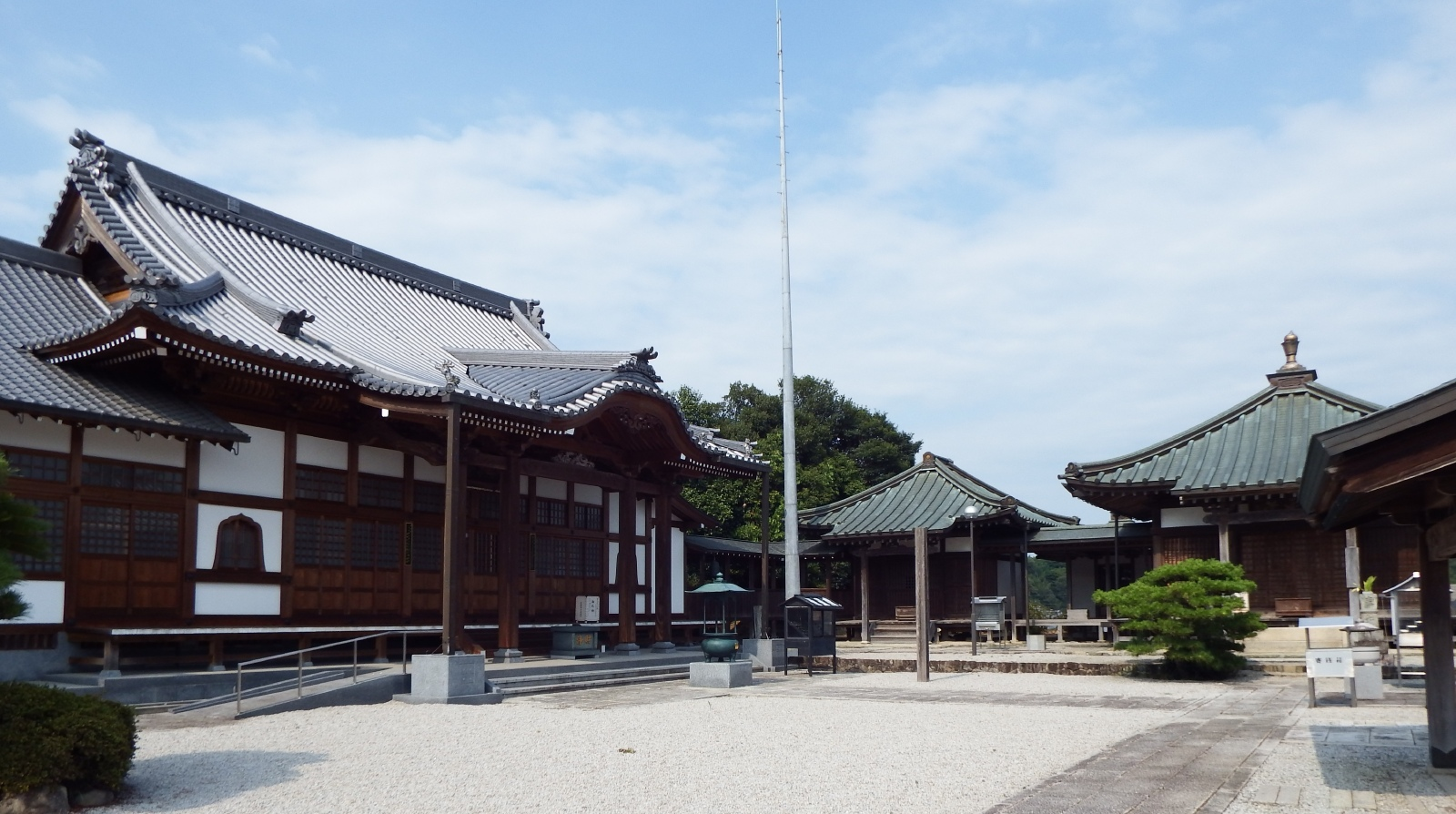
延命院(20番)
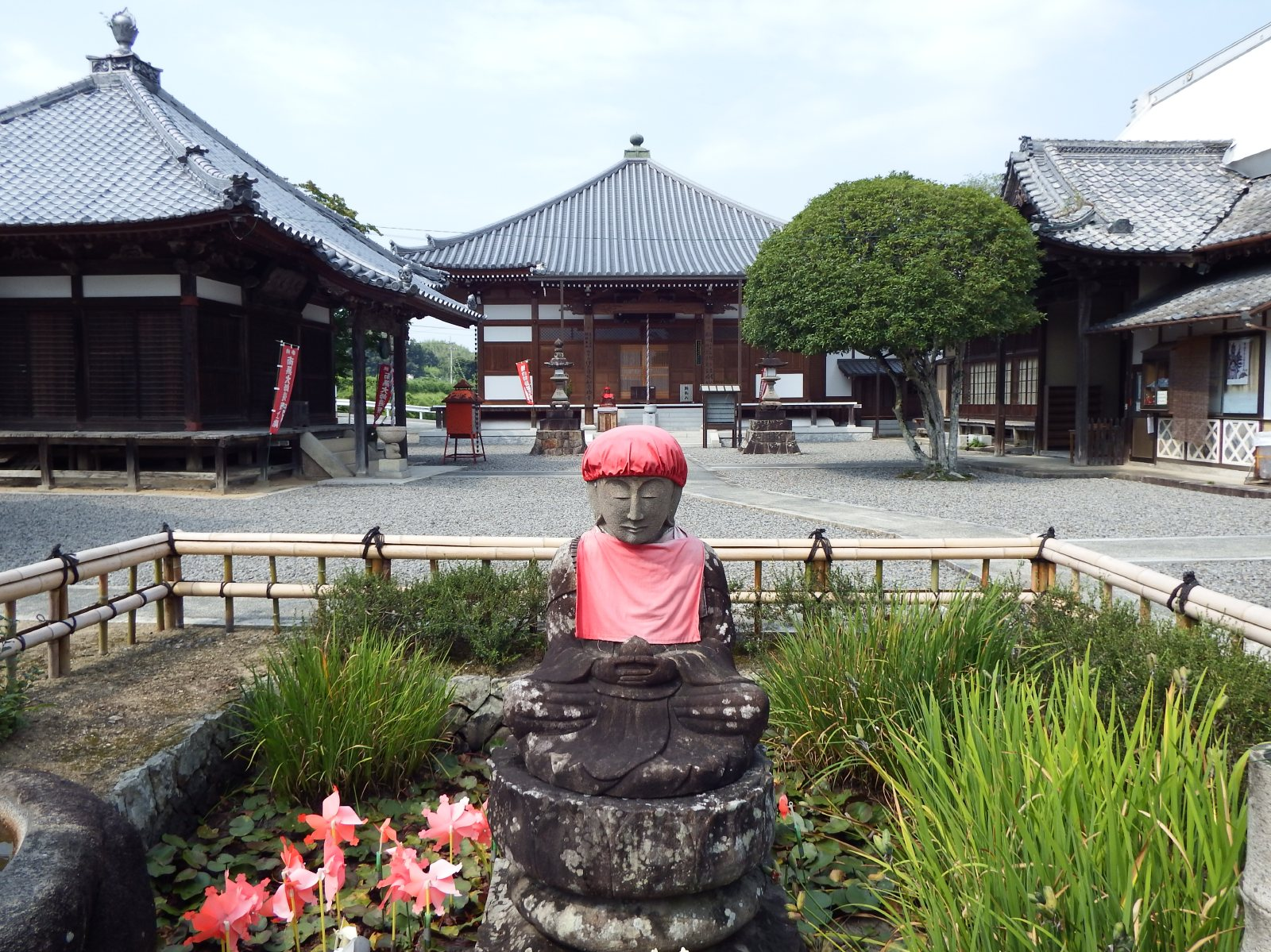
伊舎那院(21番)
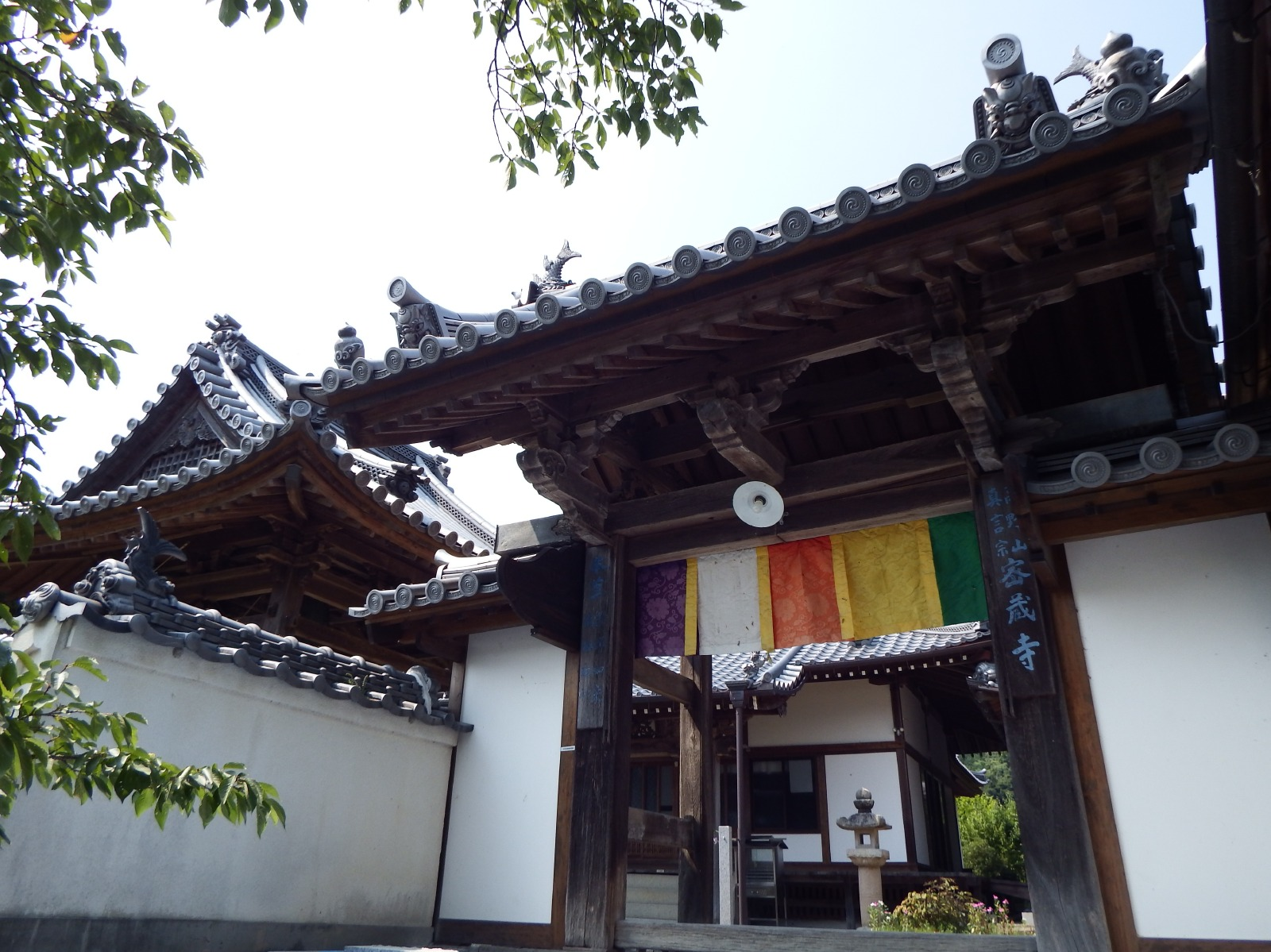
密蔵寺(22番)
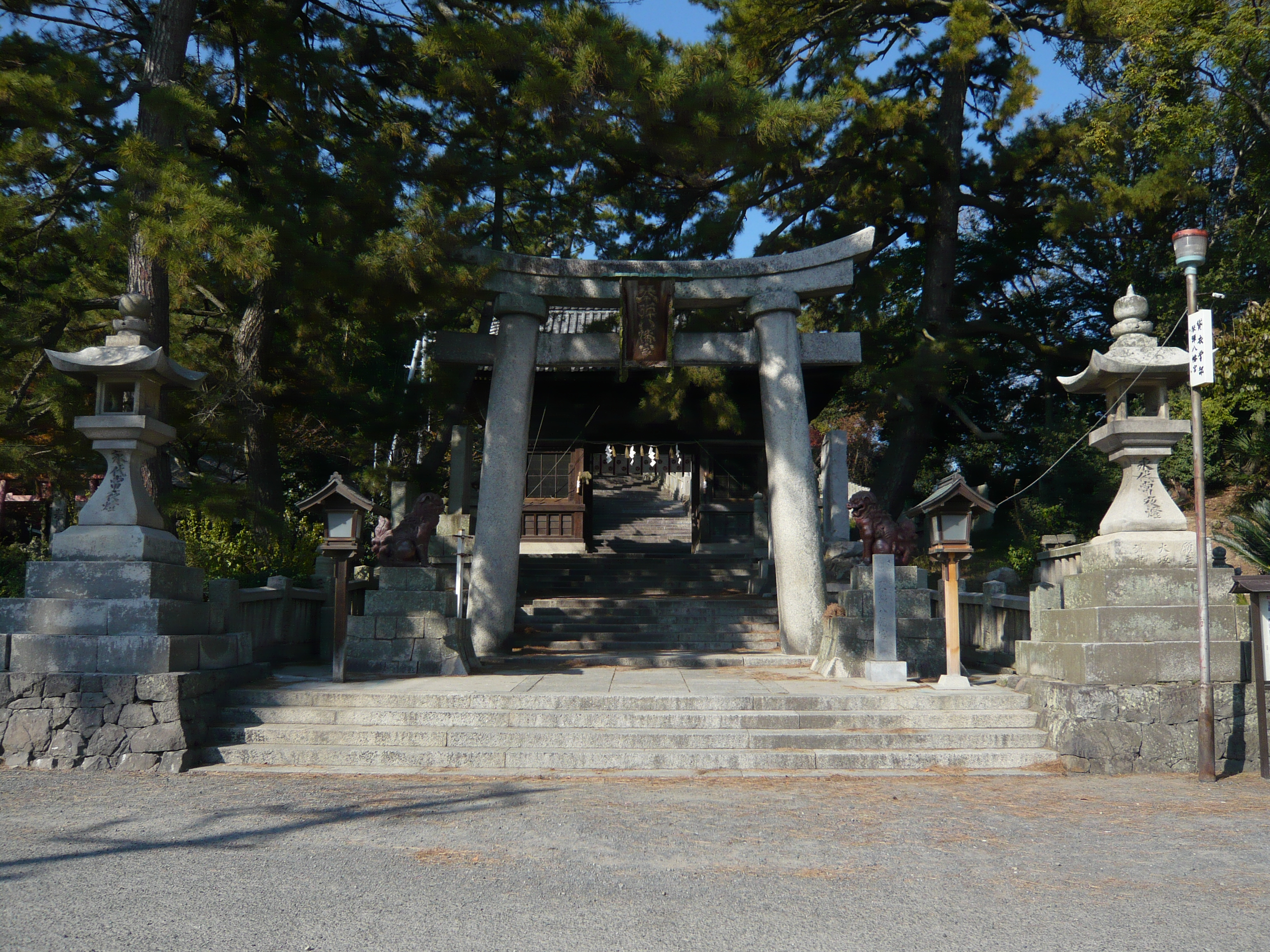
琴弾八幡宮(23番)
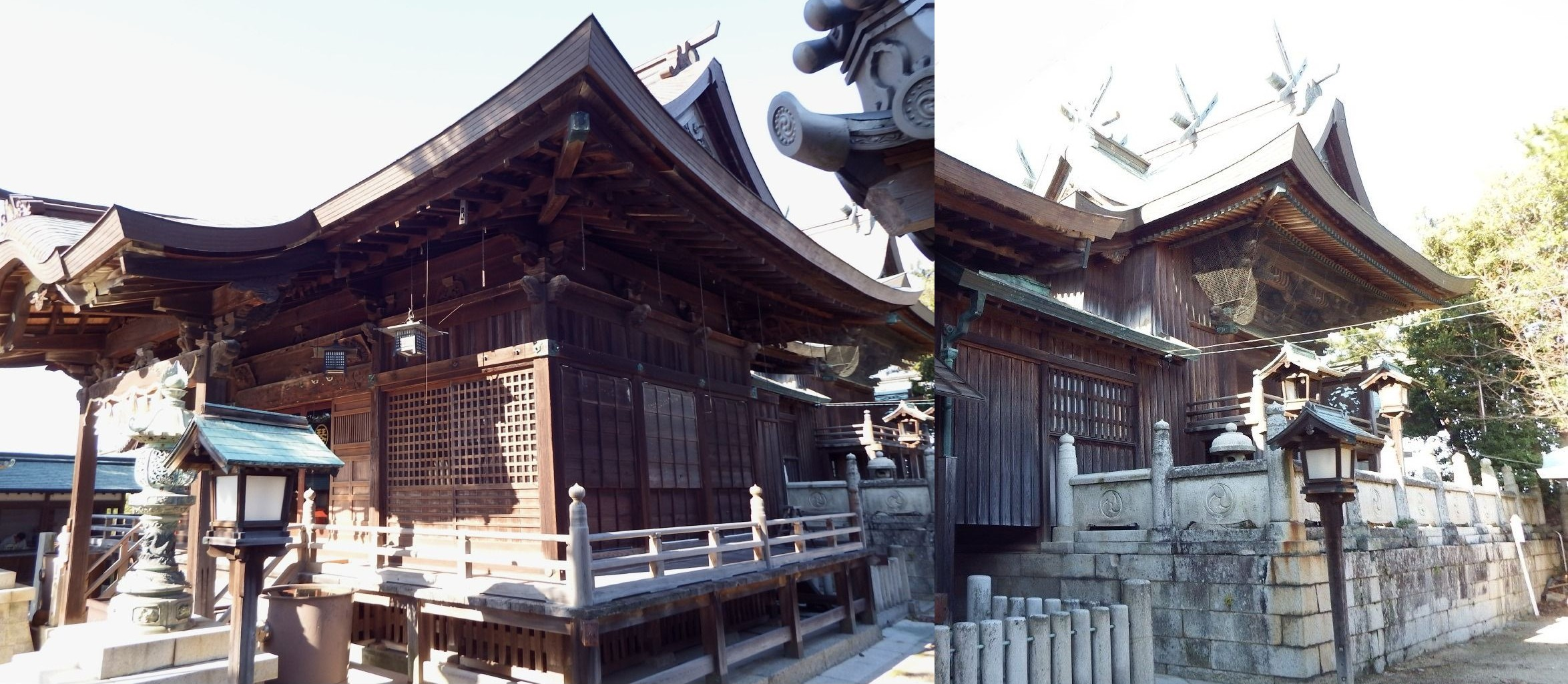
琴弾八幡宮の本殿
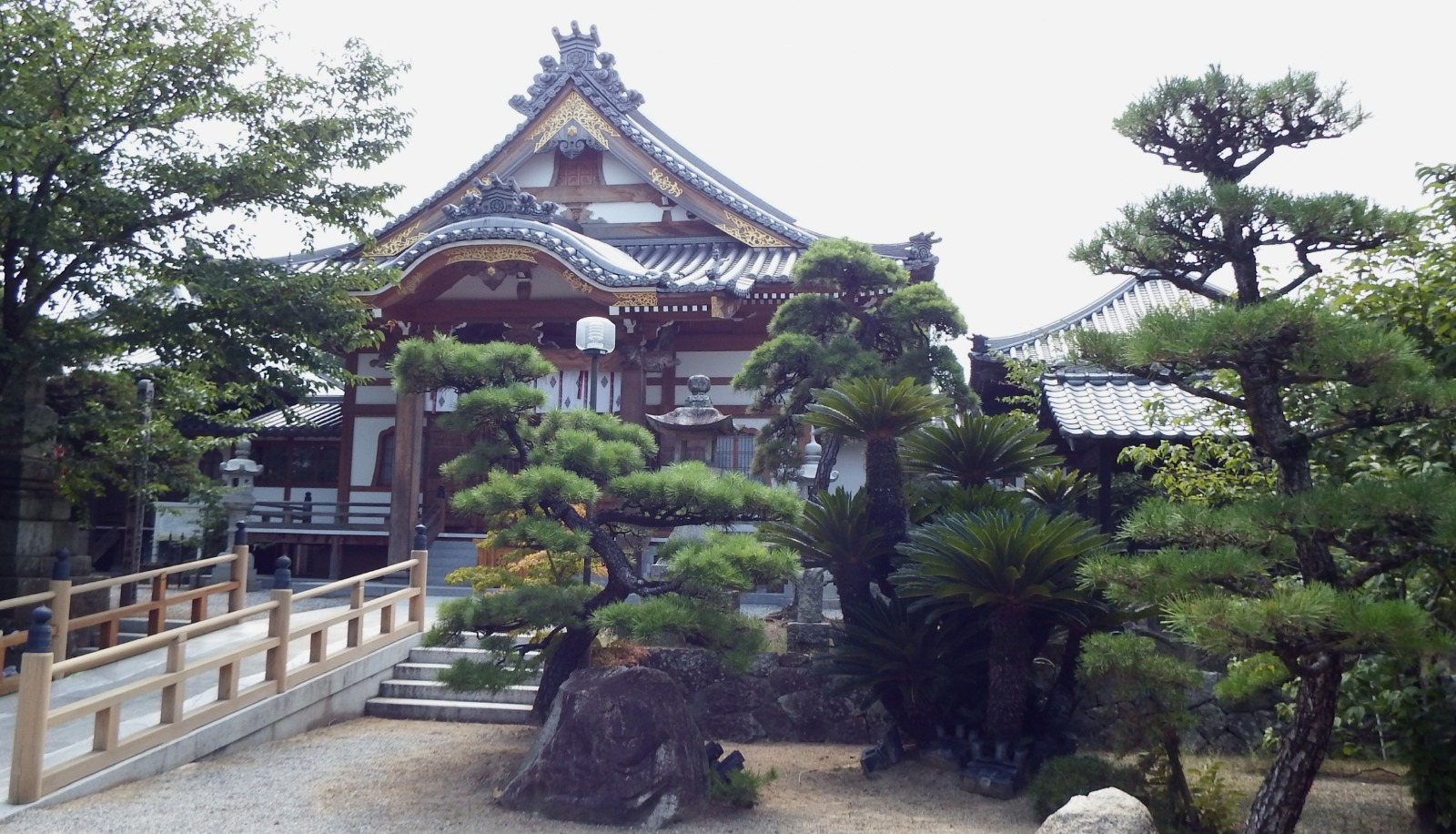
宗林寺(24番)
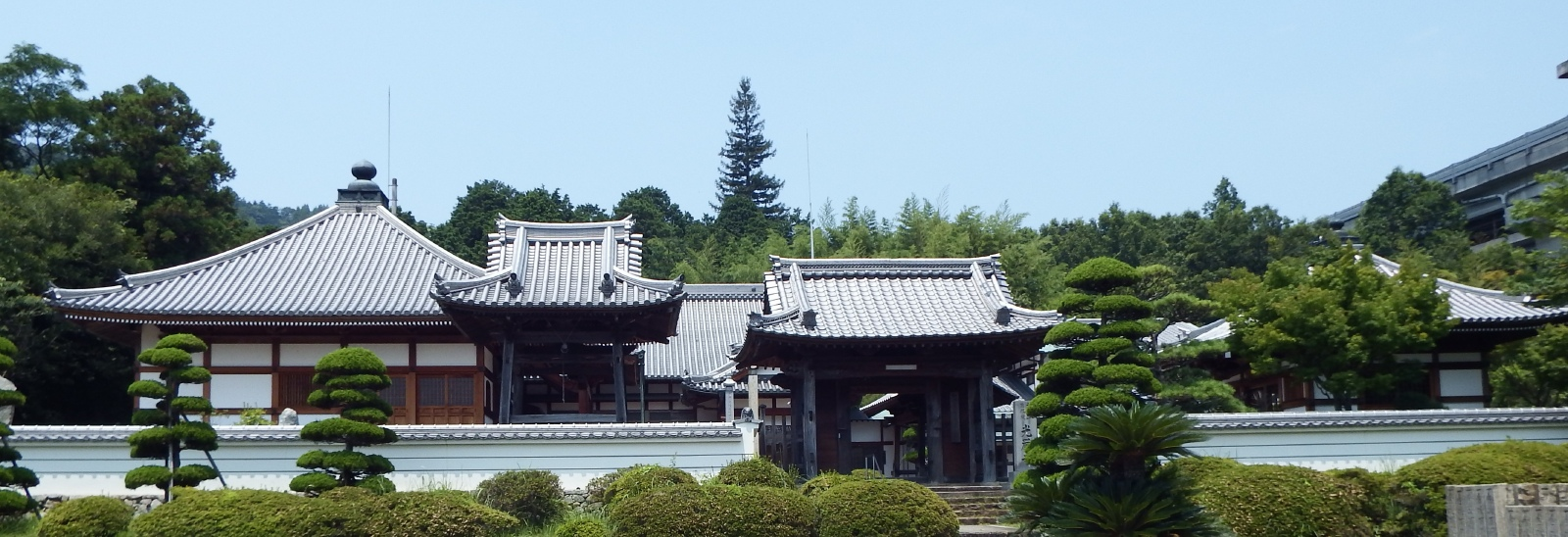
光厳寺(25番)
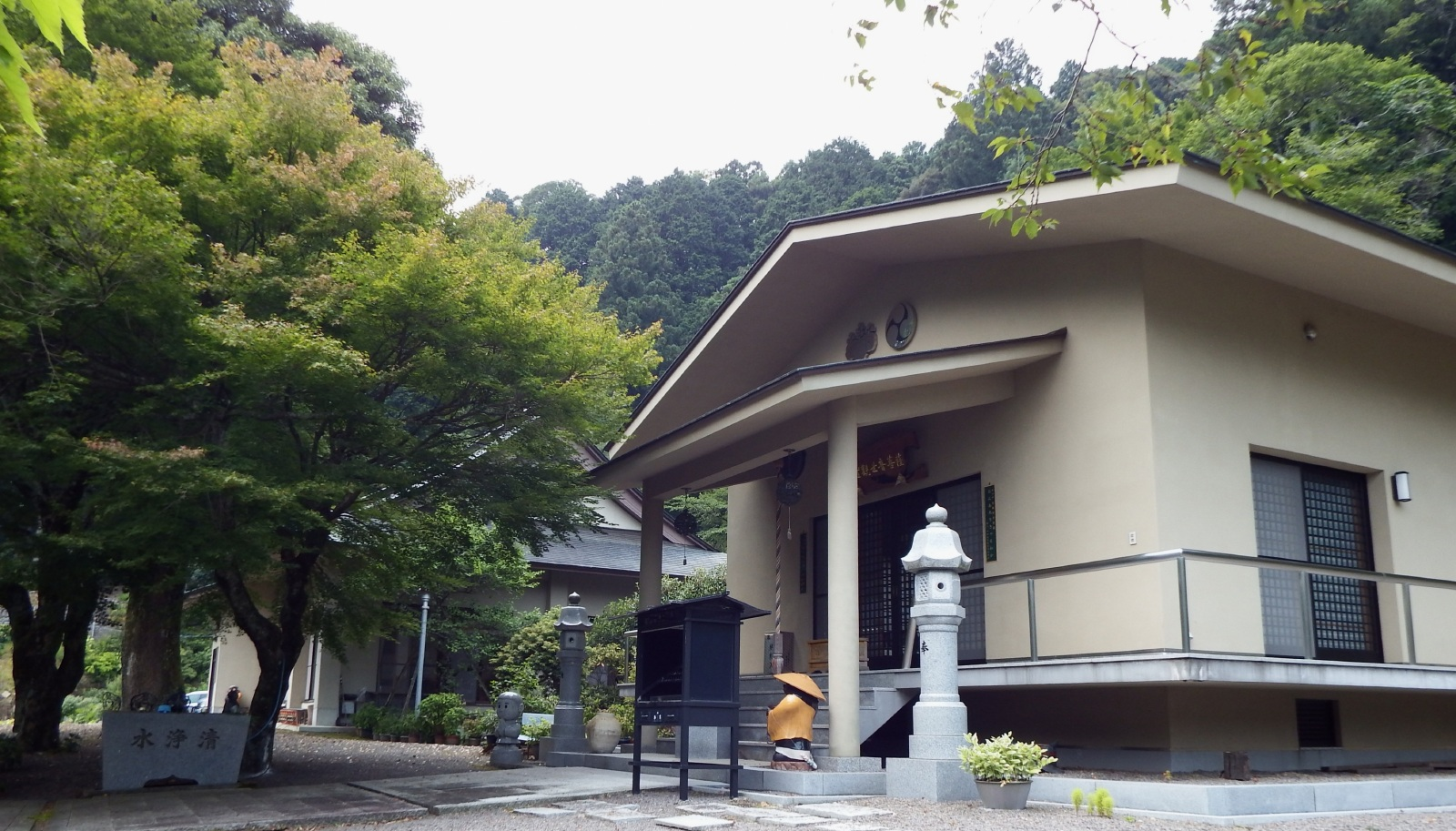
真観寺(26番)
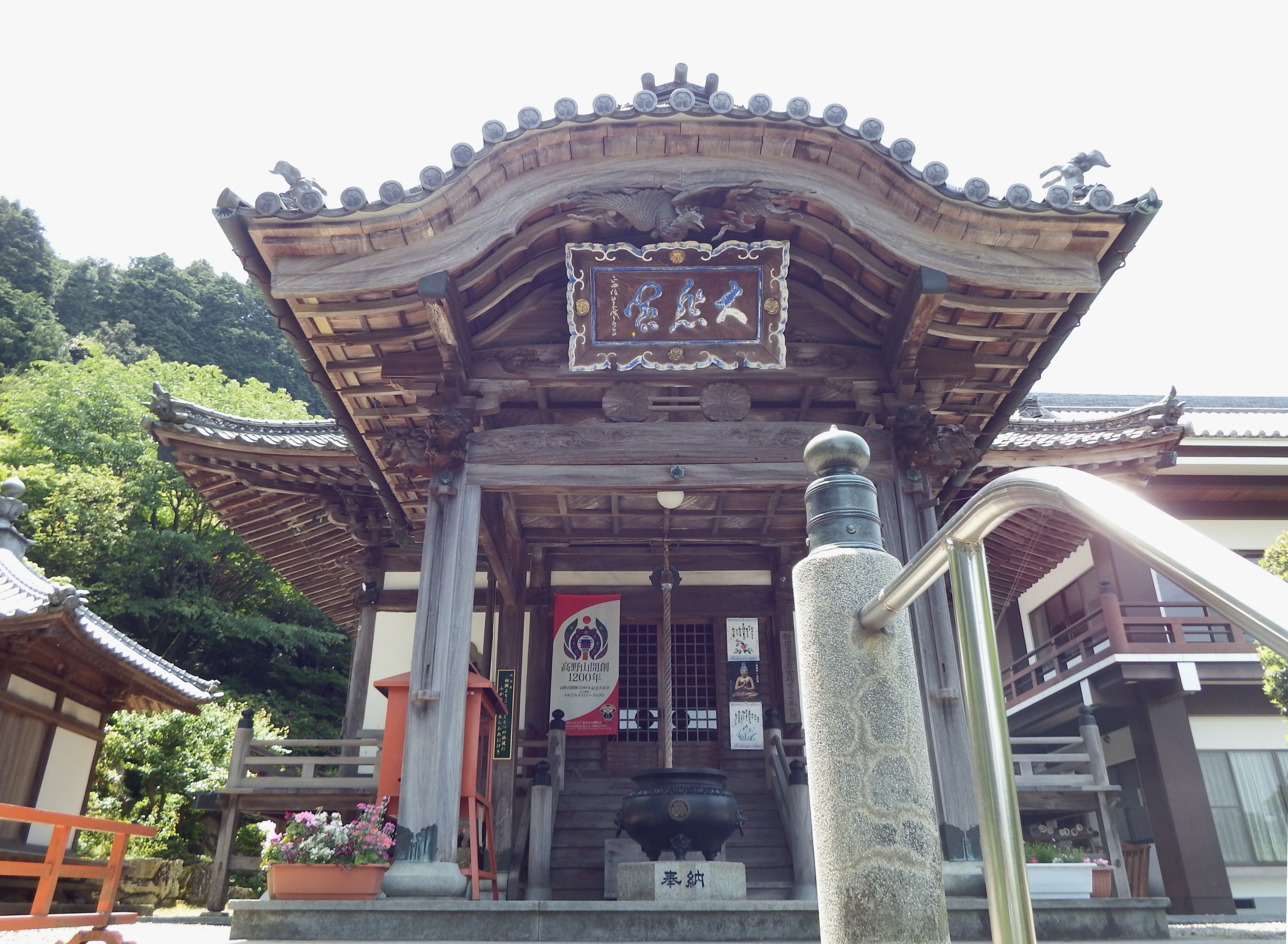
新長谷寺(27番)
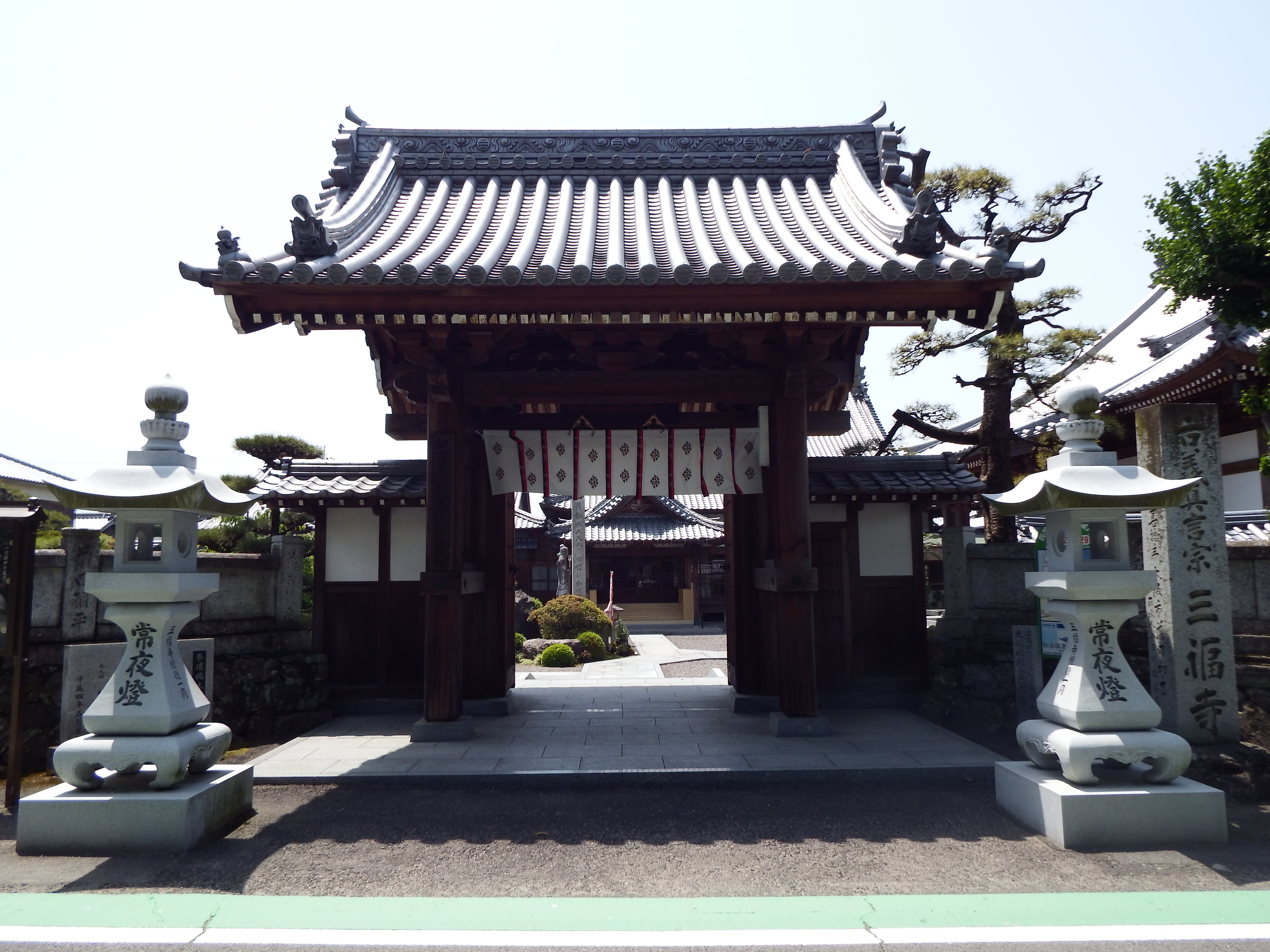
三福寺(28番)
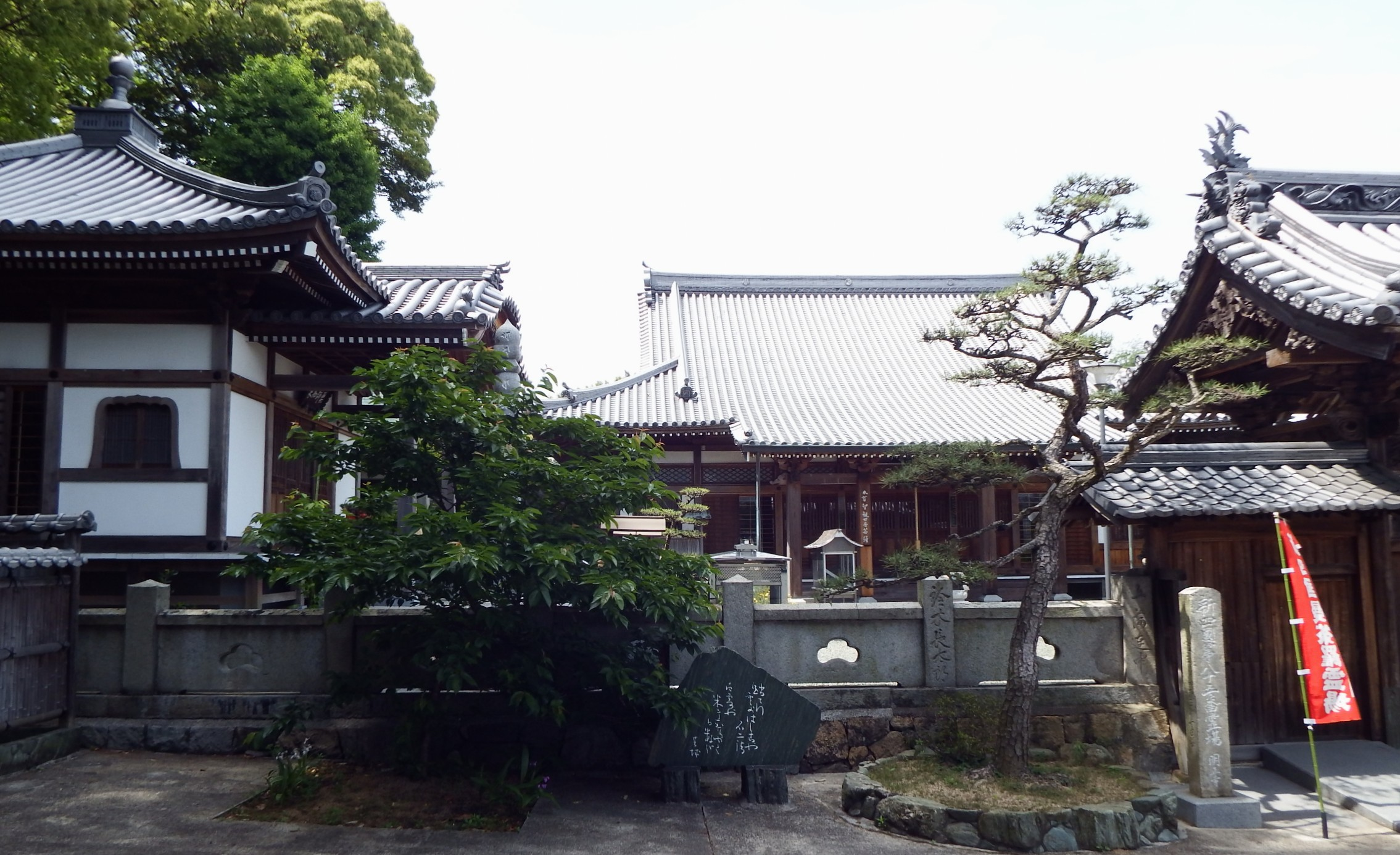
明正寺(29番)
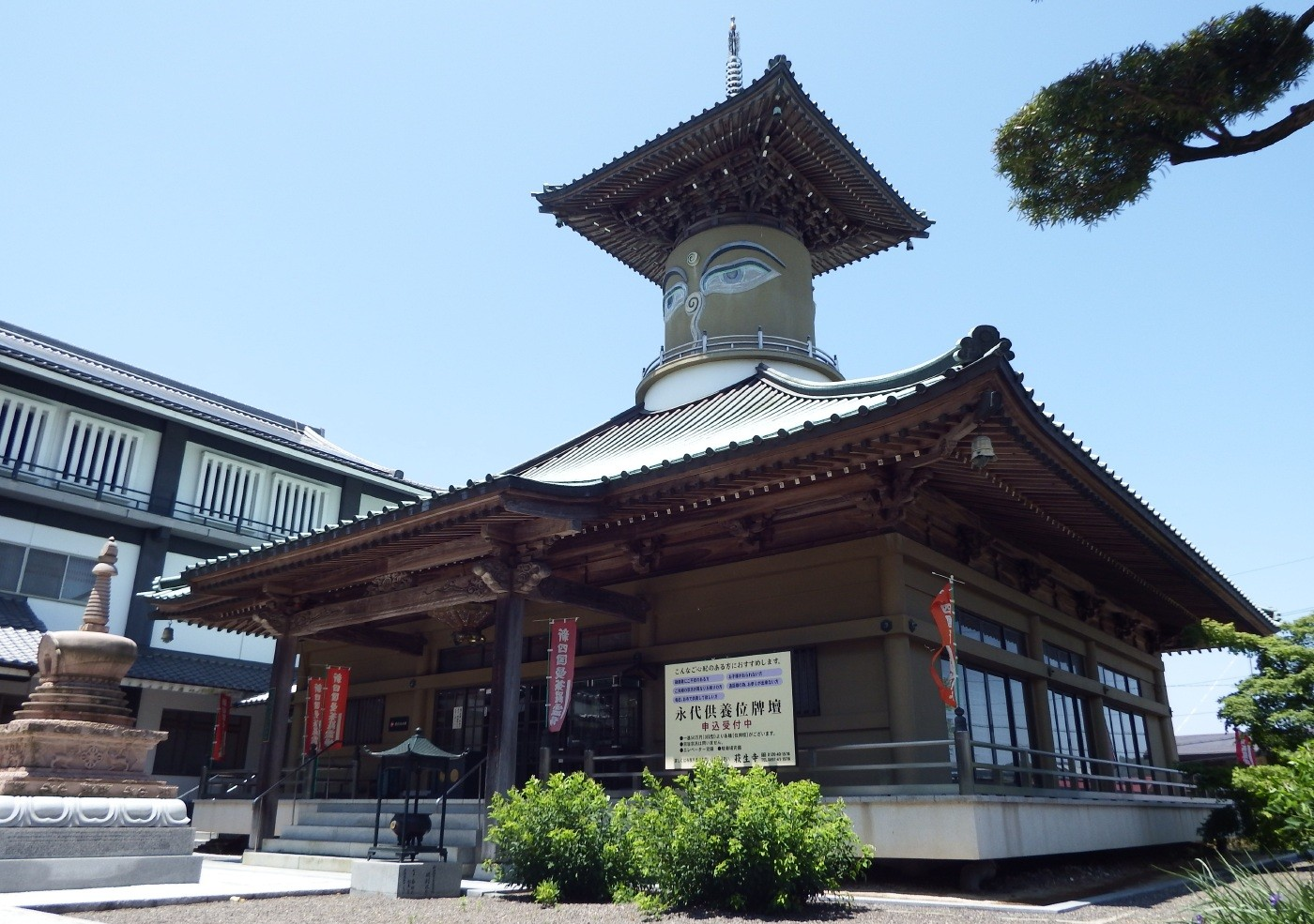
萩生寺(30番)南の坊
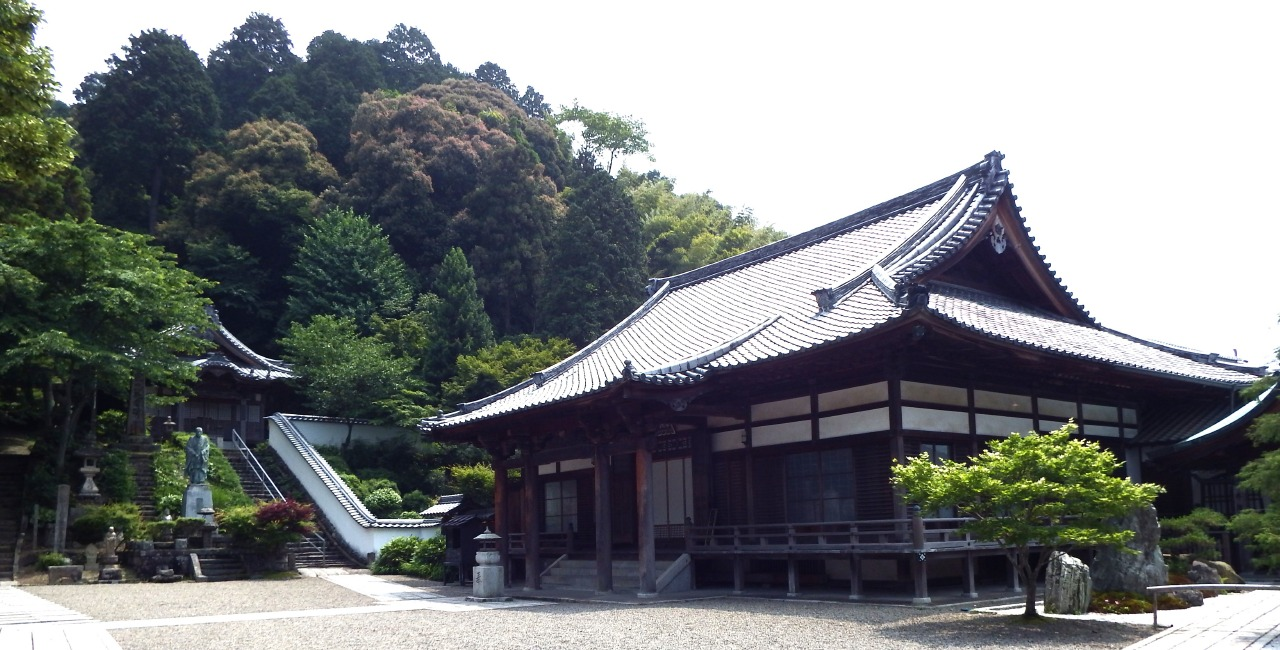
王至森寺(31番)
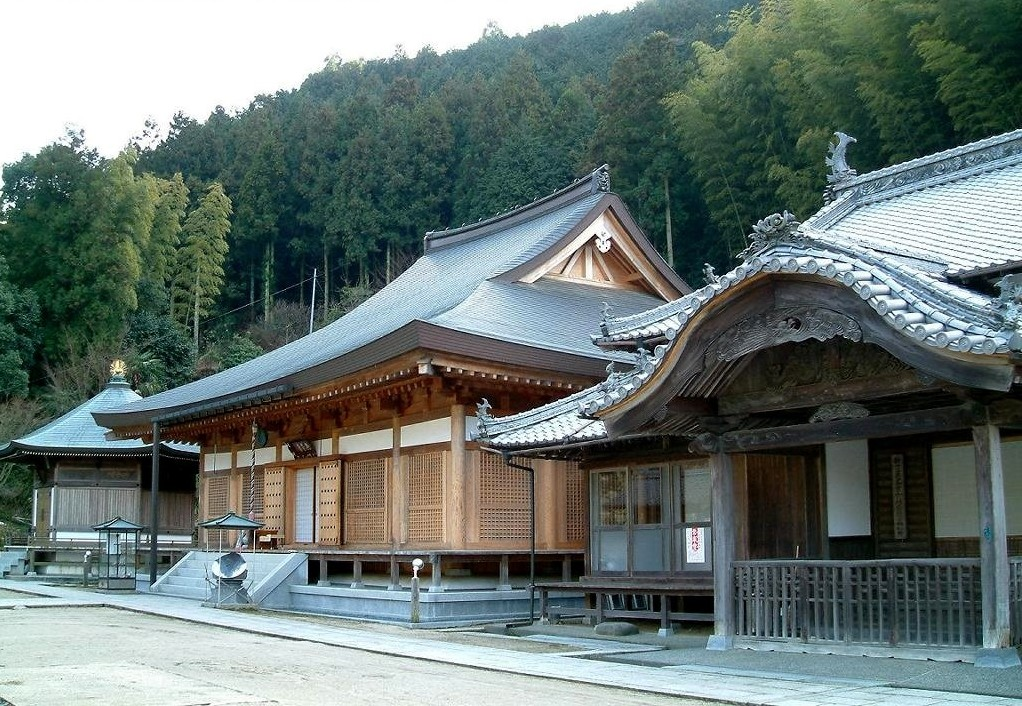
石鎚山極楽寺(32番)
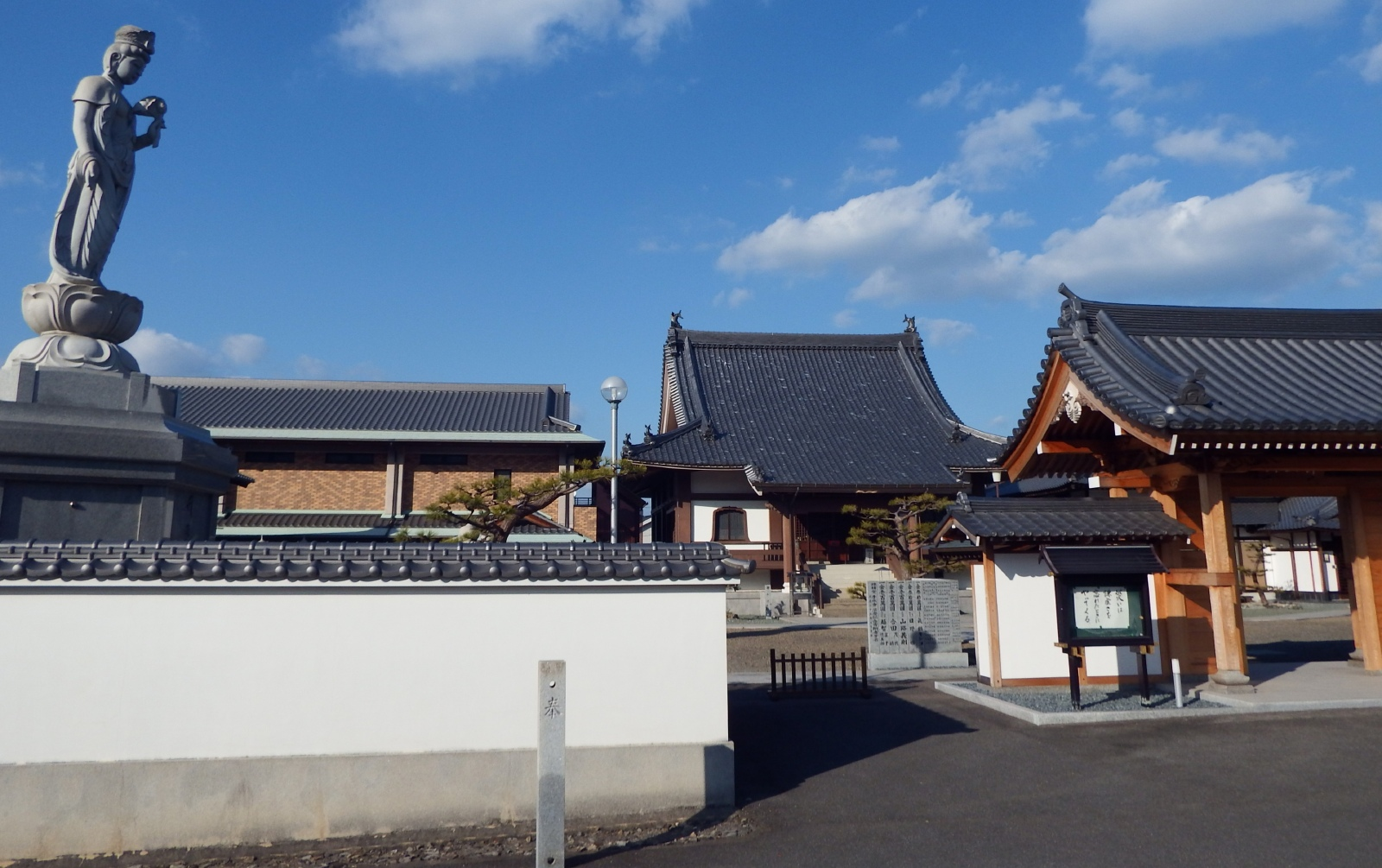
清楽寺(33番)
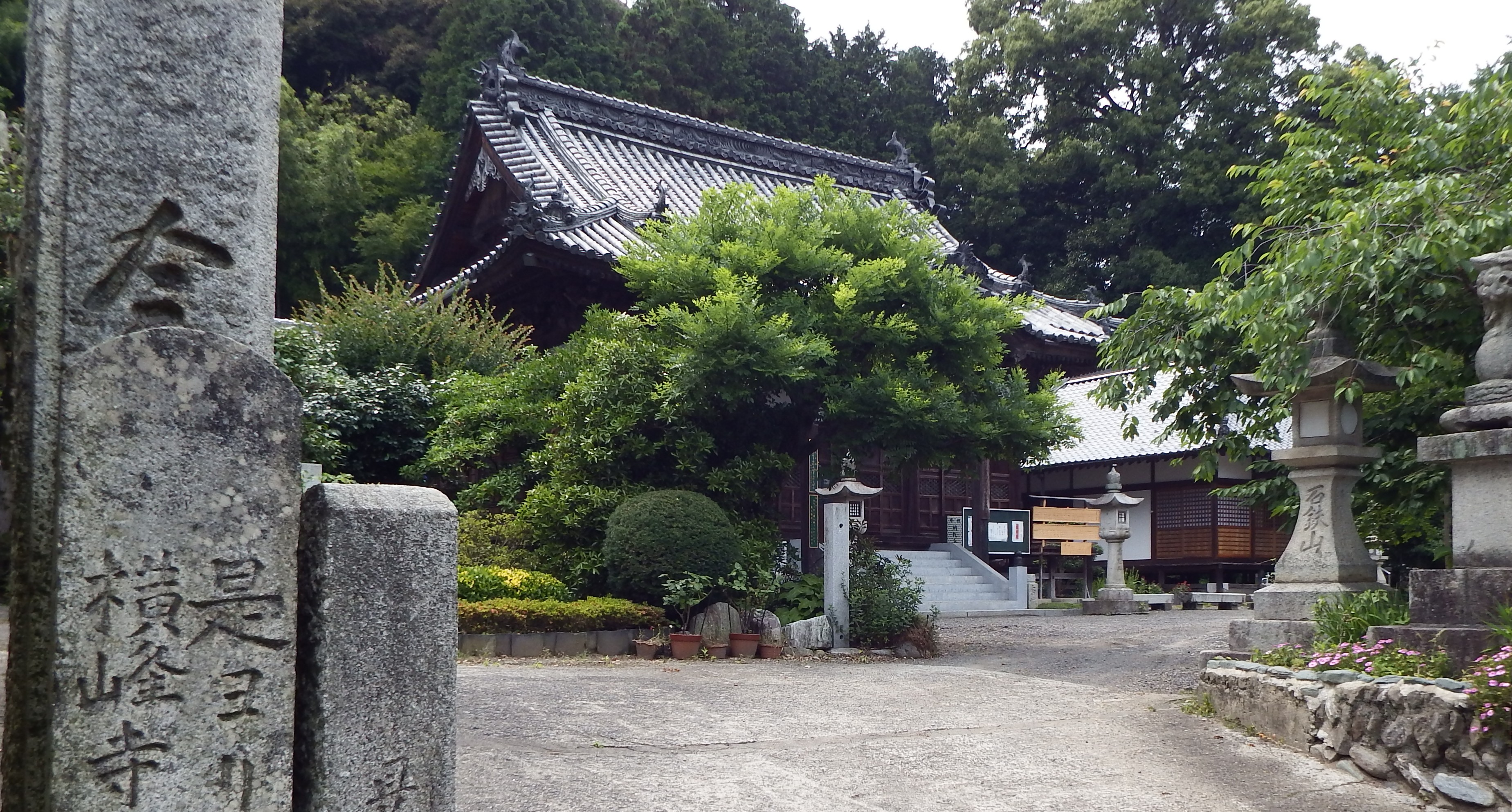
妙雲寺(34番)
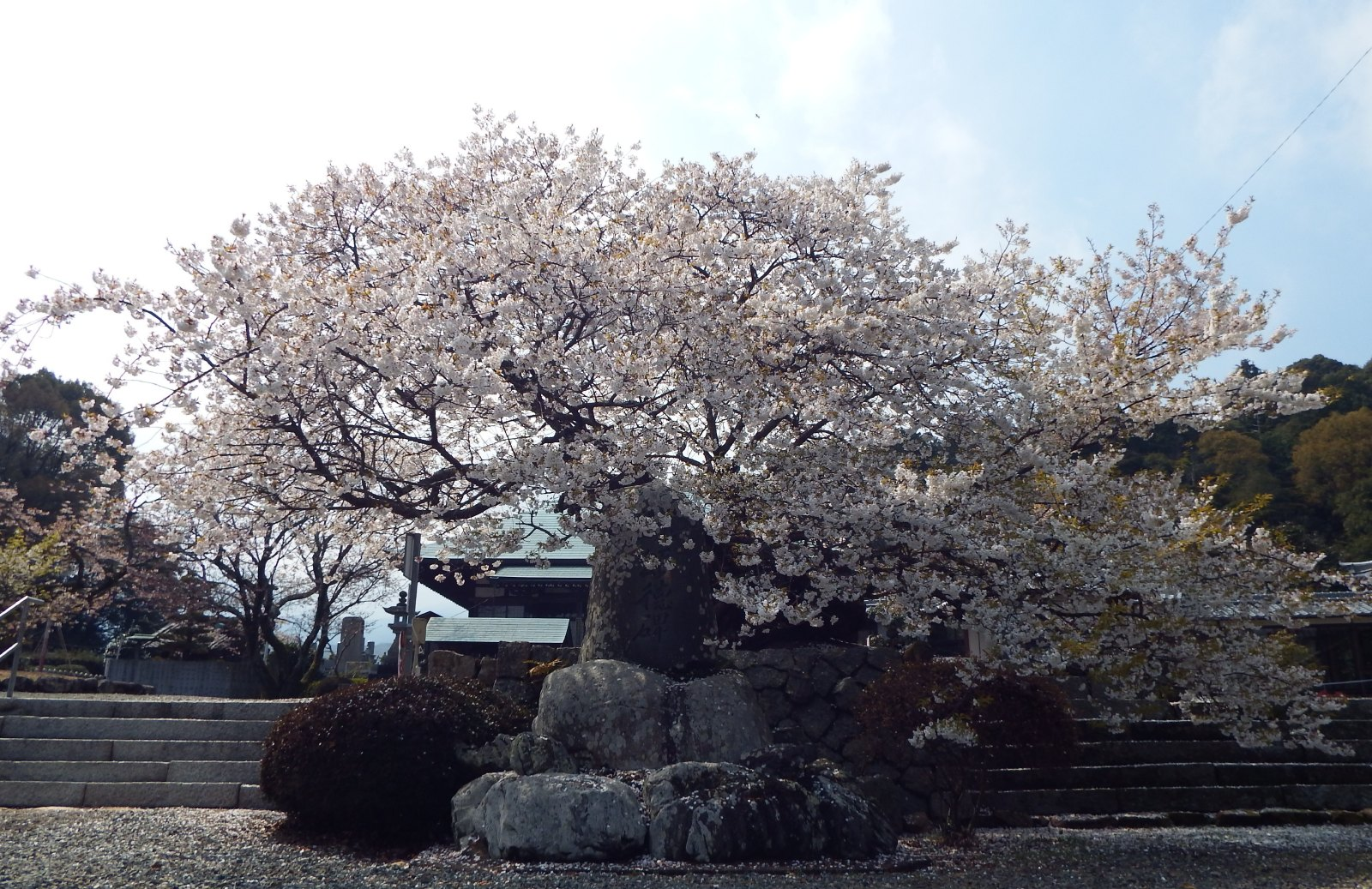
実報寺(35番)乳地蔵
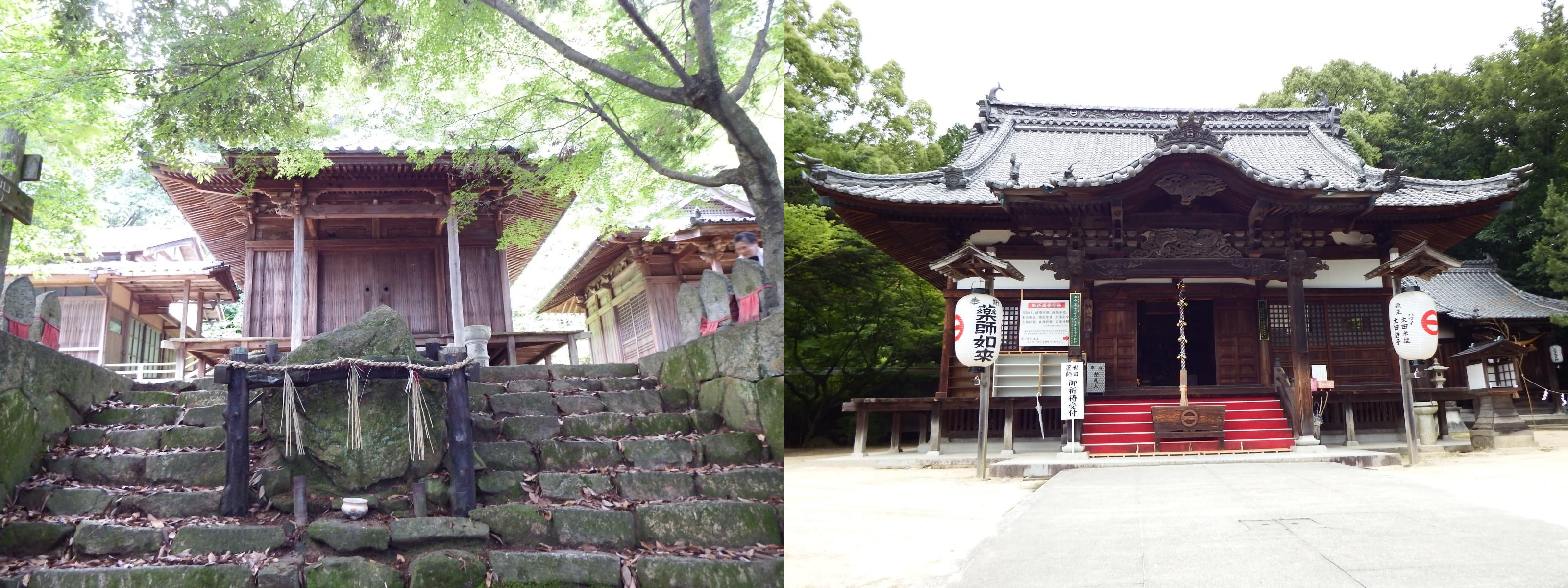
栴檀寺(36番)世田薬師
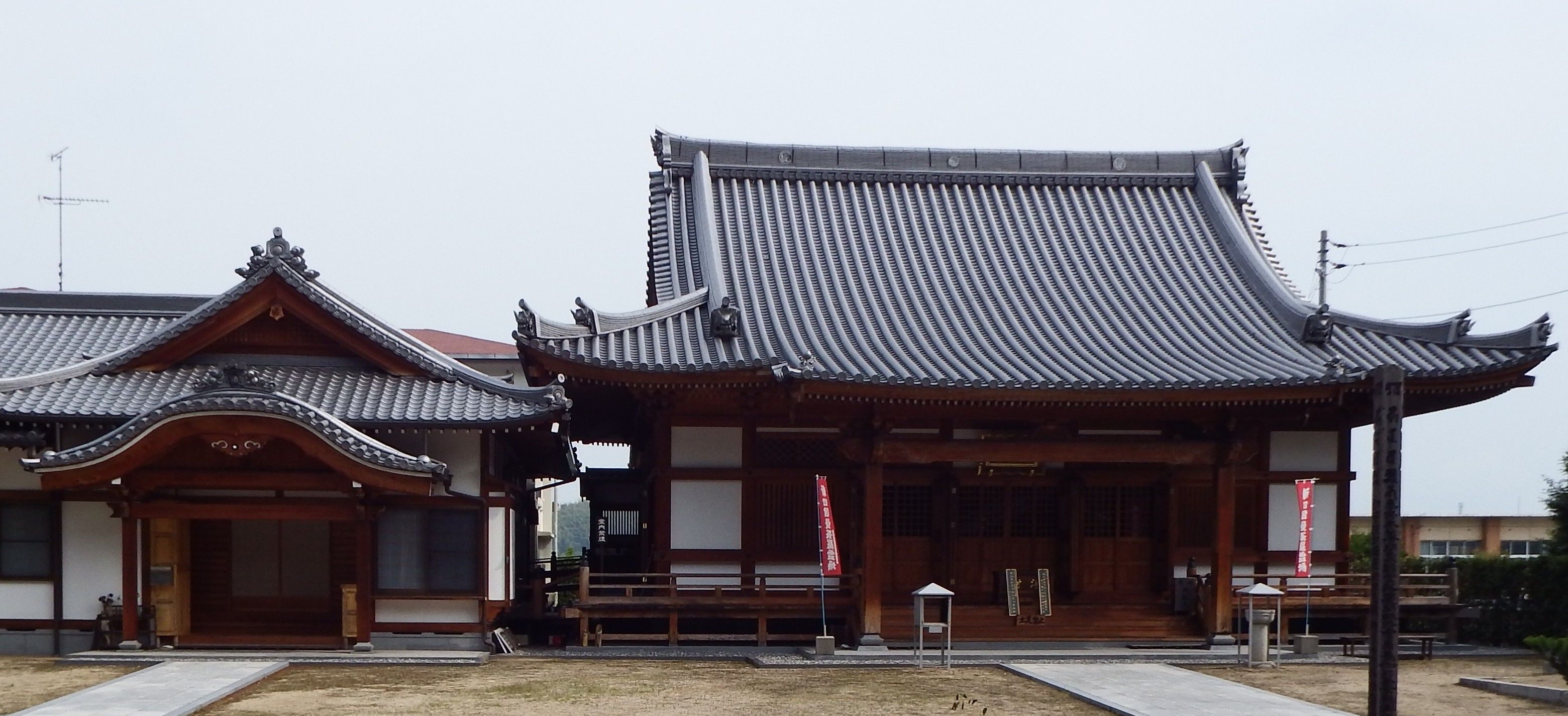
法華寺(37番)
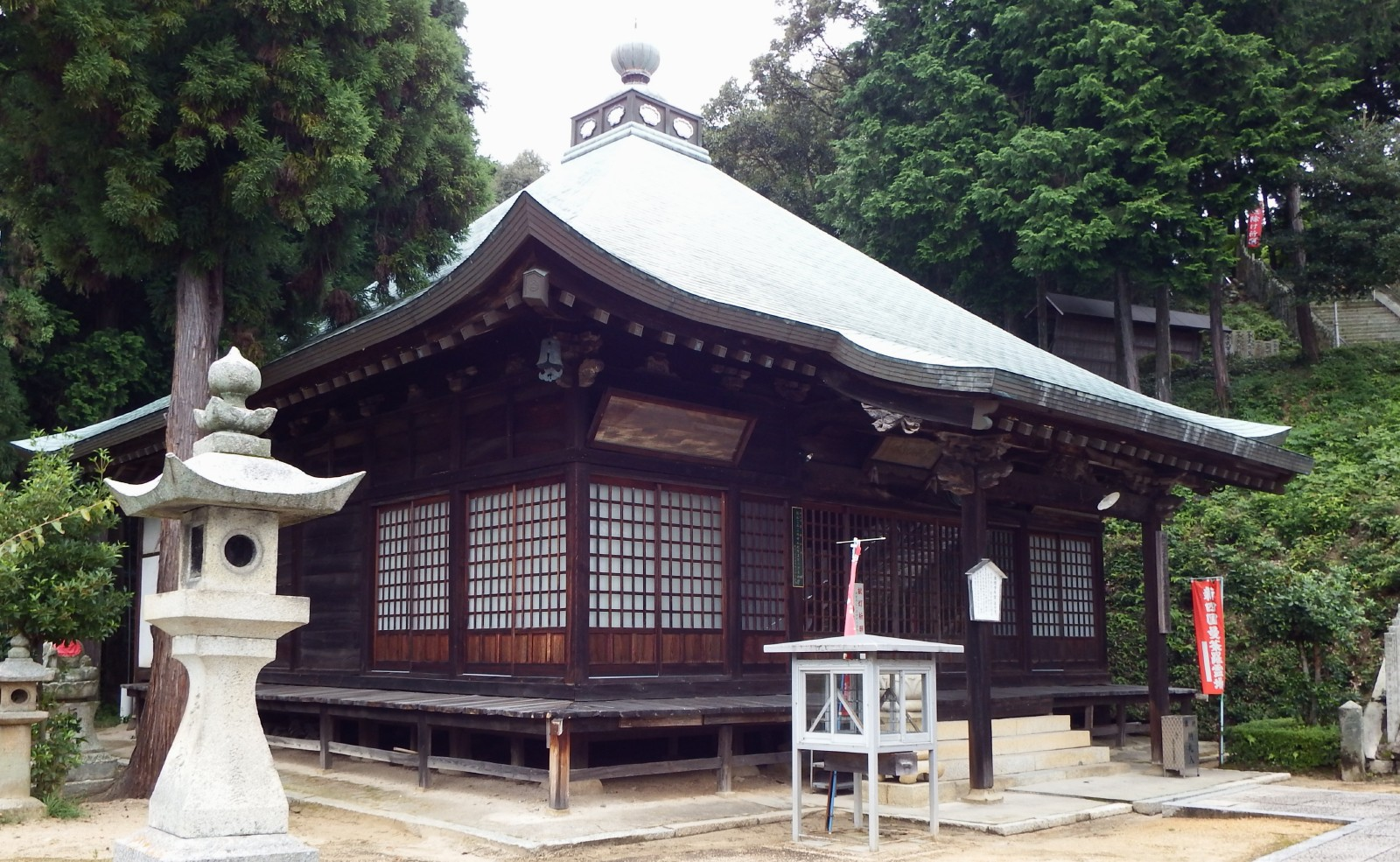
満願寺(38番)
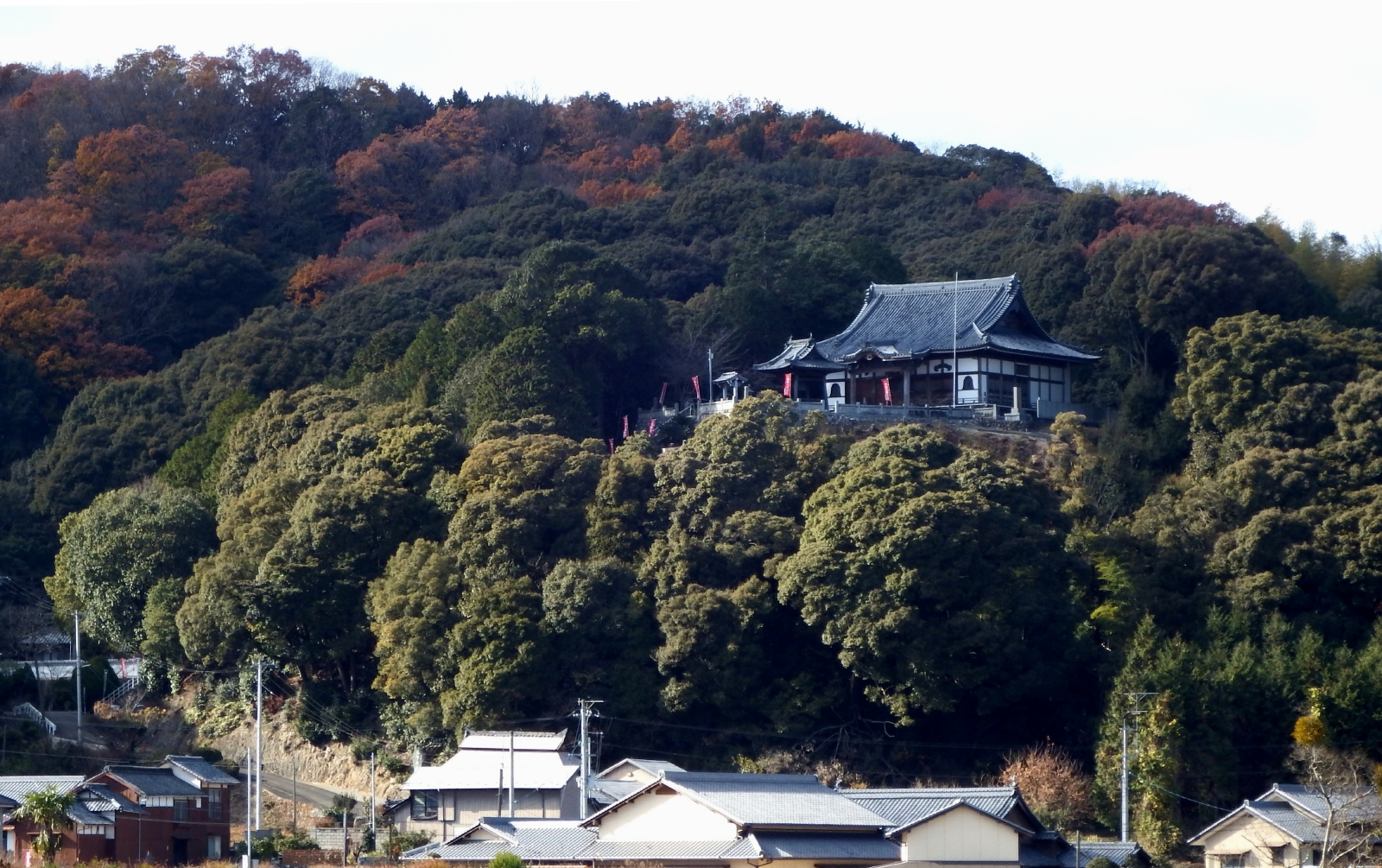
竹林寺(39番)
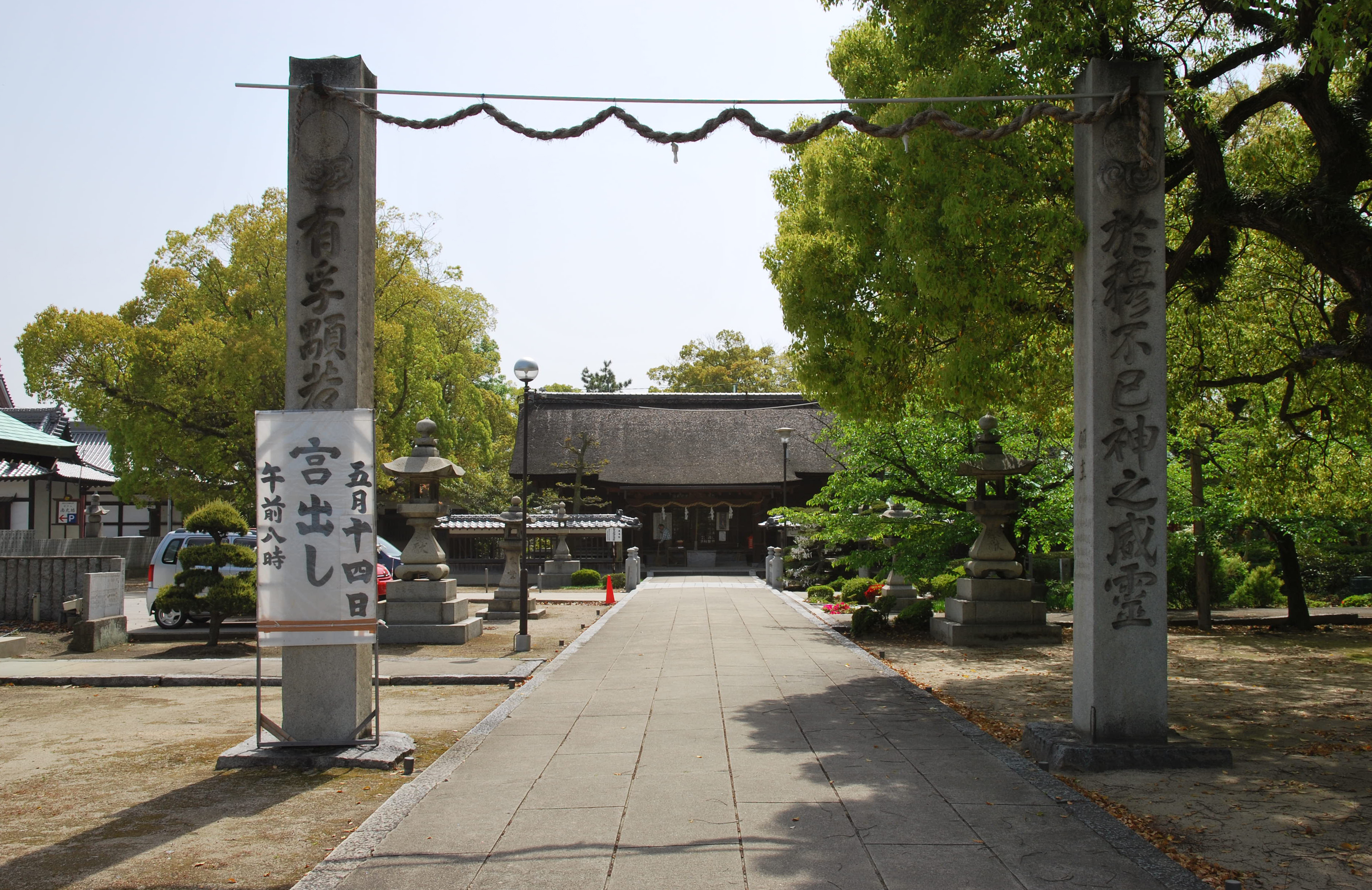
別宮大山祇神社(40番)
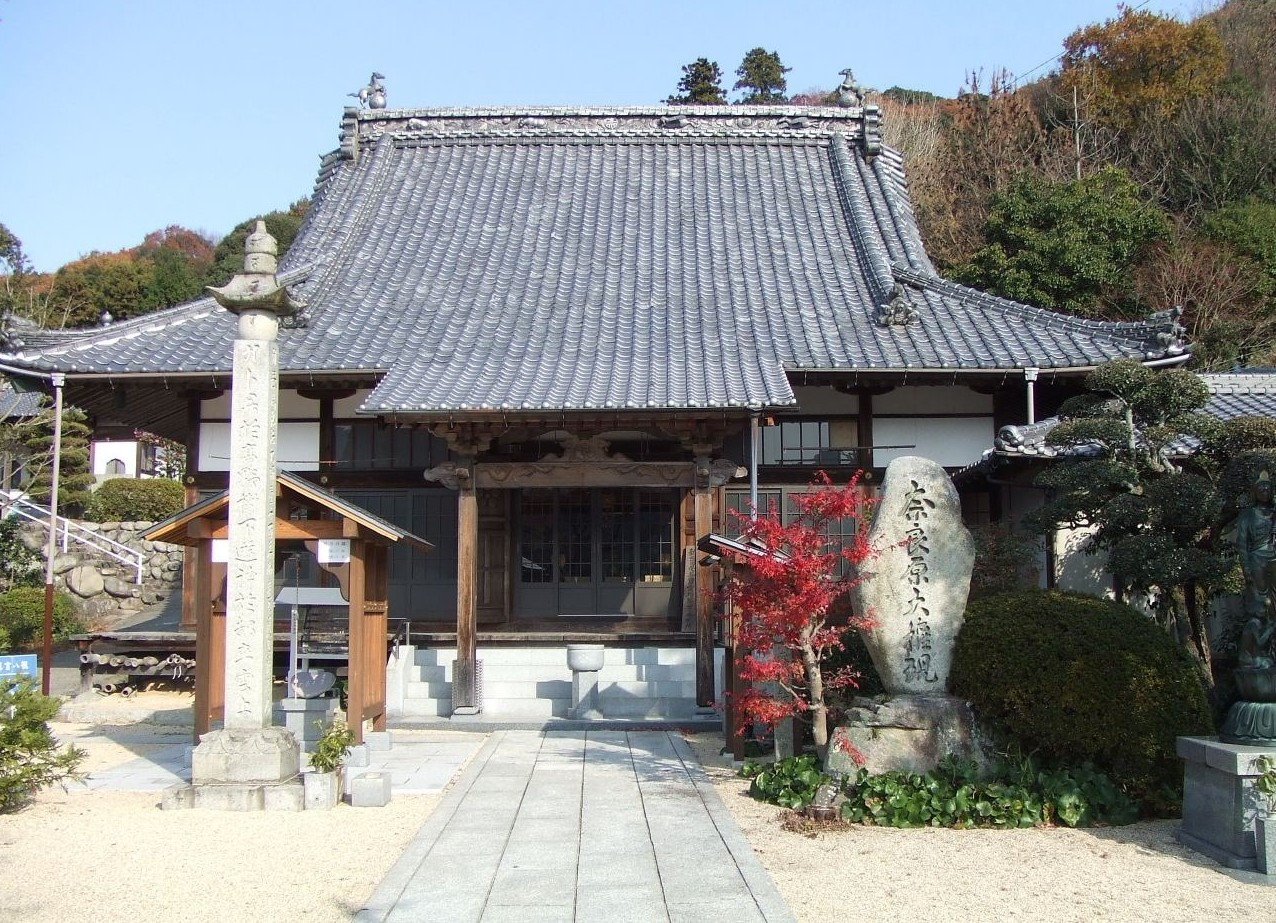
光林寺(41番)
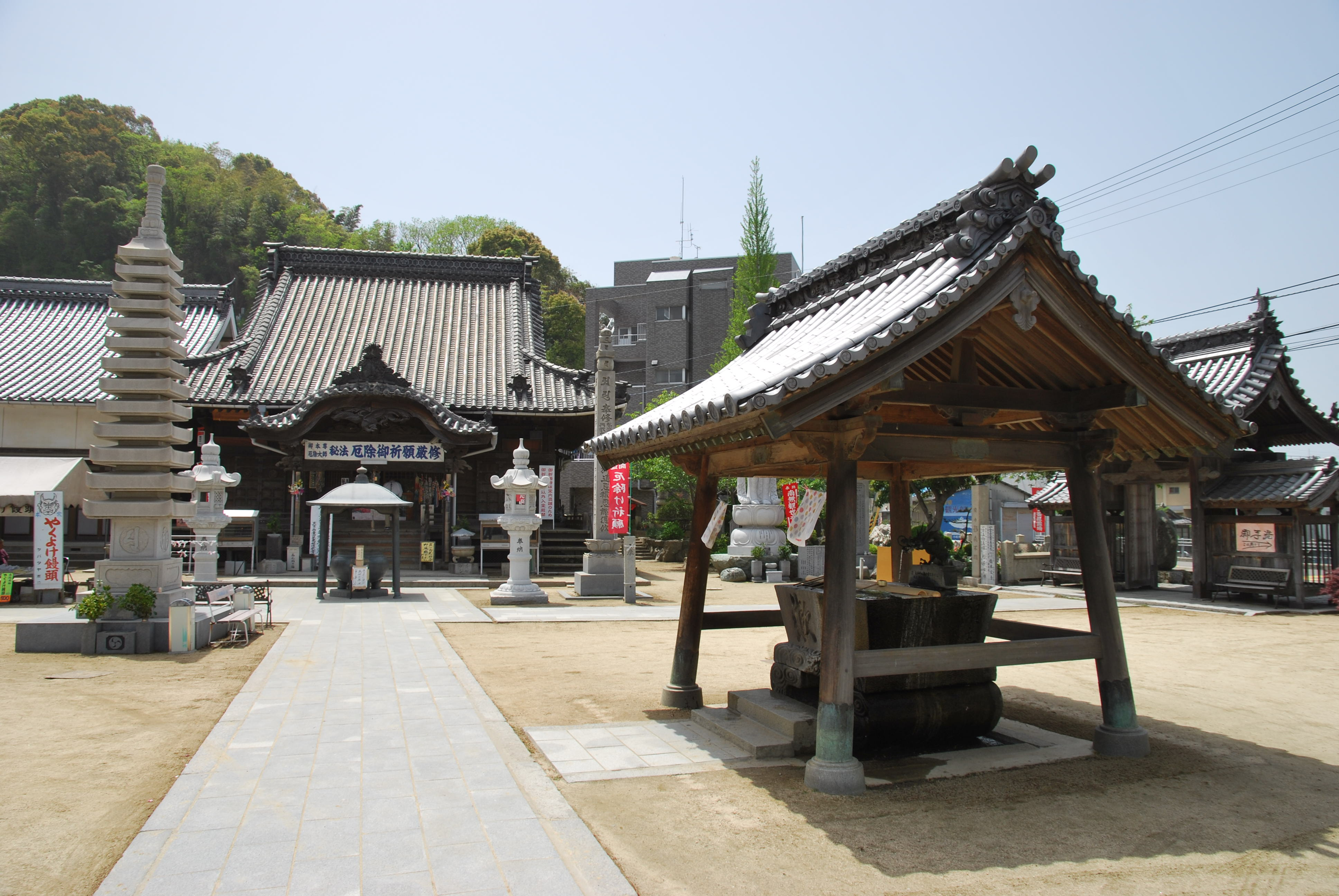
遍照院(42番)
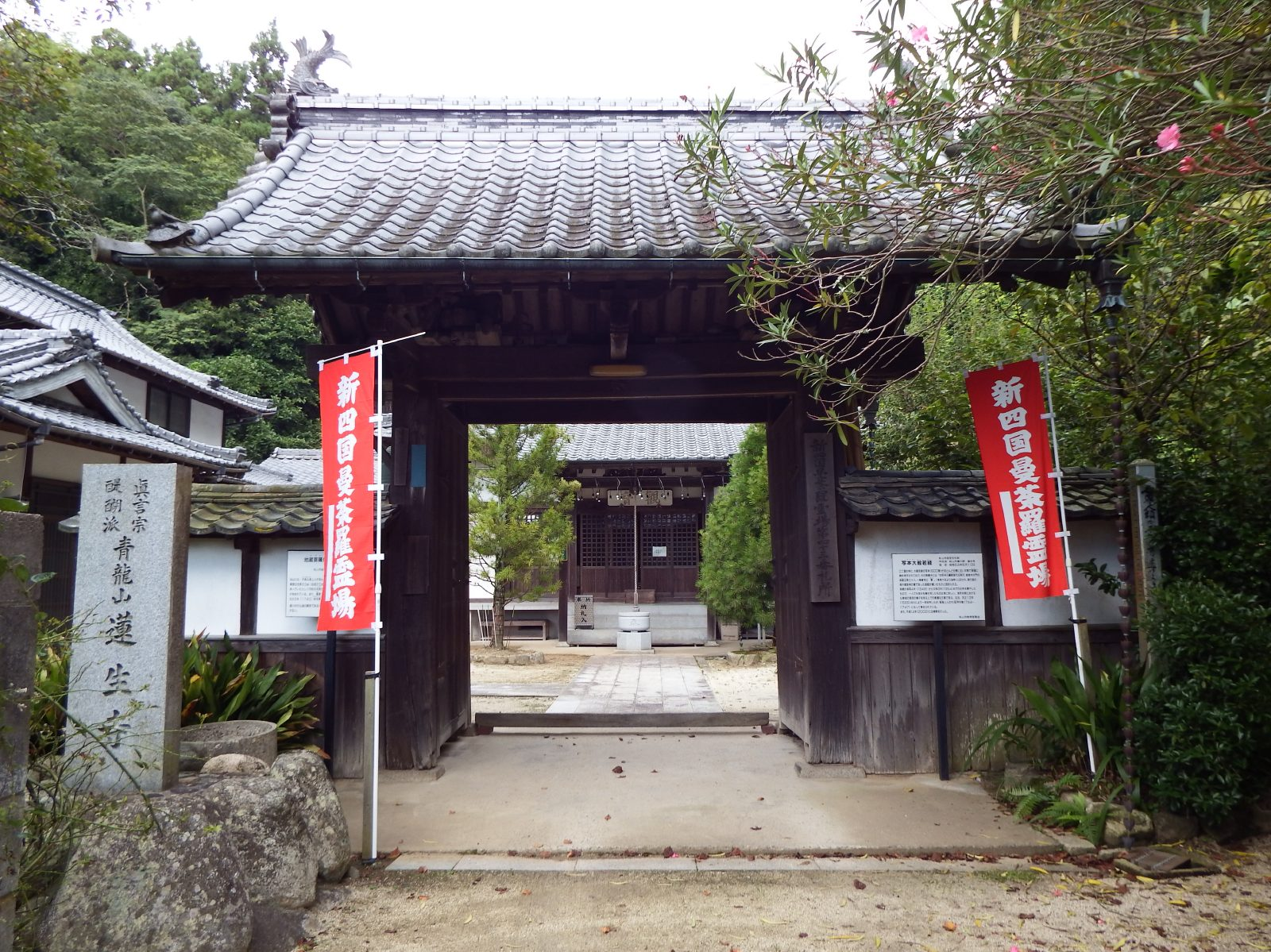
連生寺(43番)ぼて茶寺
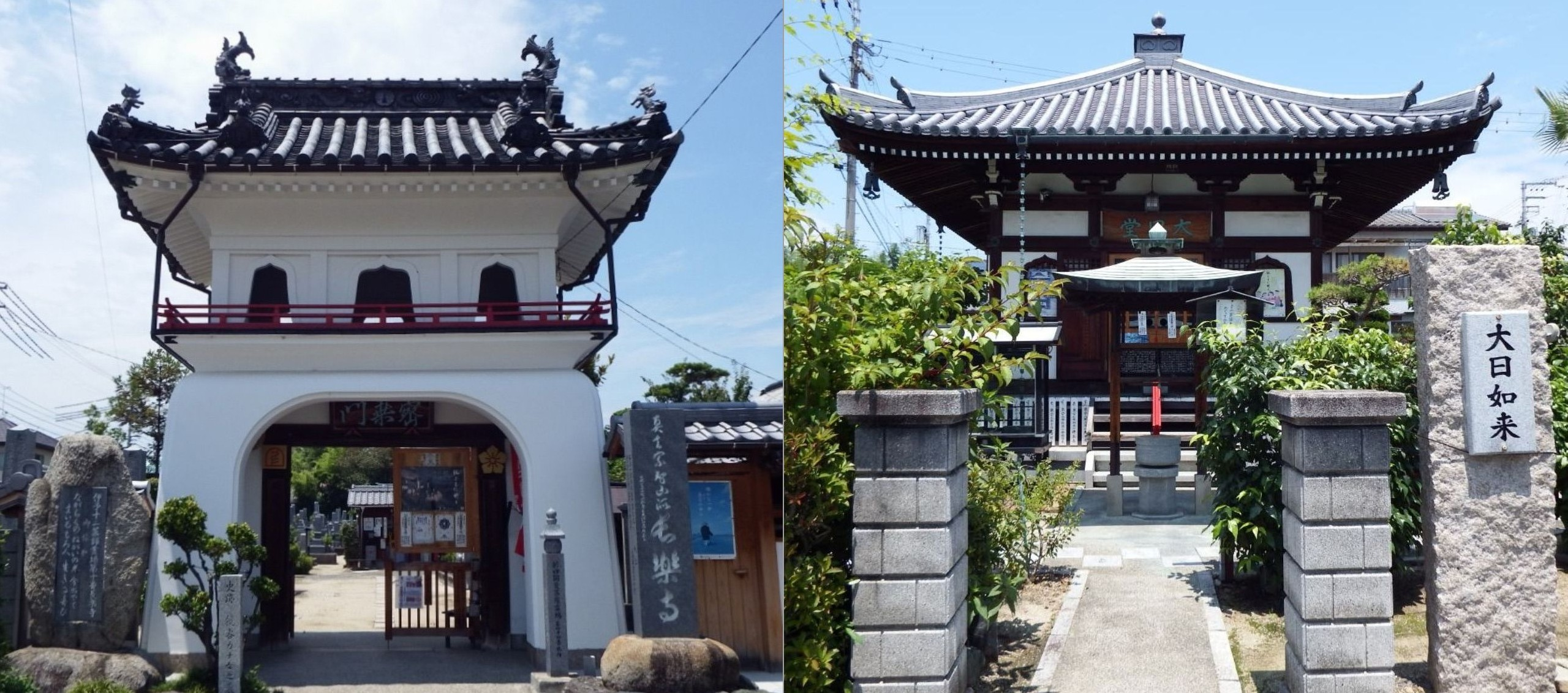
長楽寺(44番)
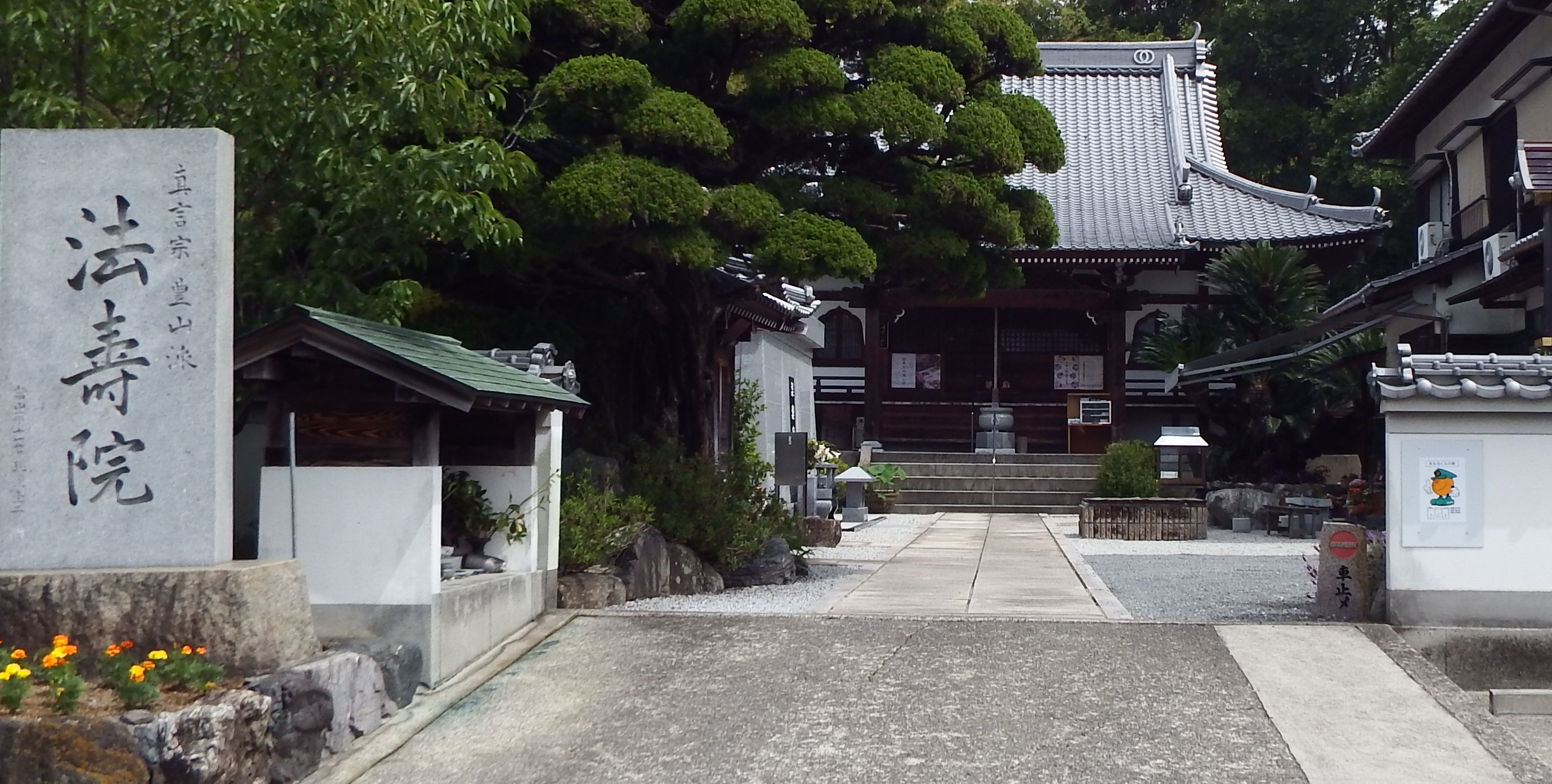
法壽院(45番)
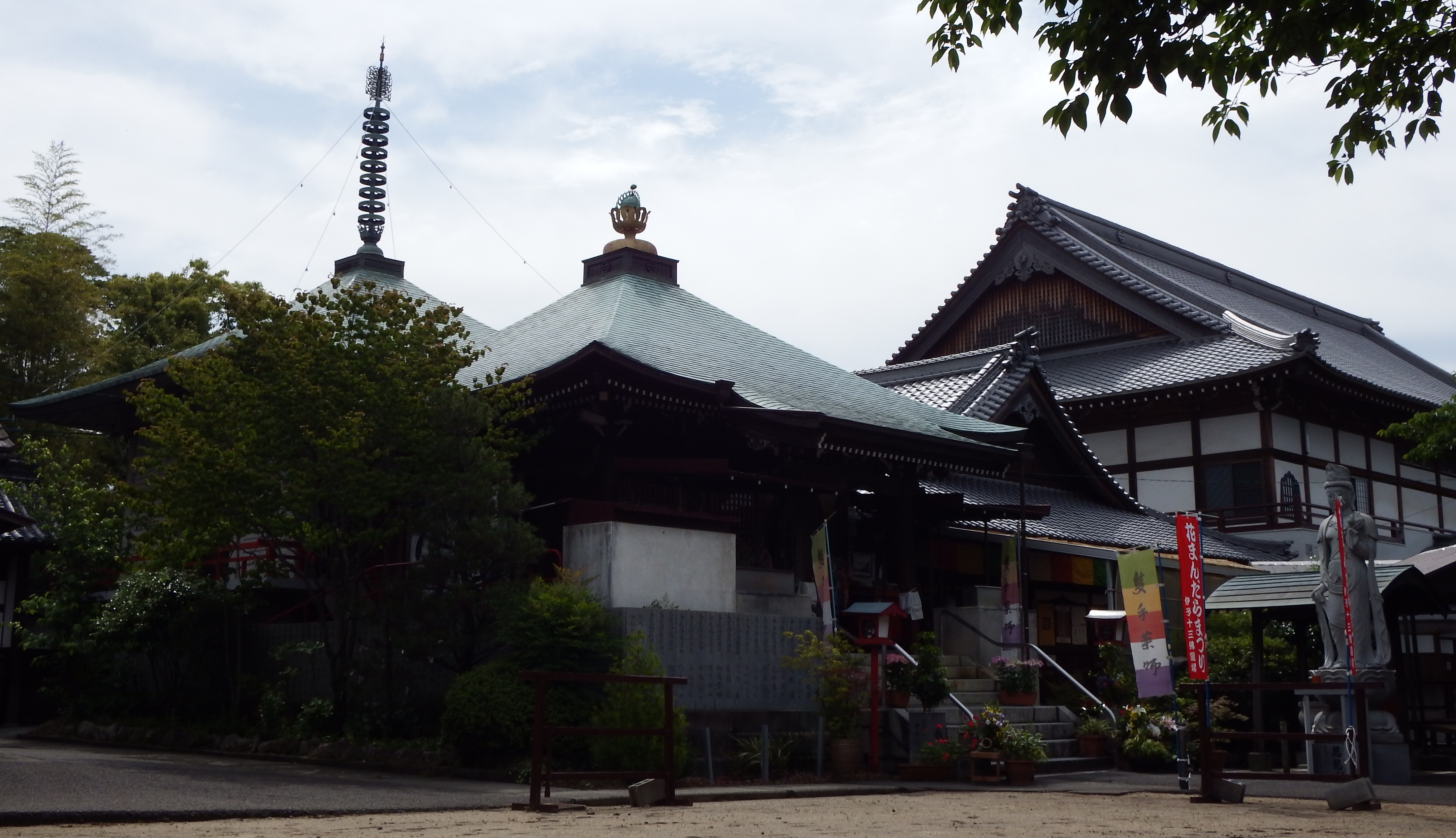
香積寺(46番)隻手薬師
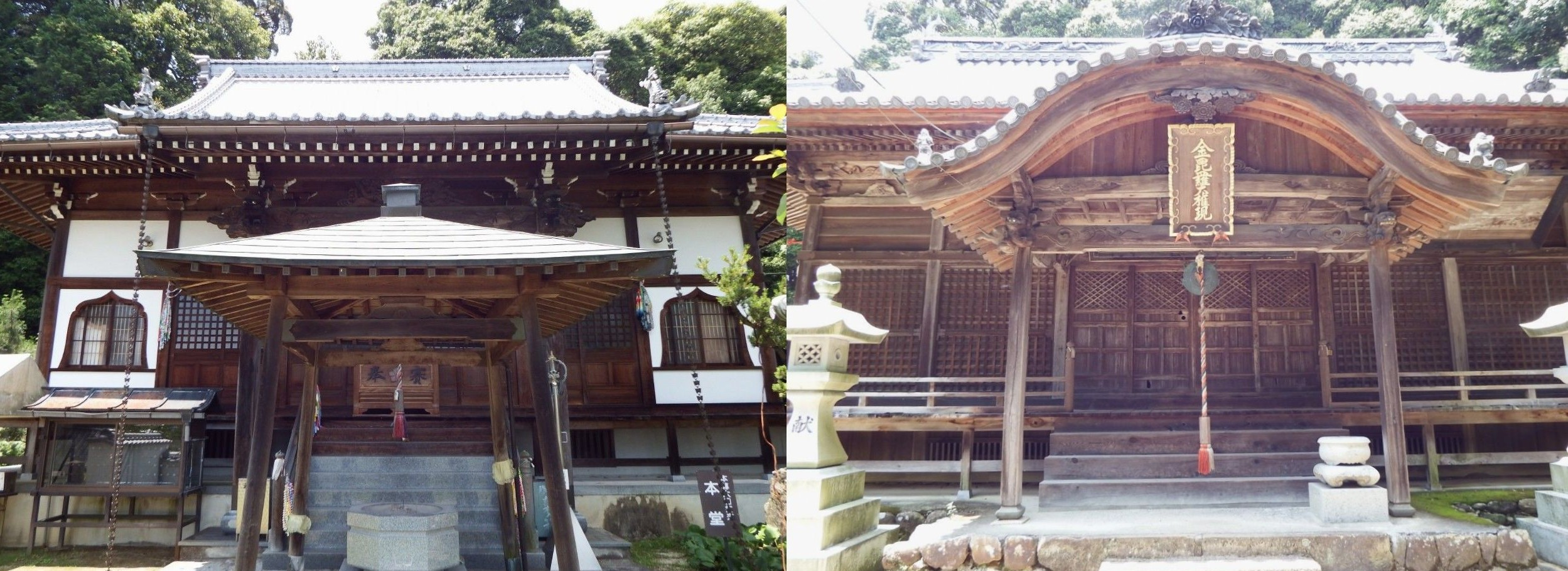
理正院(47番)
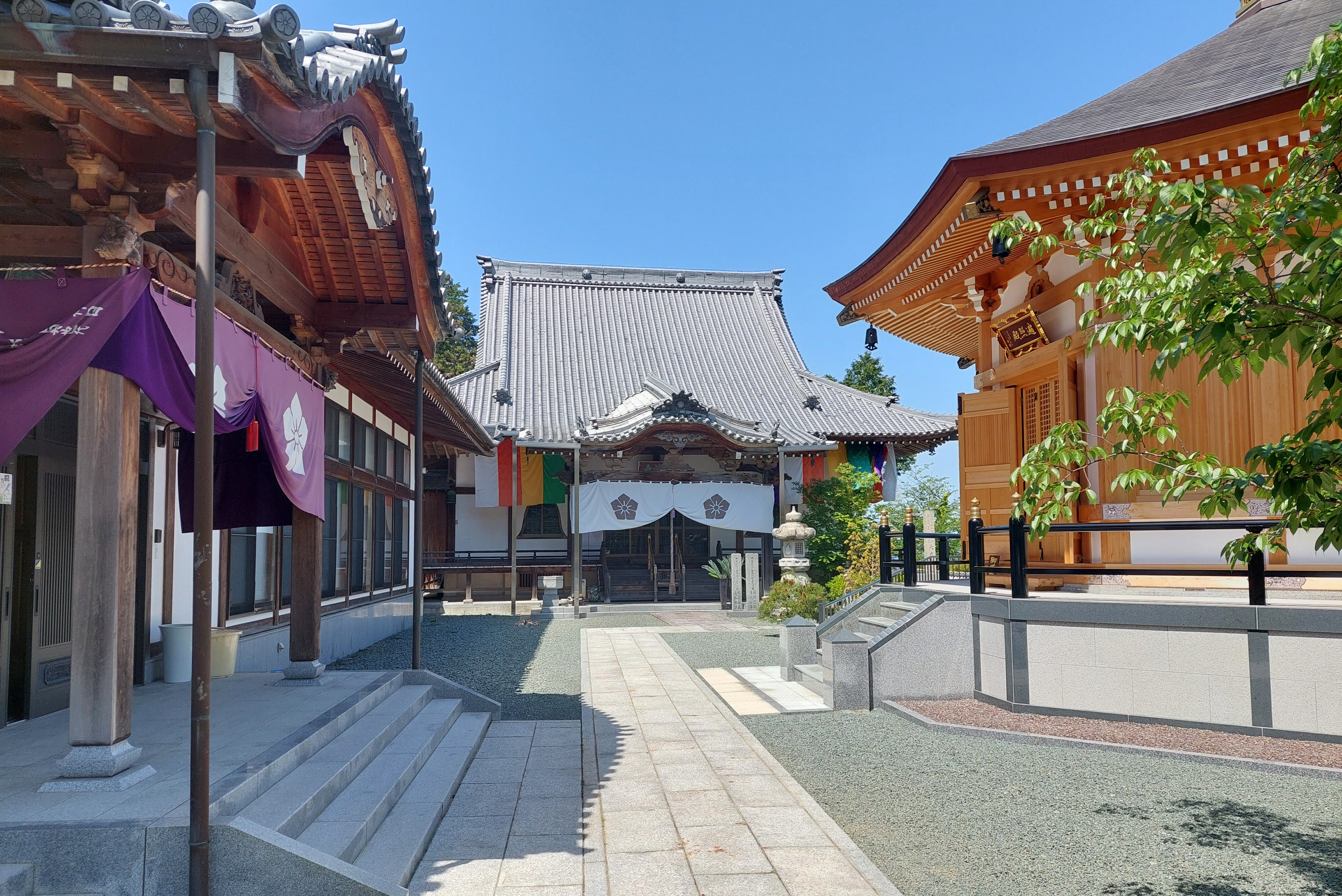
稱名寺(48番)
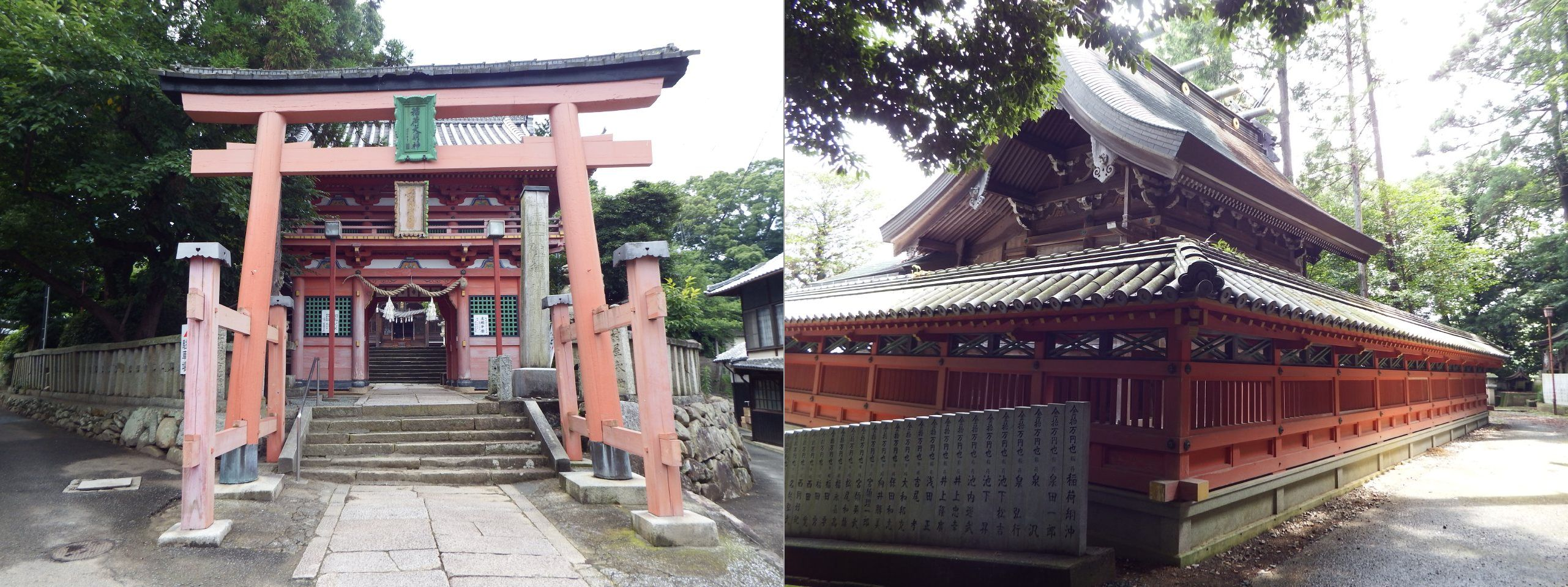
伊豫稲荷神社(49番)
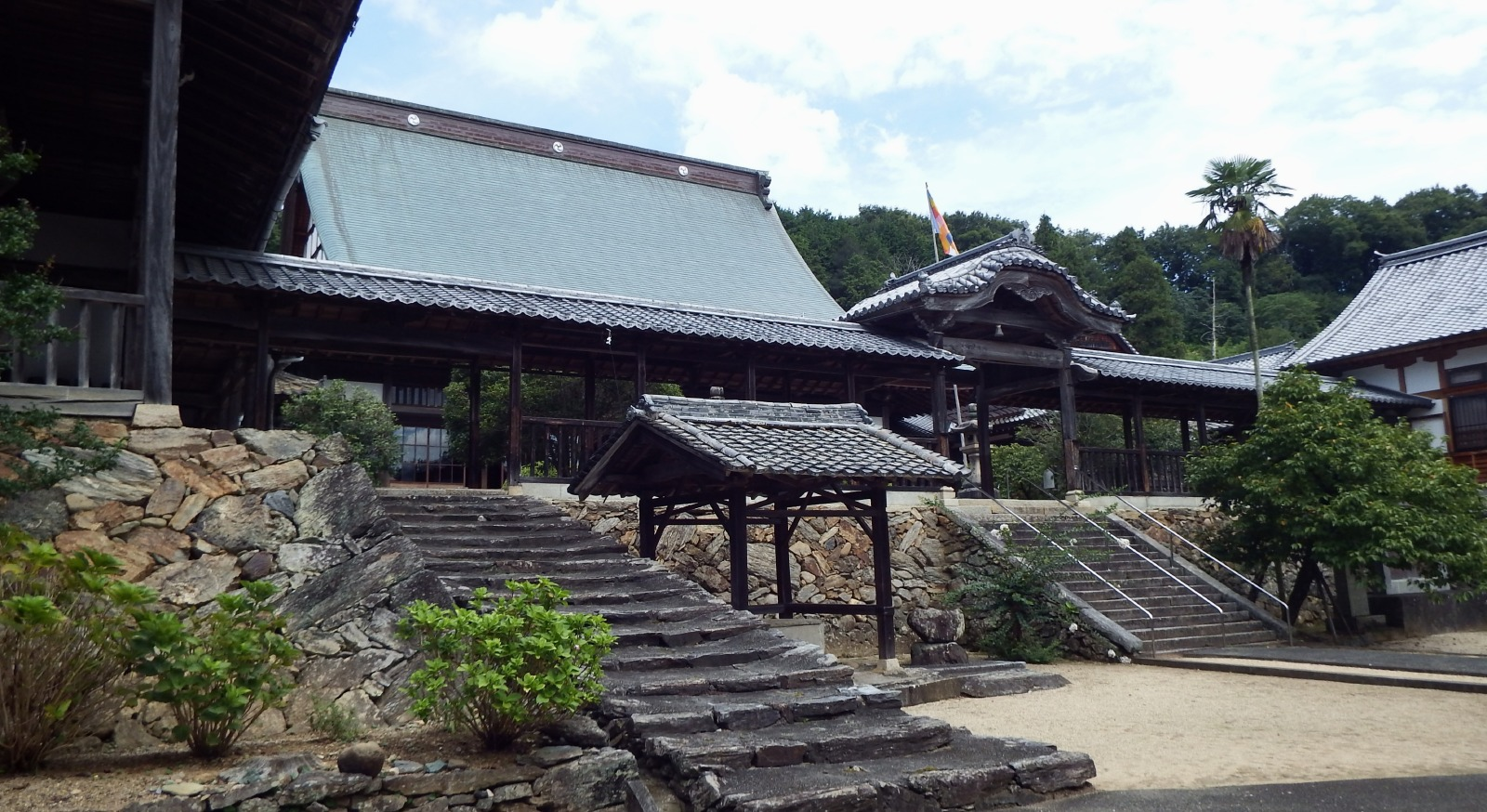
高昌寺(50番)楠木寺
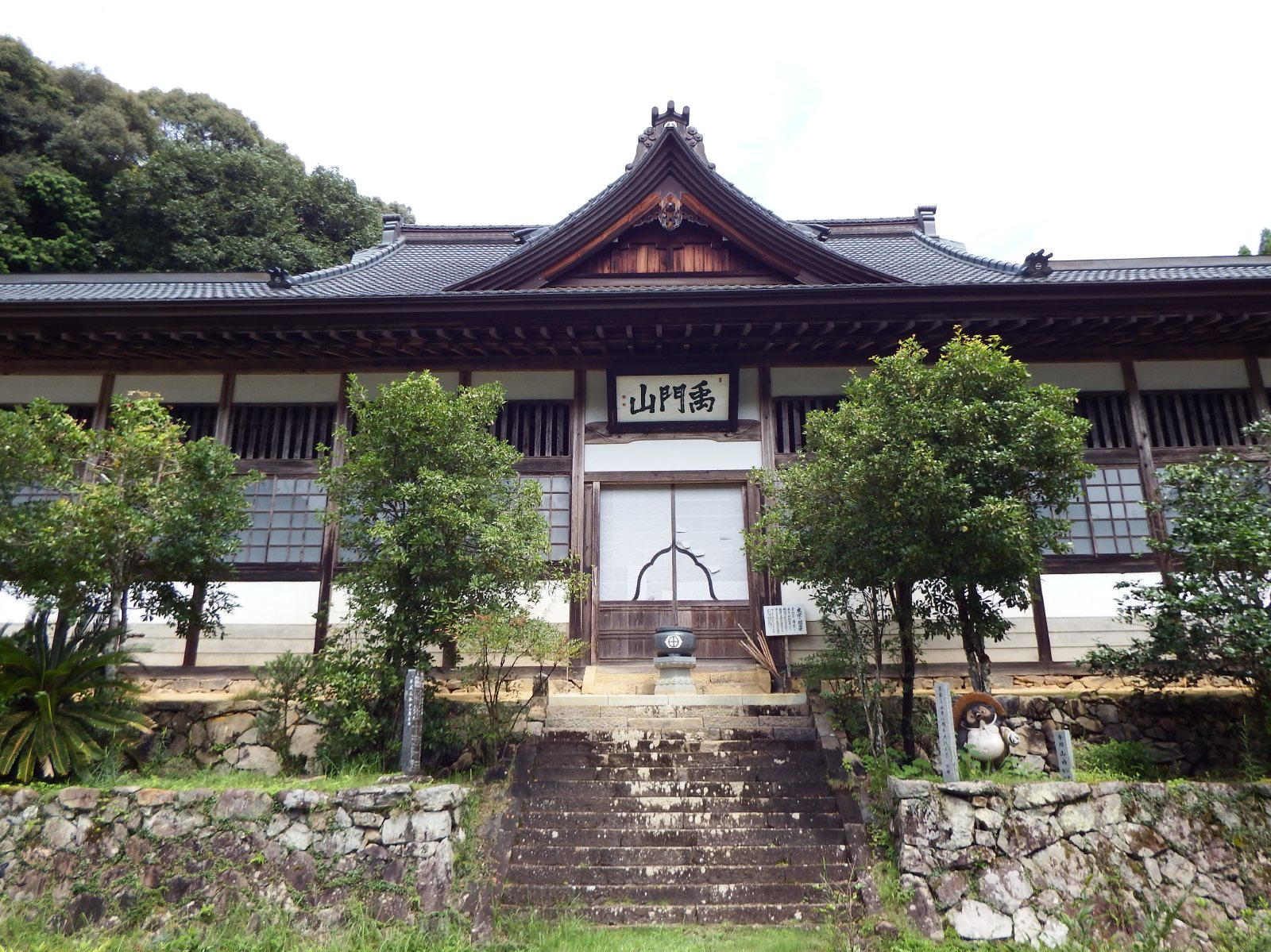
龍澤寺(51番)
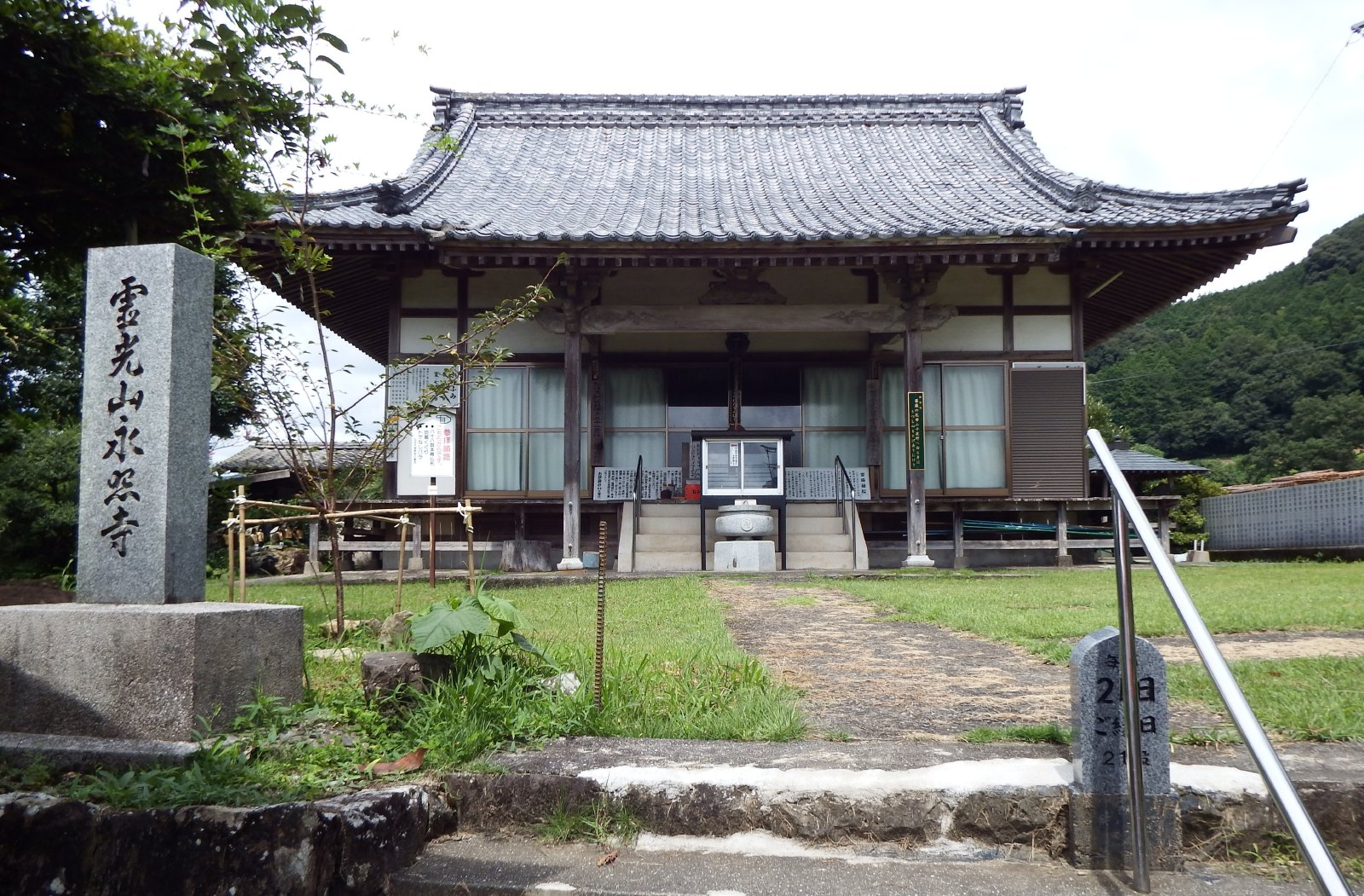
永照寺(52番)ばら大師
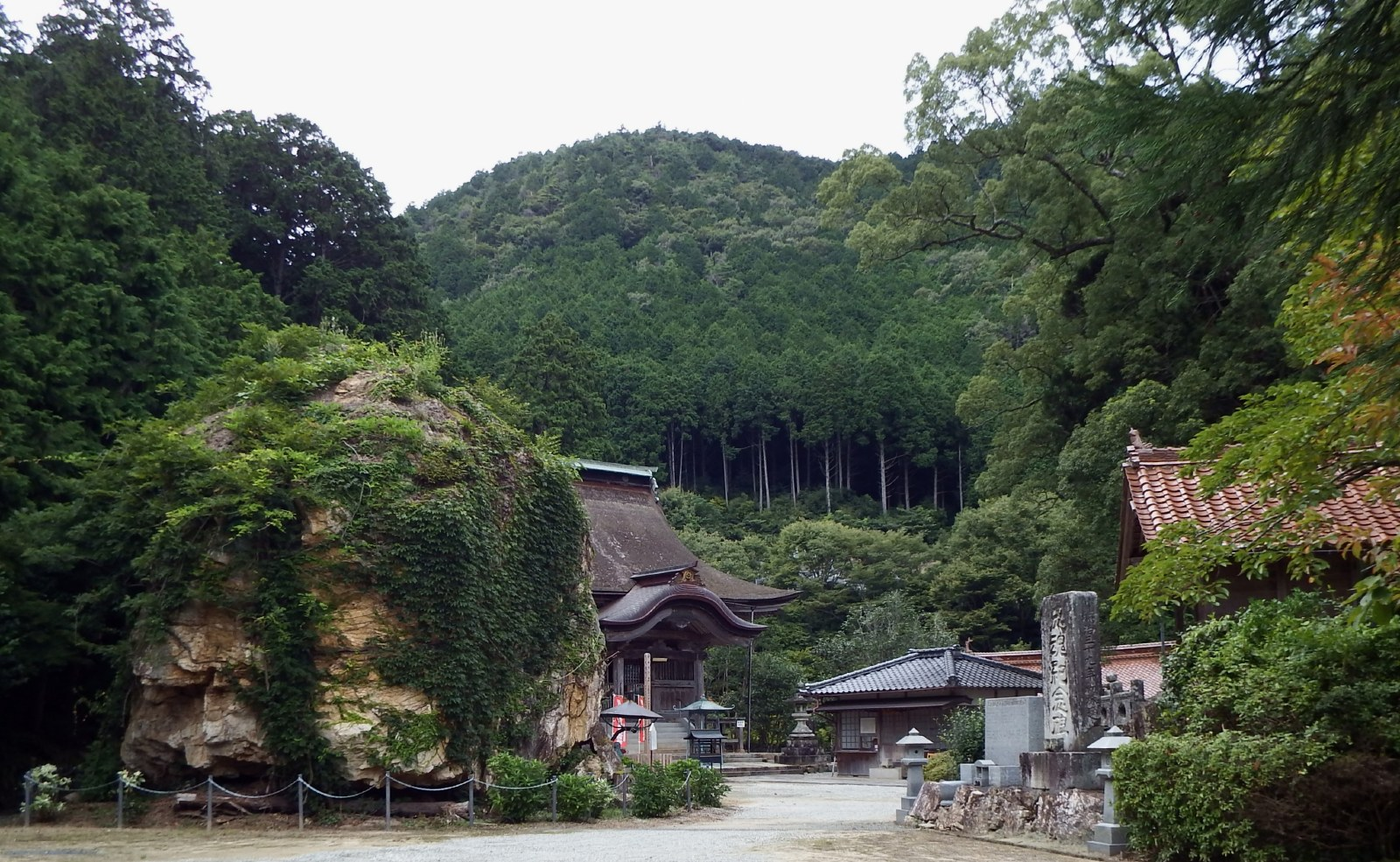
善福寺(53番)山田薬師
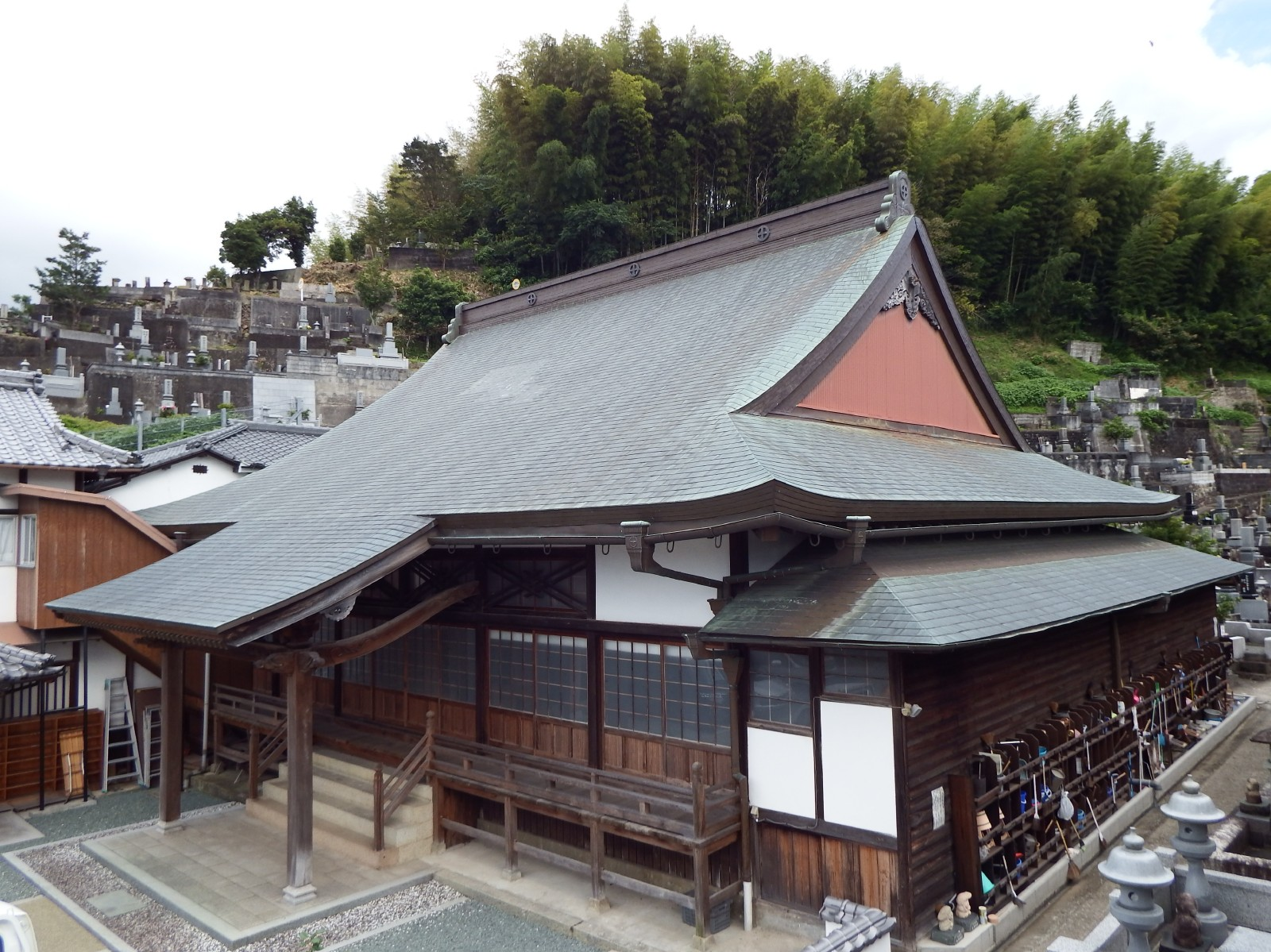
泰平寺(54番)
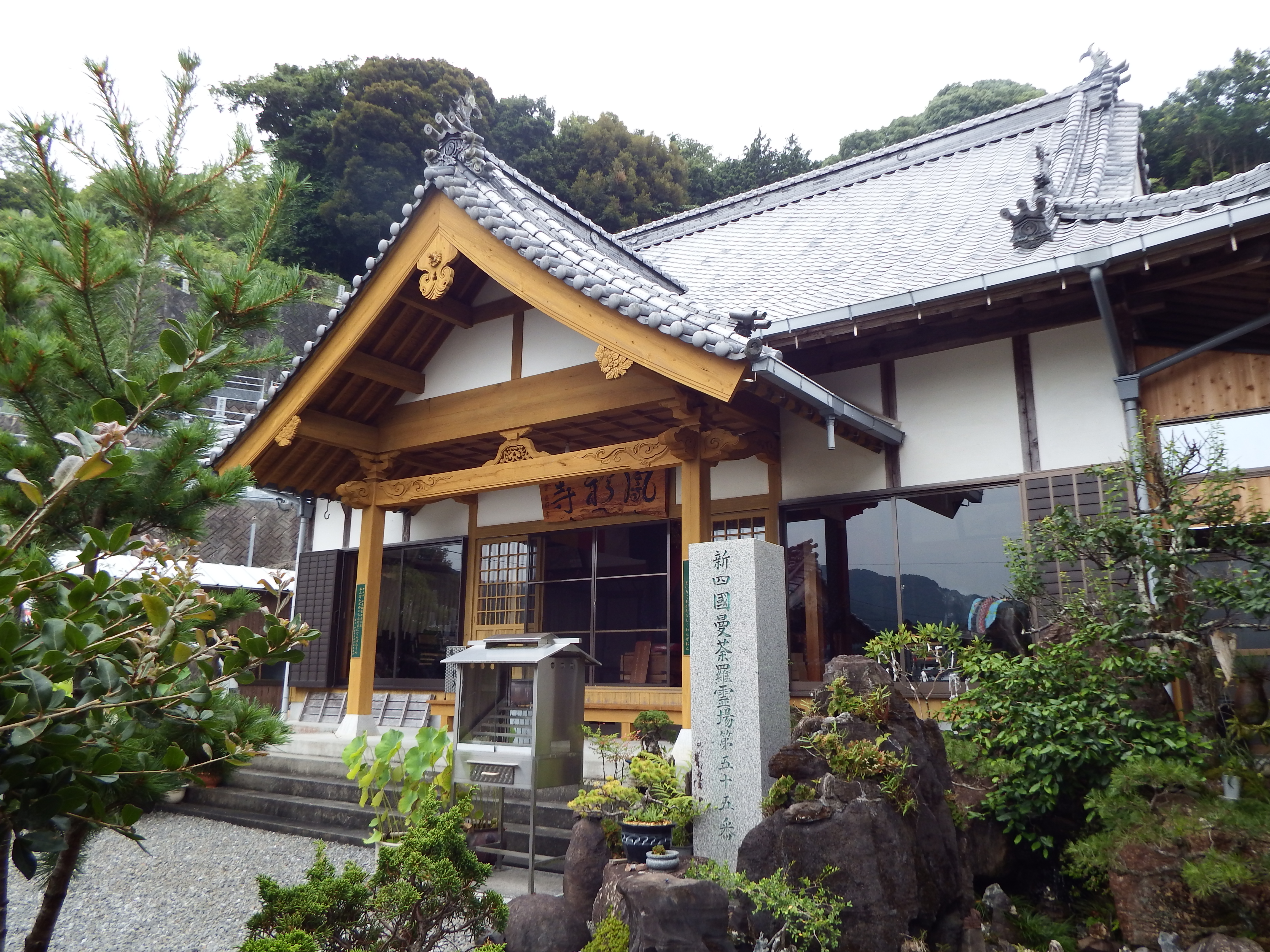
鳳彩寺(55番)
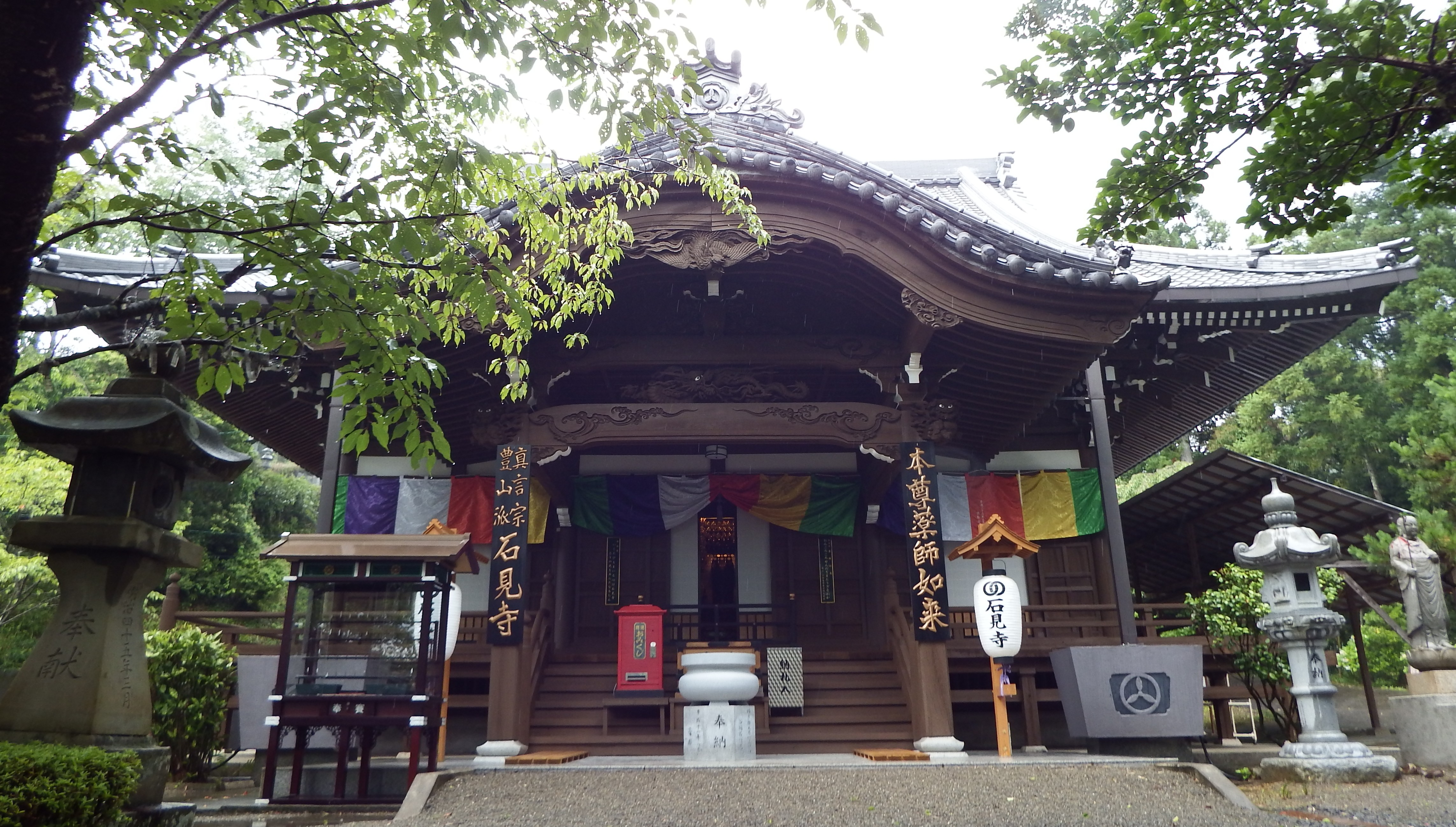
石見寺(56番)
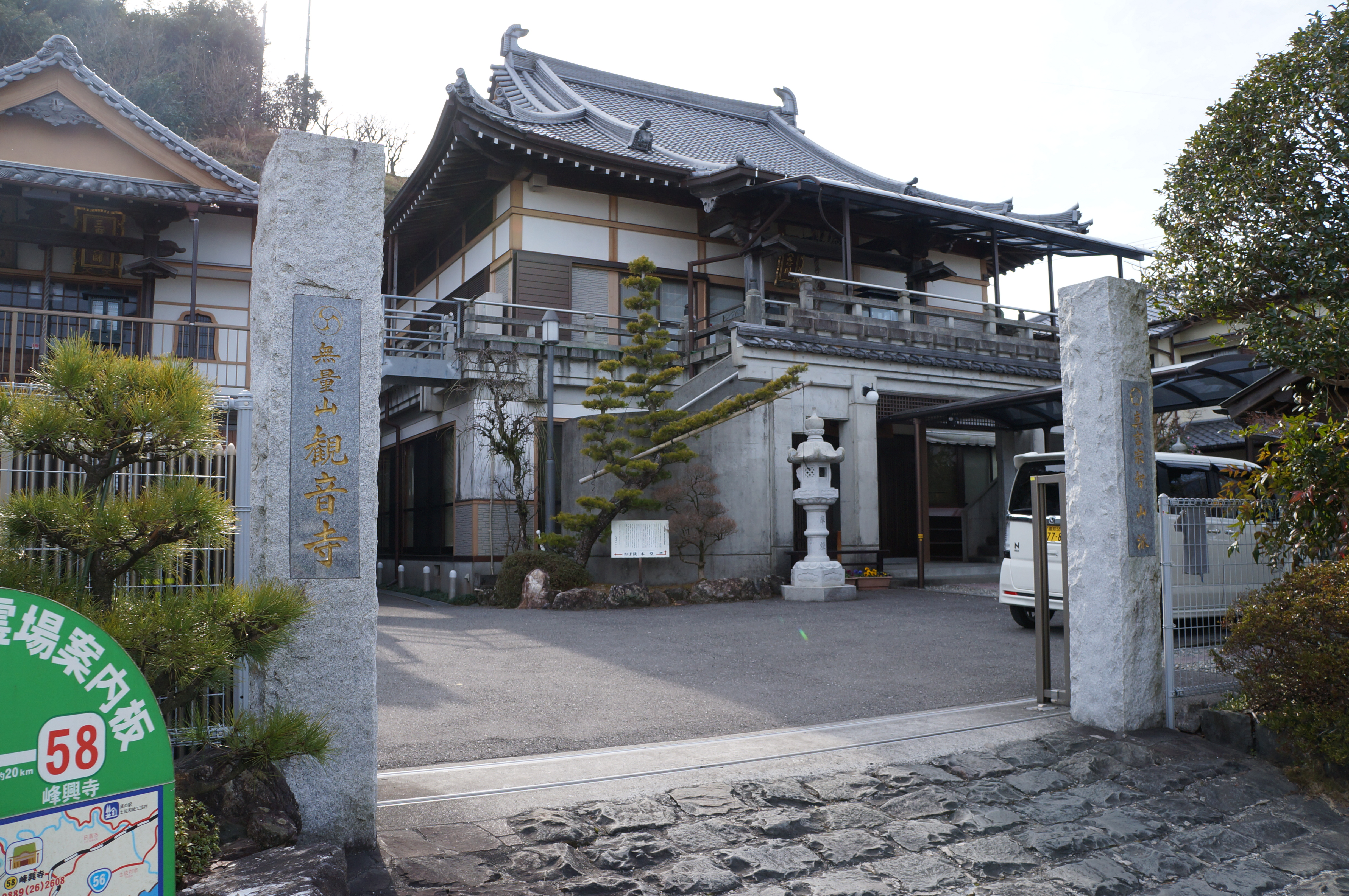
観音寺（57番）
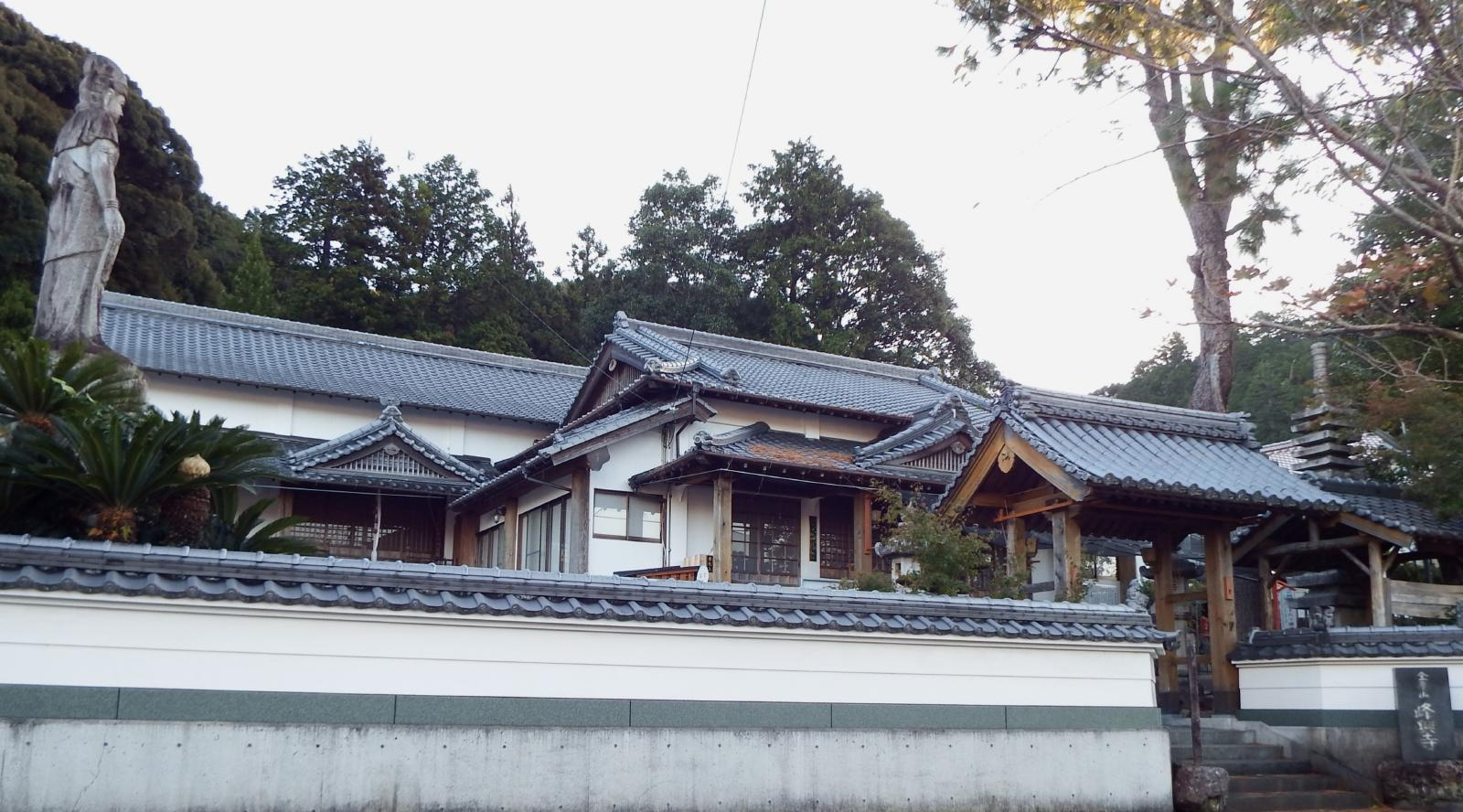
峰興寺(58番)
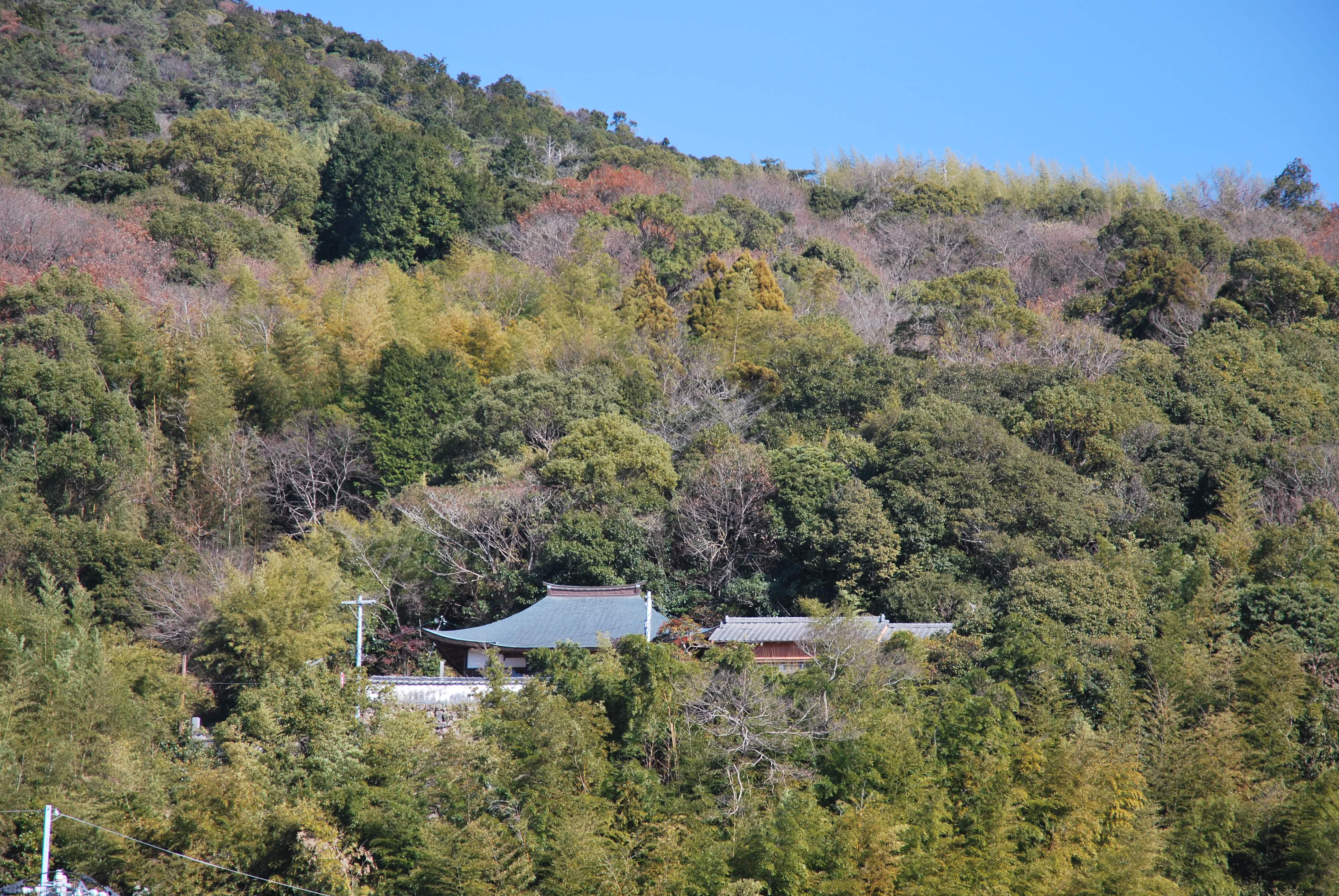
薬師寺遠景(59番)
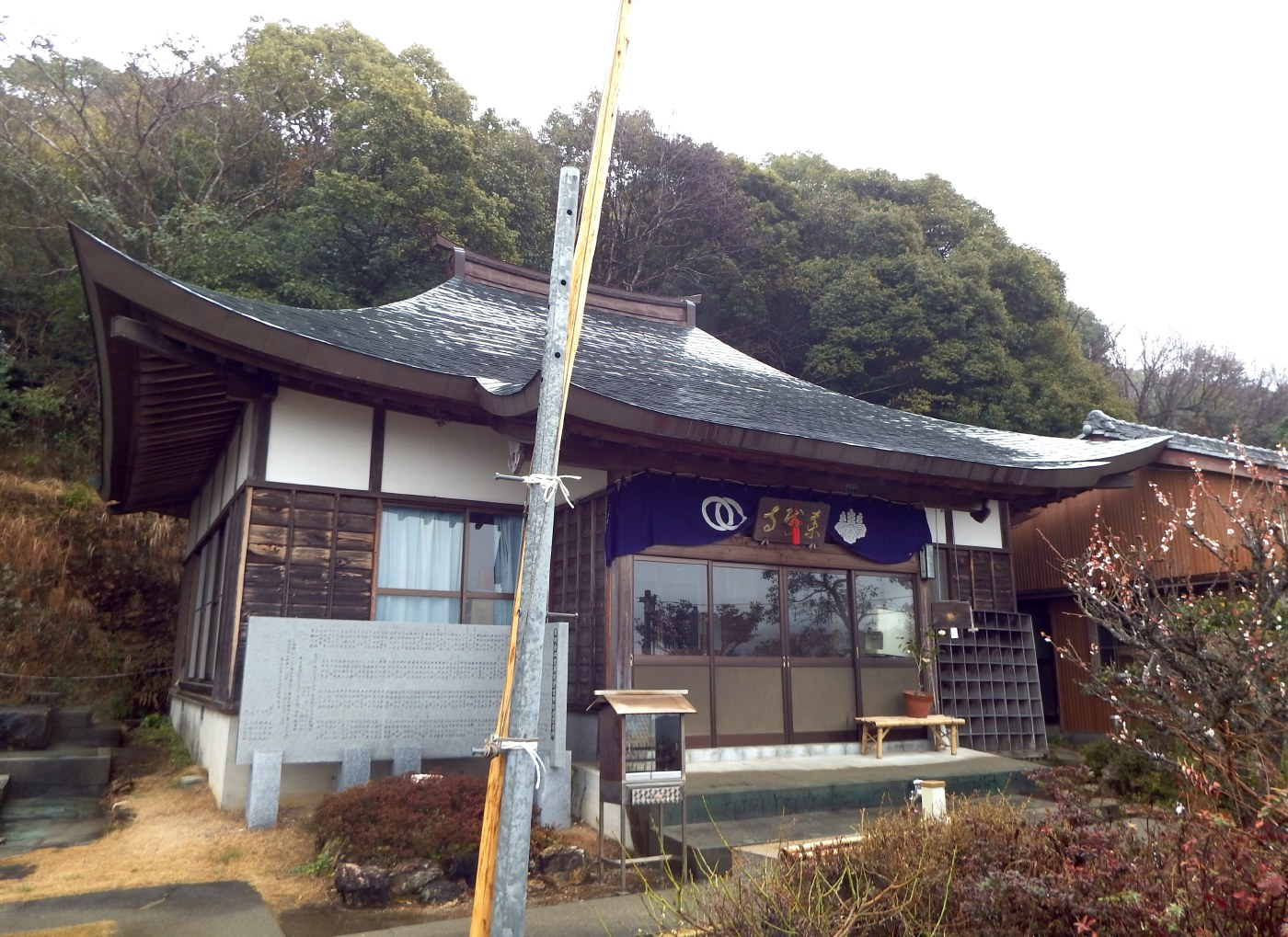
薬師寺本堂(59番)
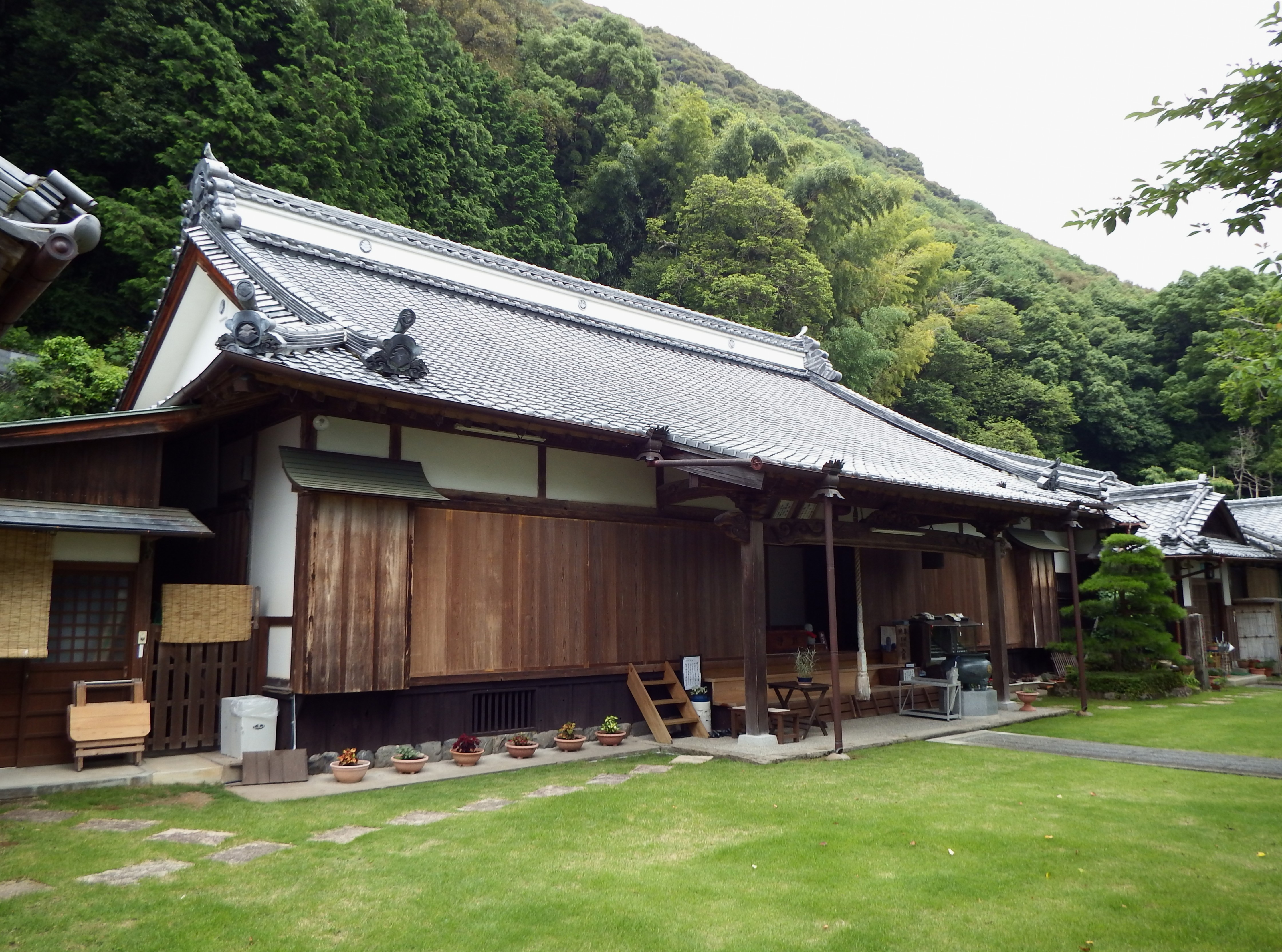
閑慶院(60番)
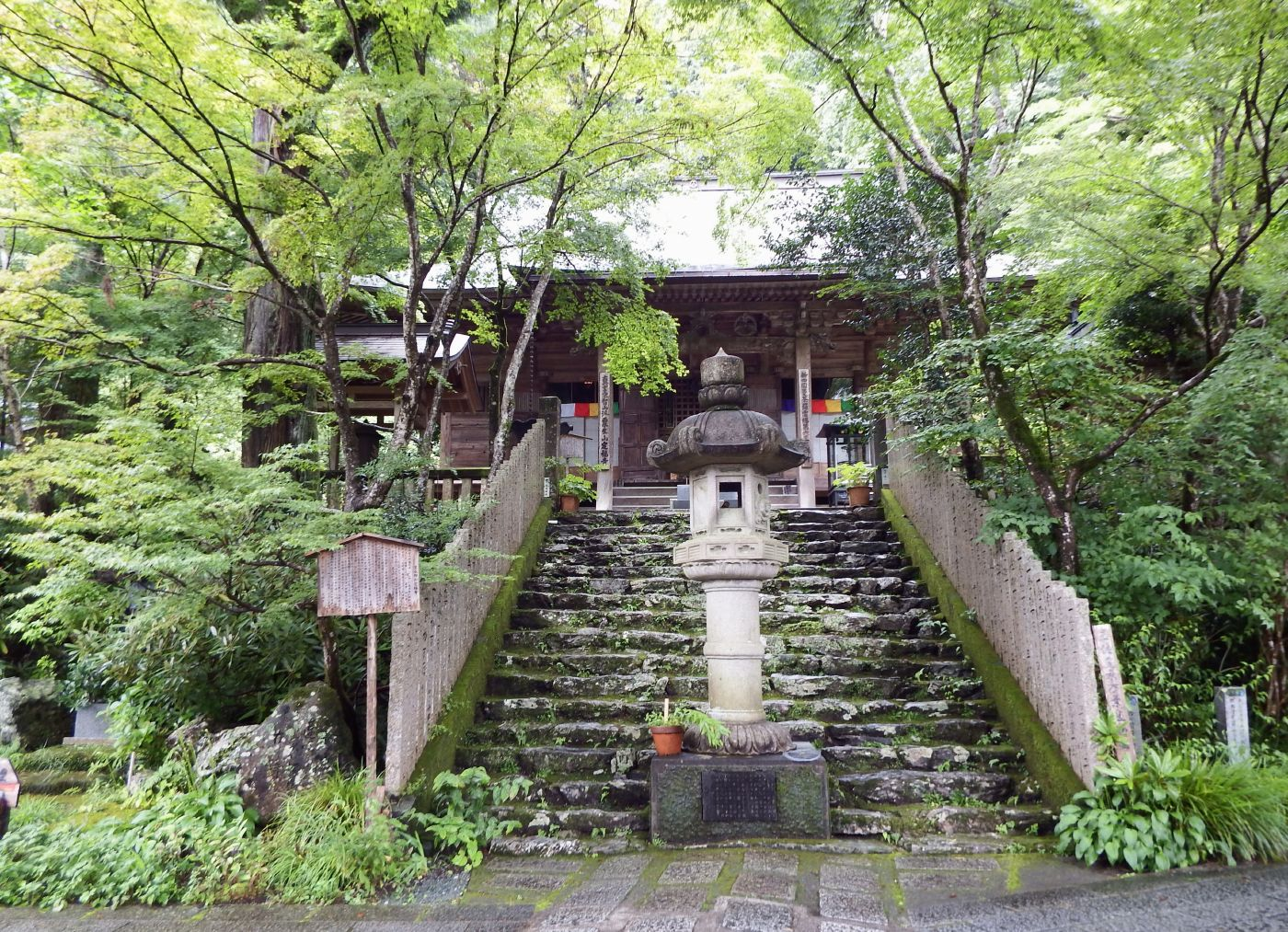
定福寺(61番)
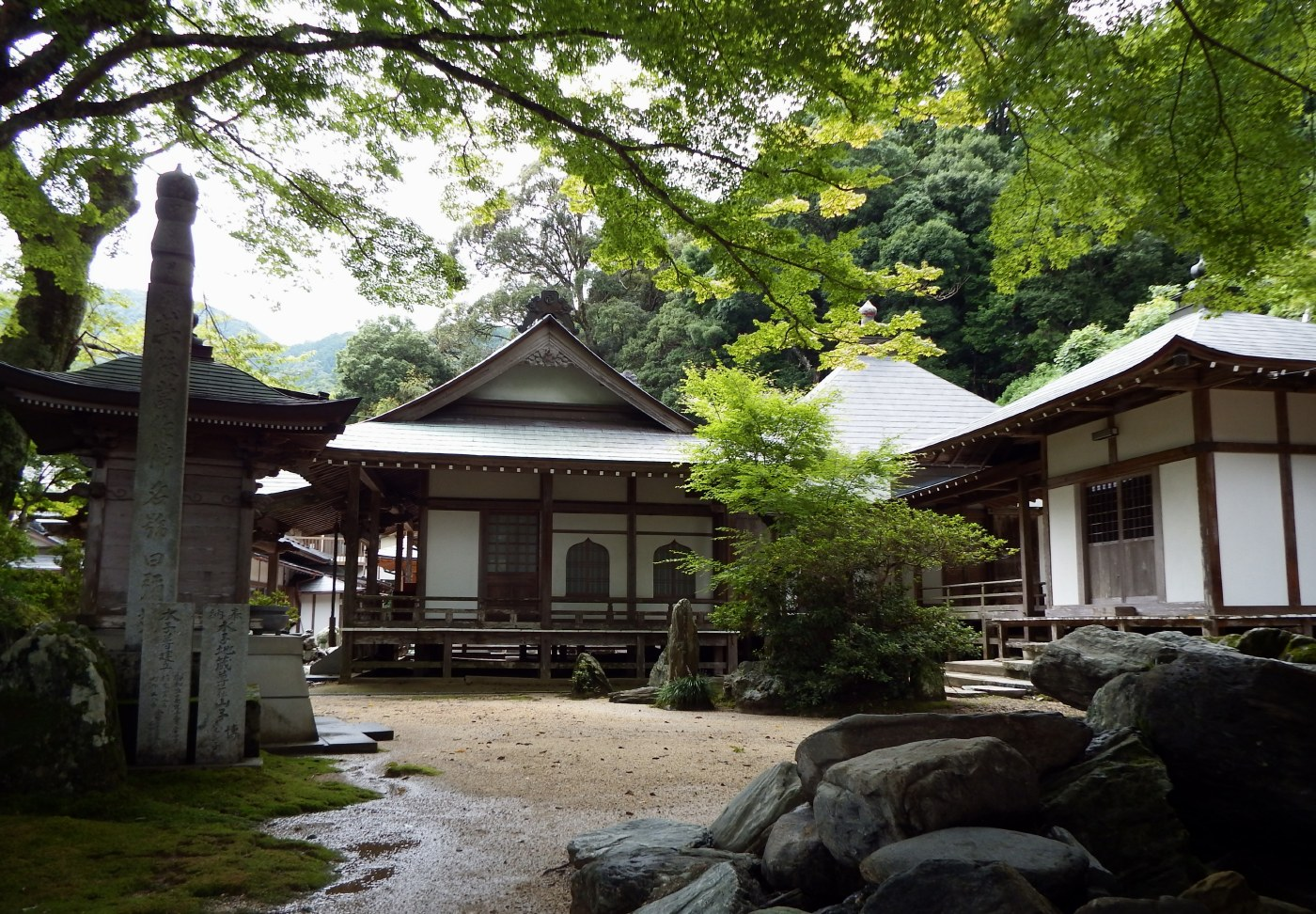
持性院(62番)
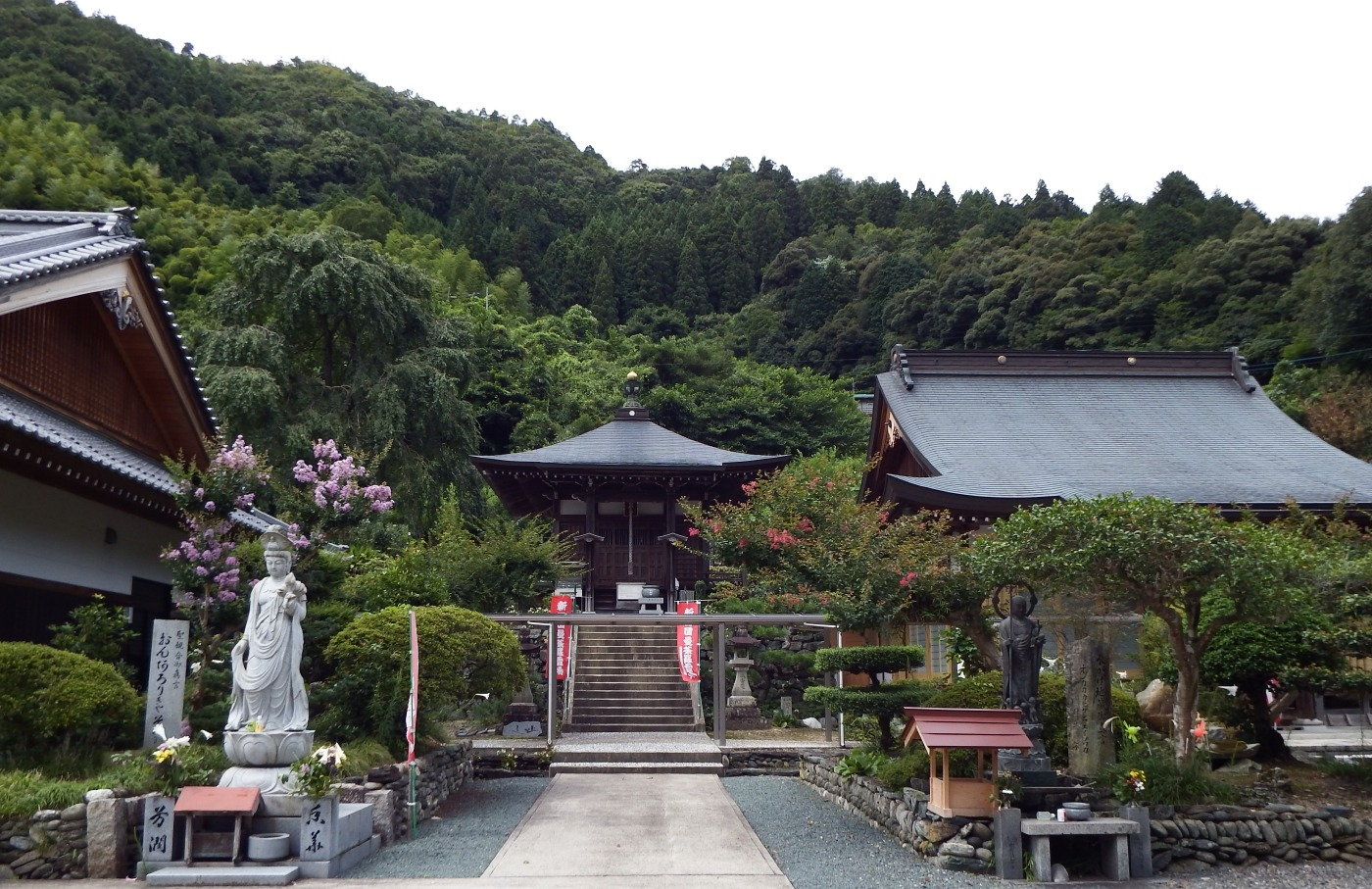
長福寺(63番)
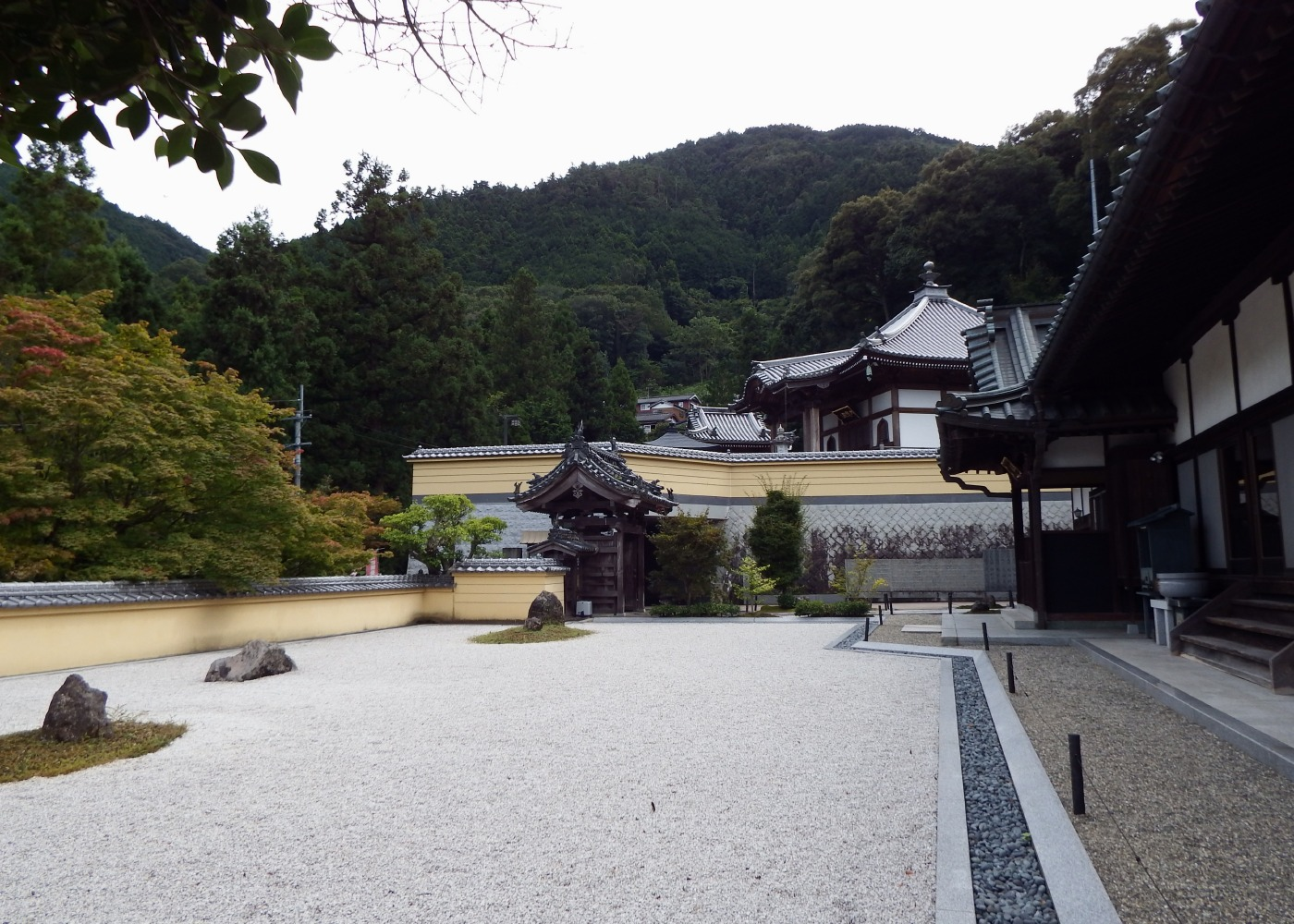
蓮華寺(64番)
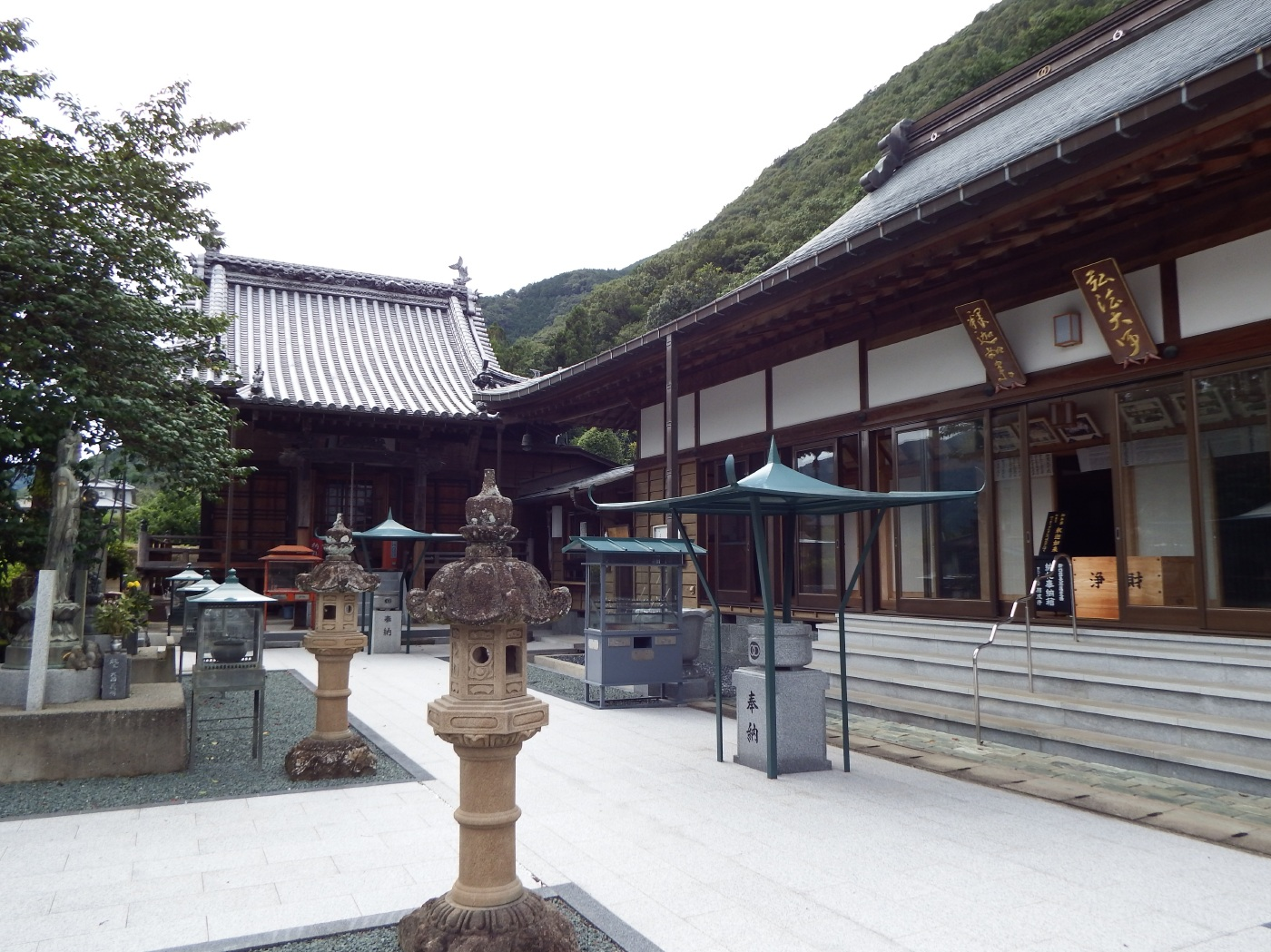
願成寺(65番)
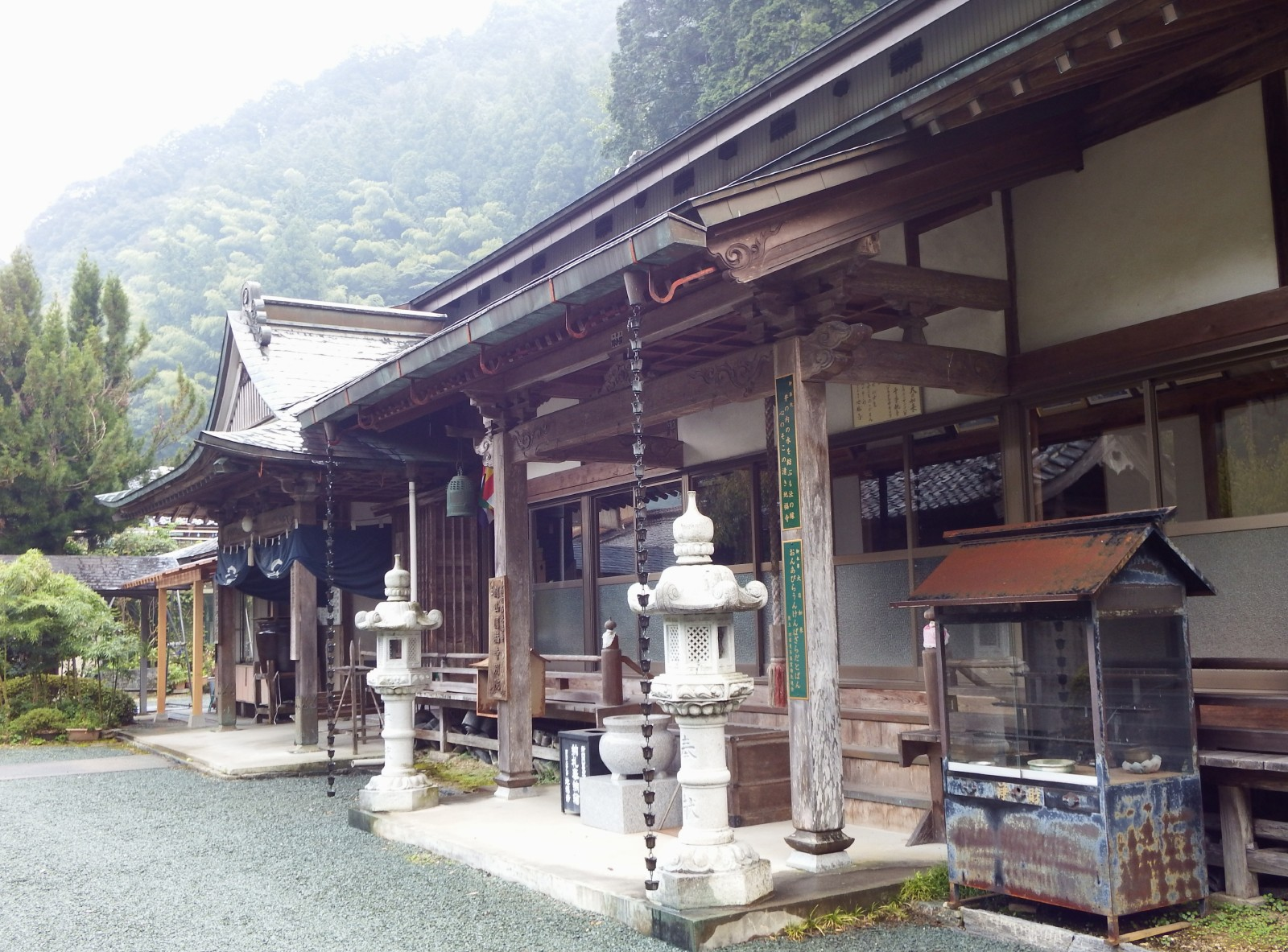
地福寺(66番)
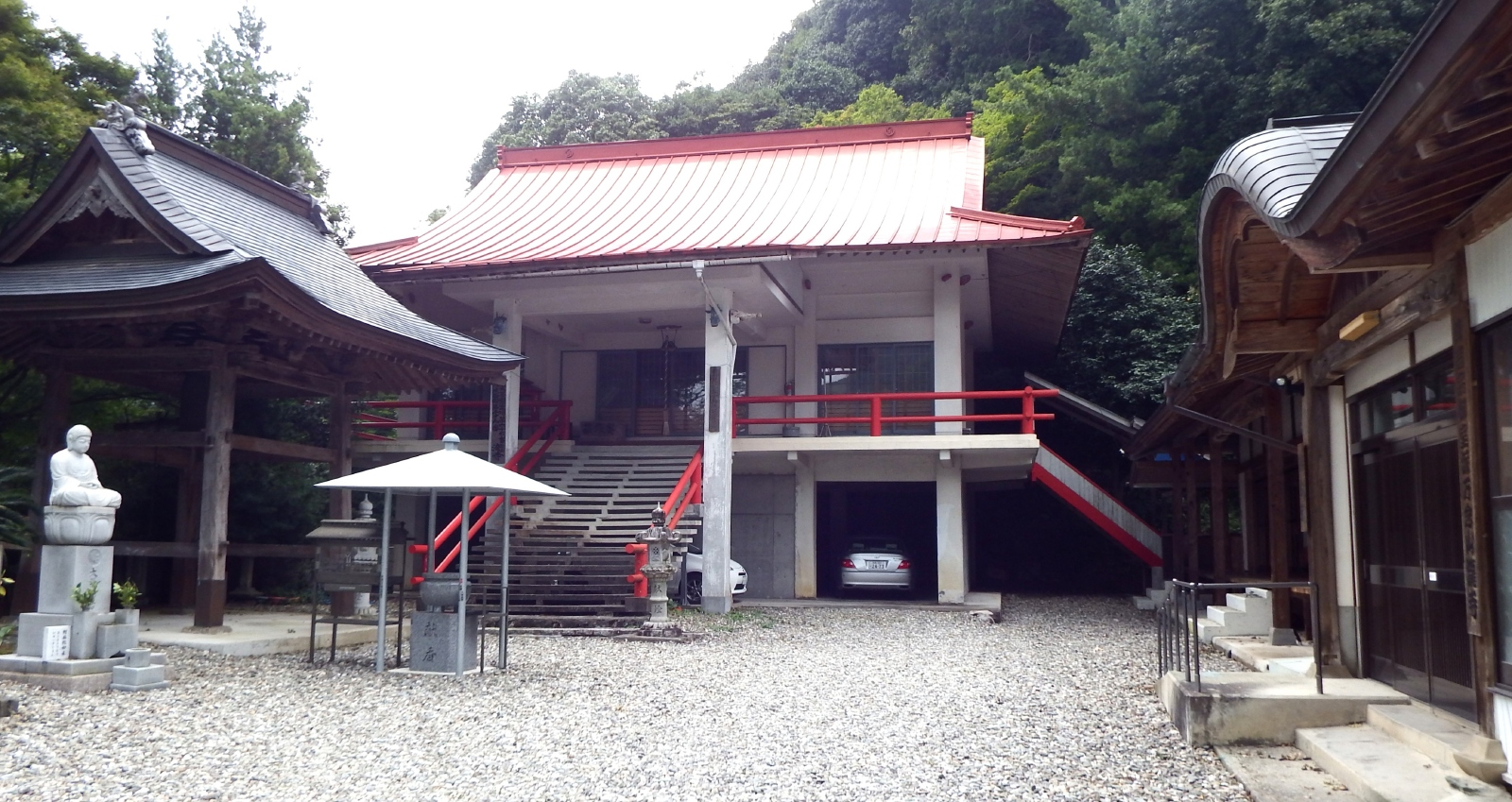
瀧寺(67番)
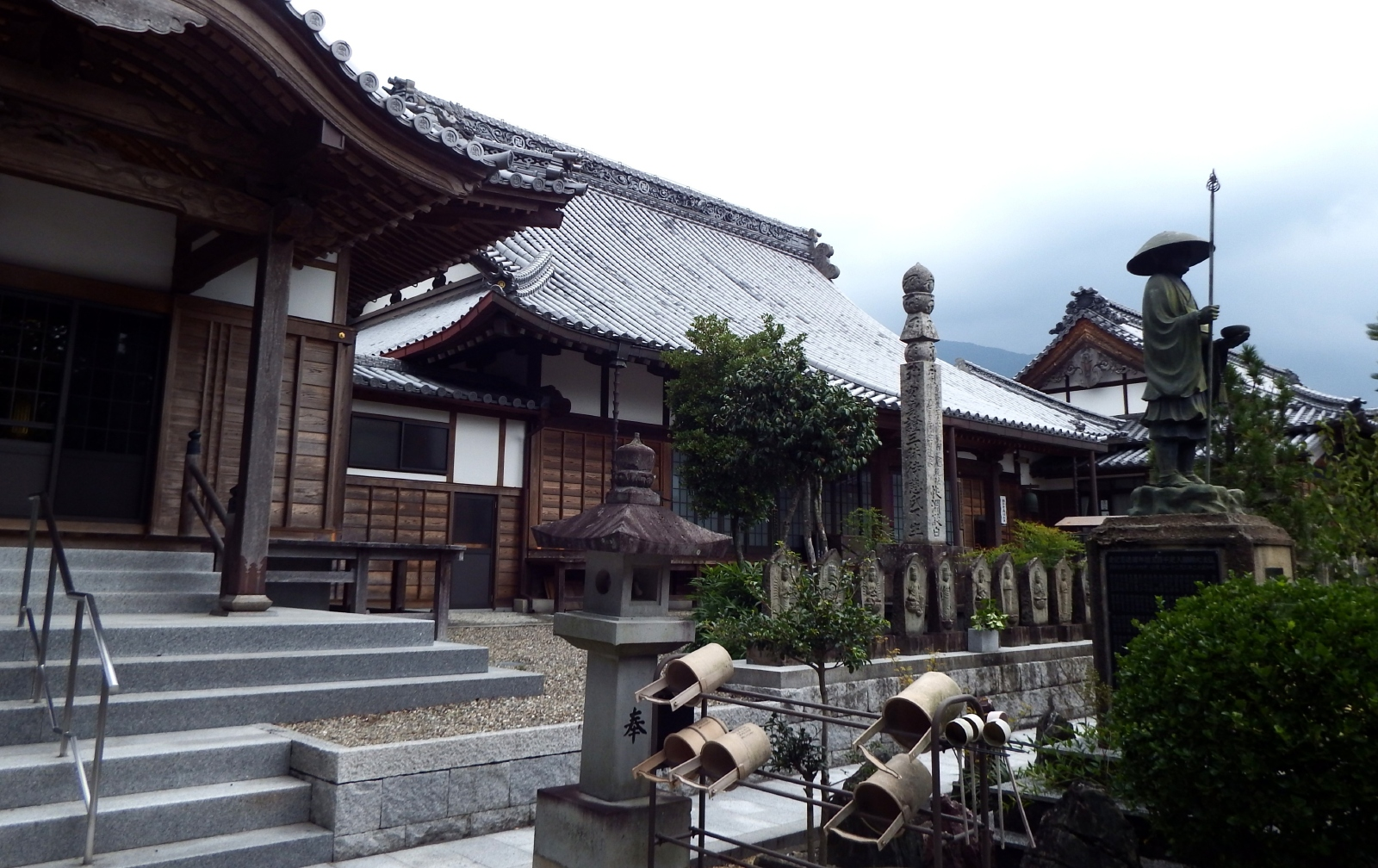
願勝寺(68番)
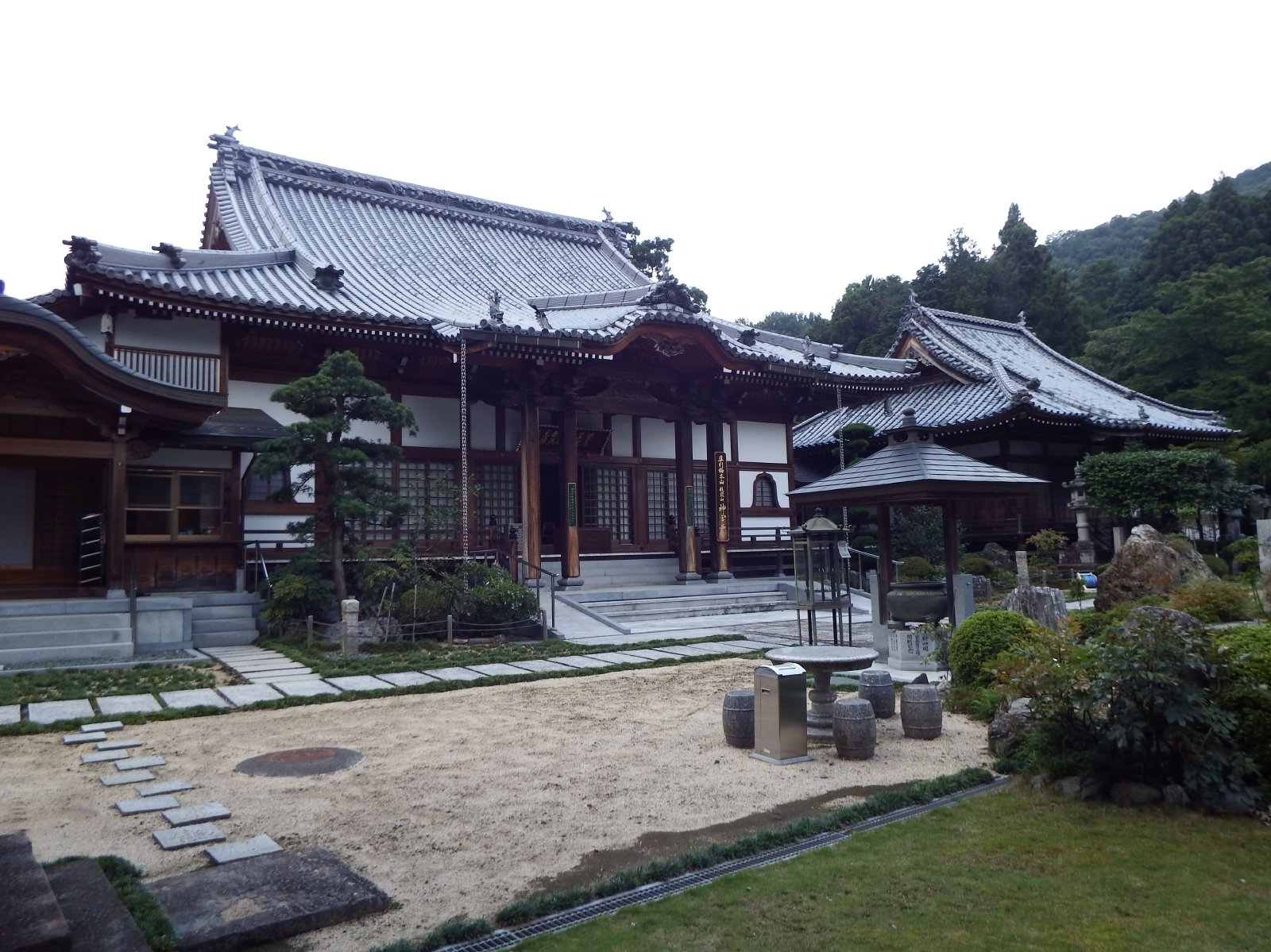
神宮寺(69番)
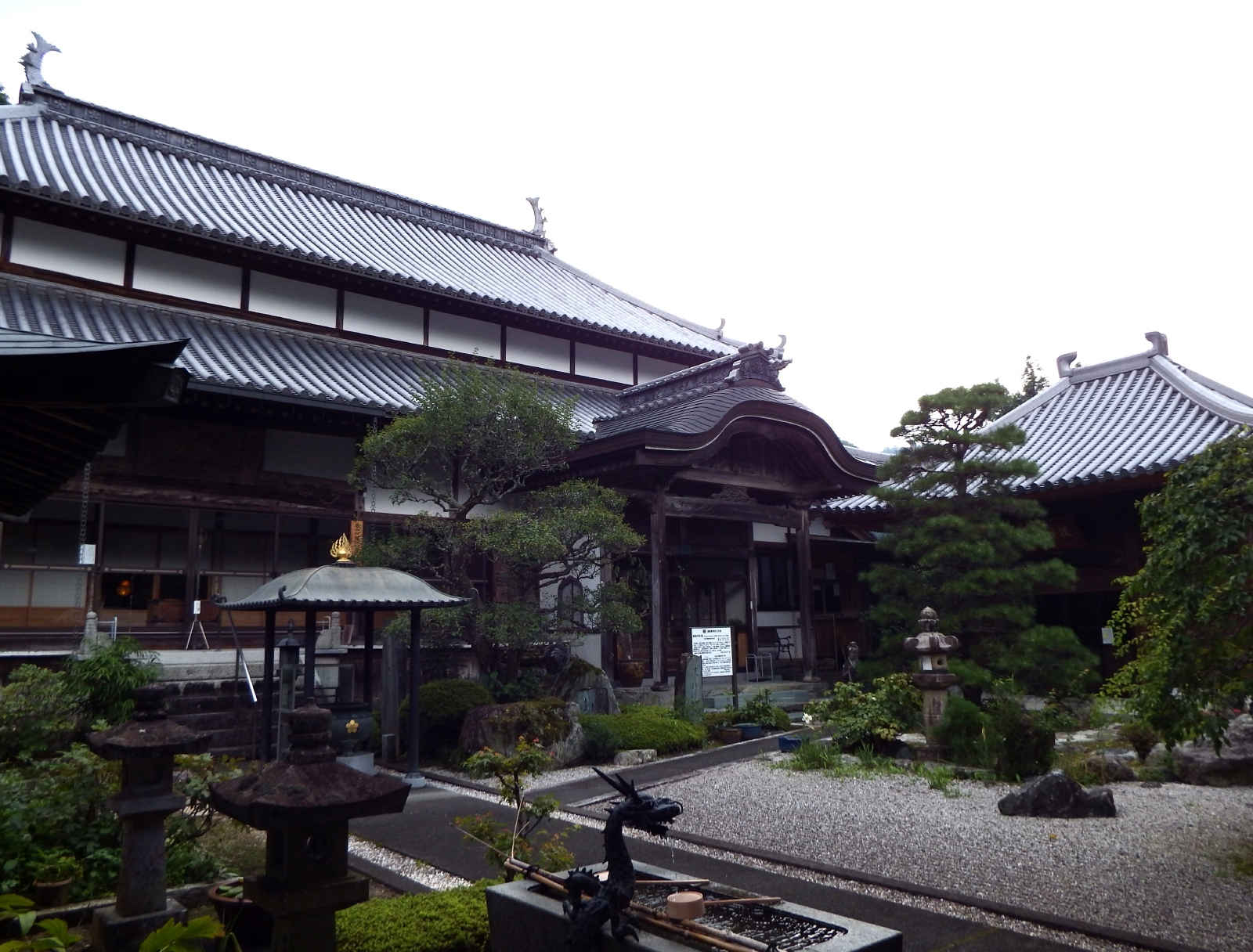
東福寺(70番)
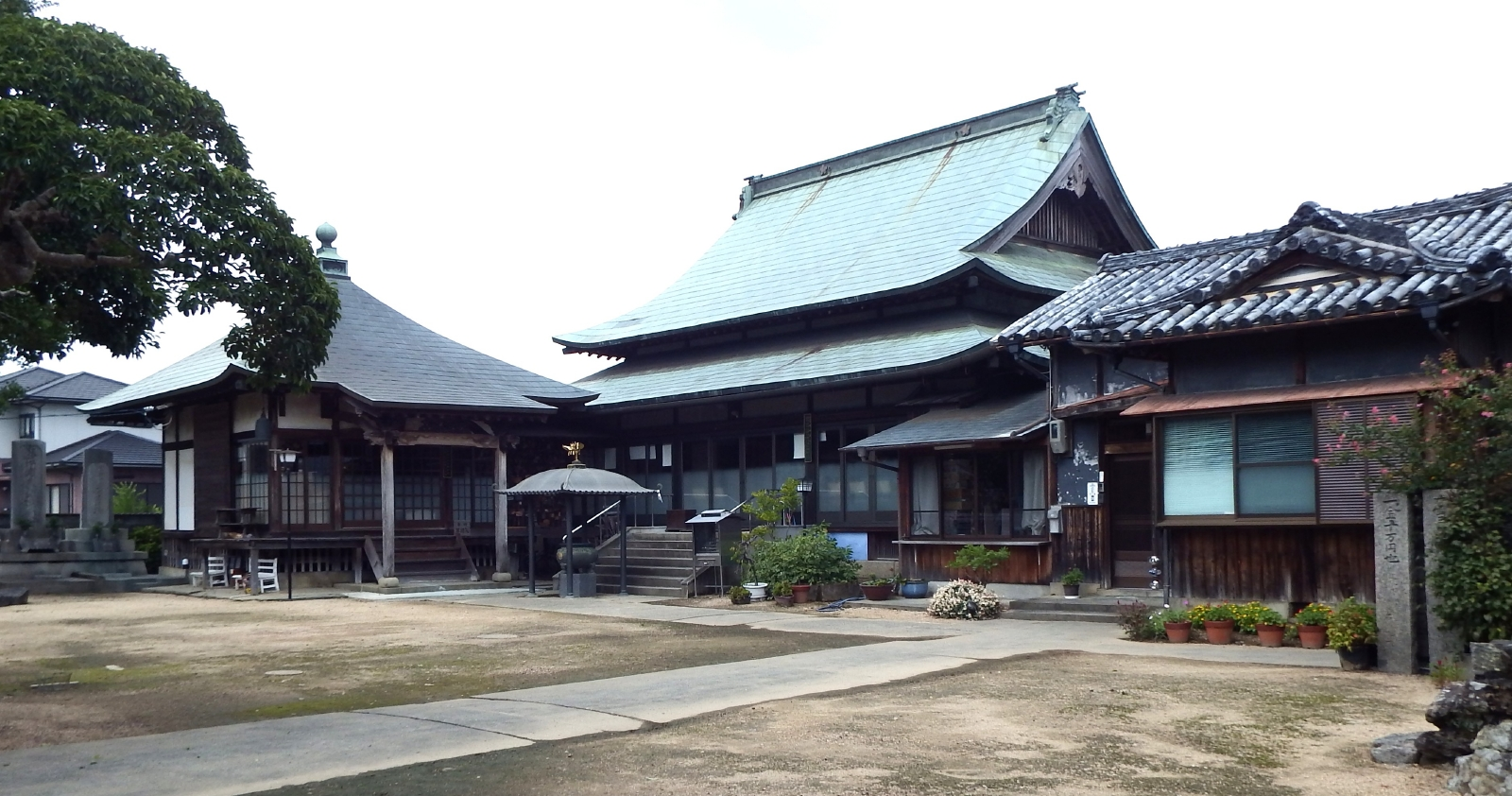
報恩寺(71番)
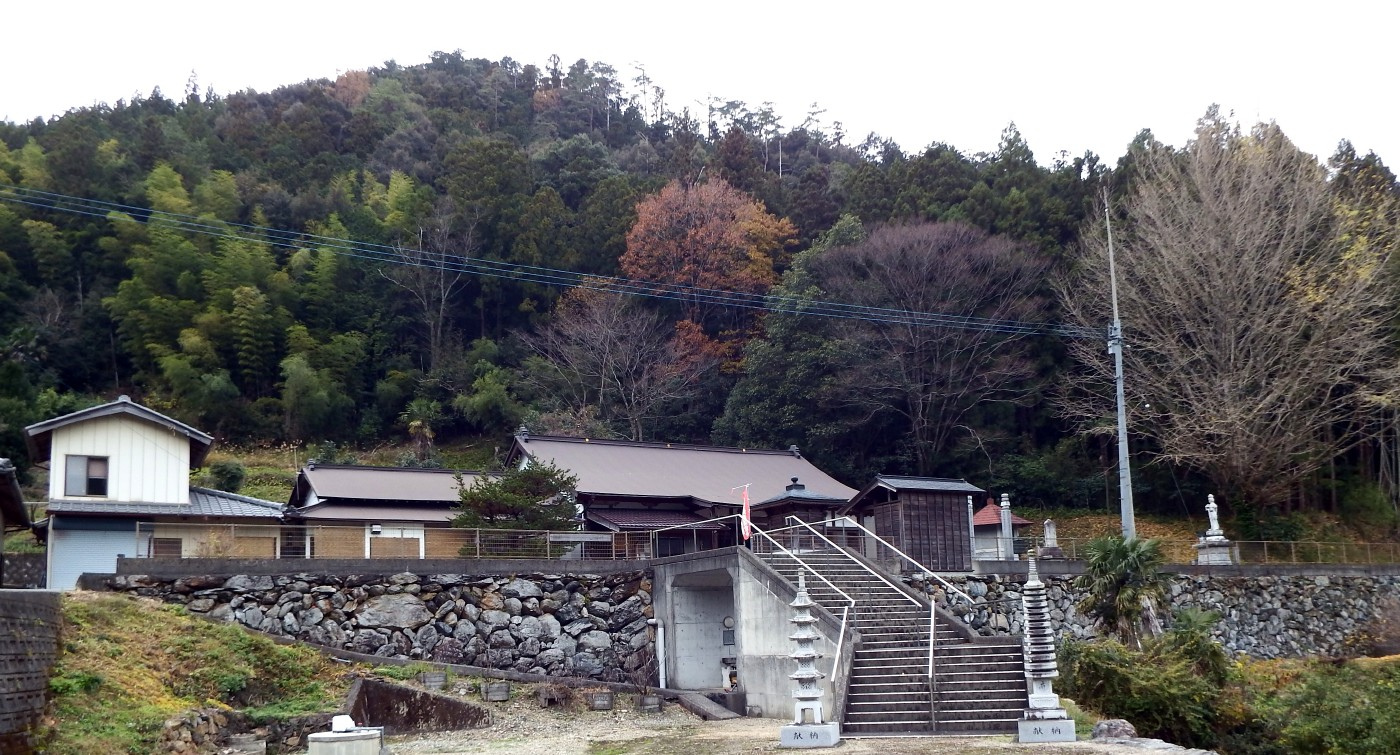
妙法寺(72番)
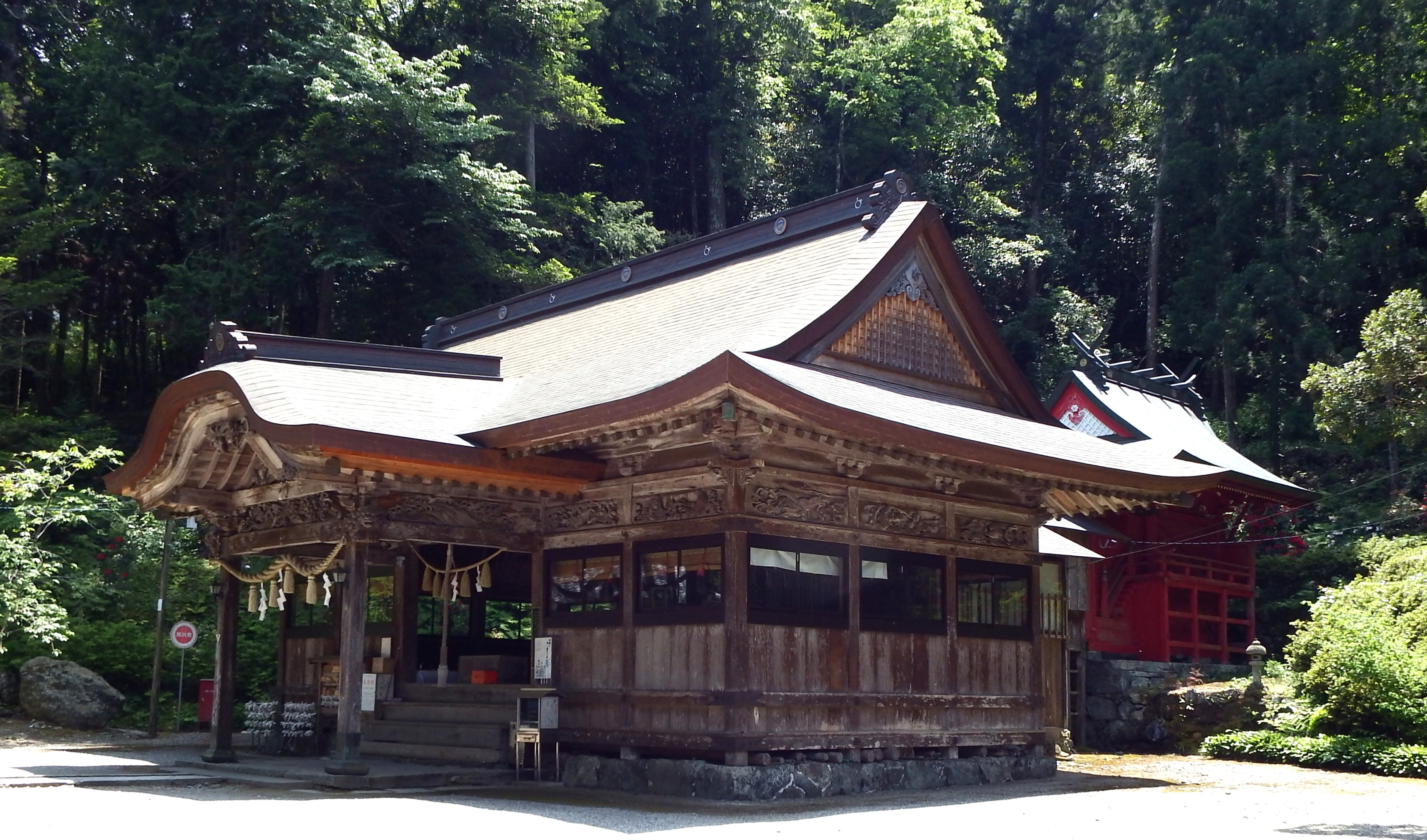
上一宮大粟神社(73番)
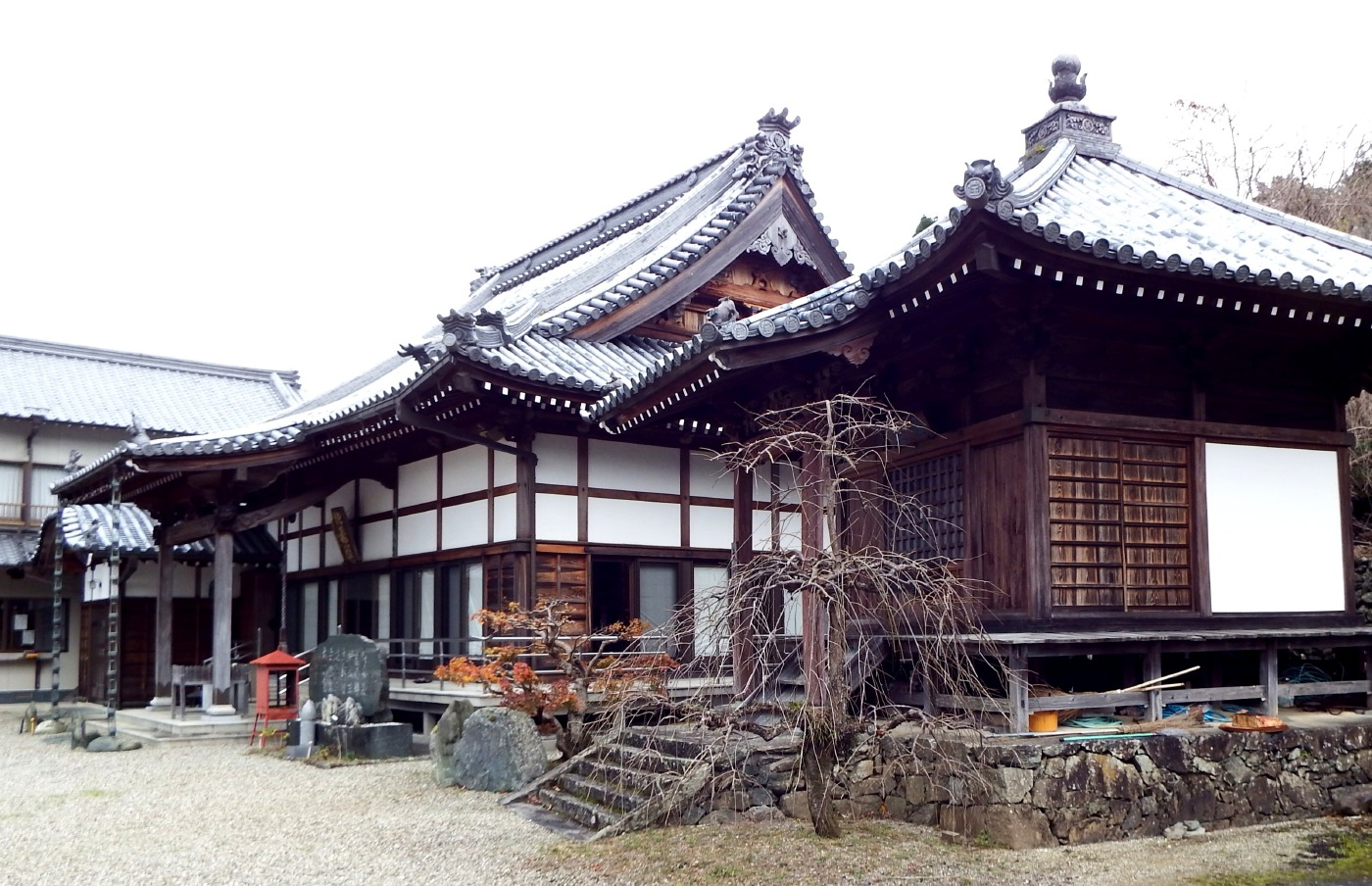
宝蔵寺(74番)
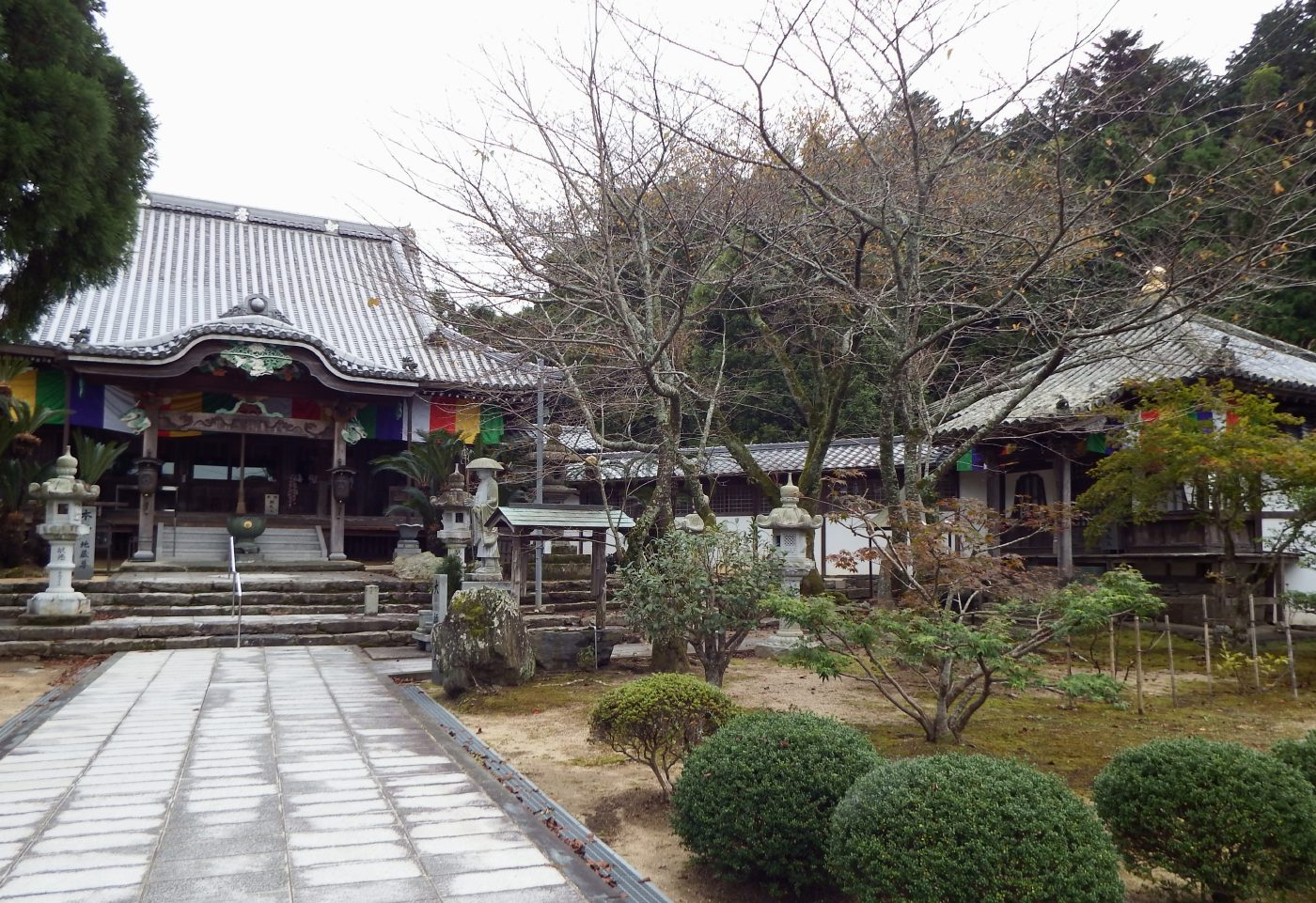
地蔵院(75番)
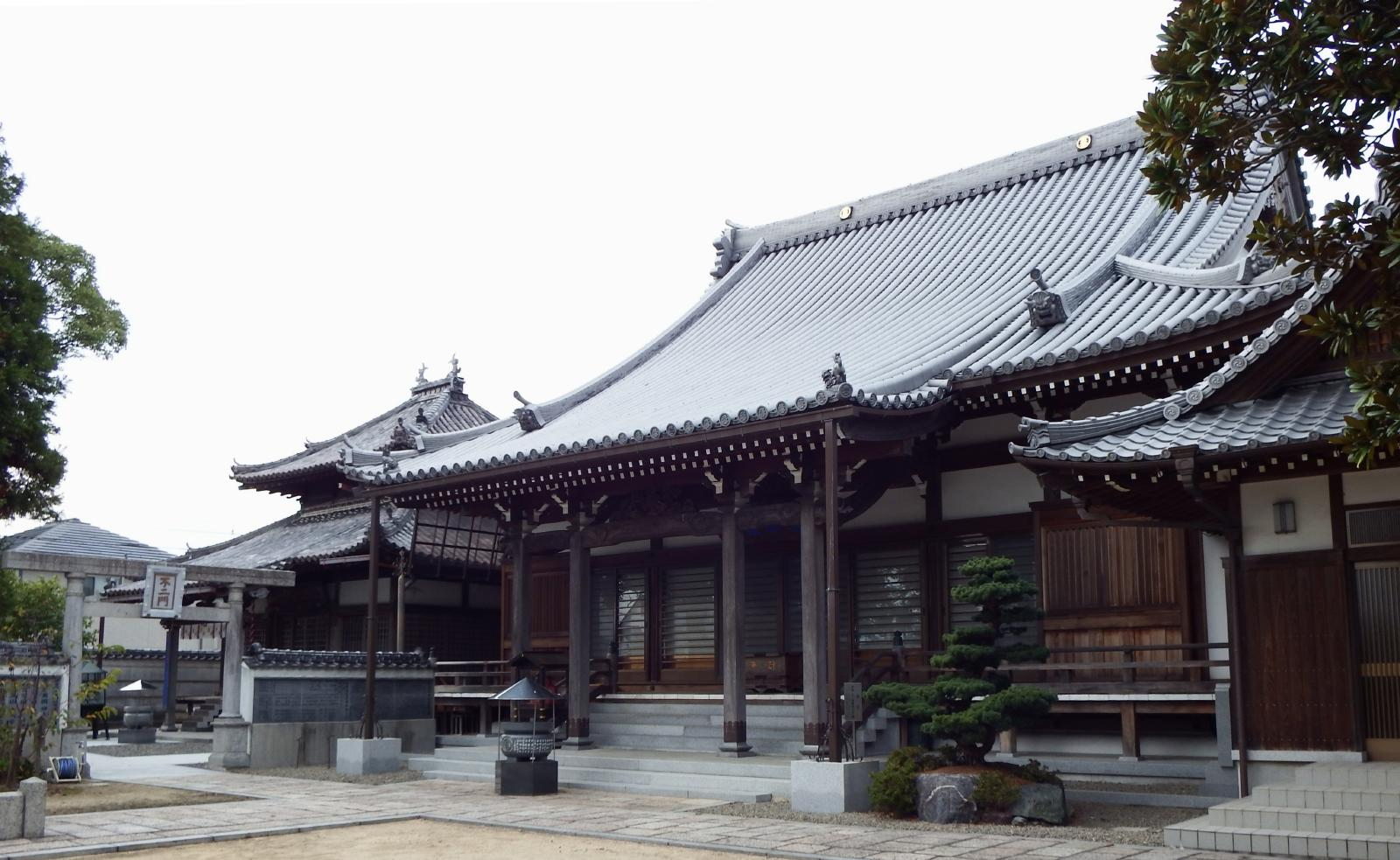
観音院(76番)
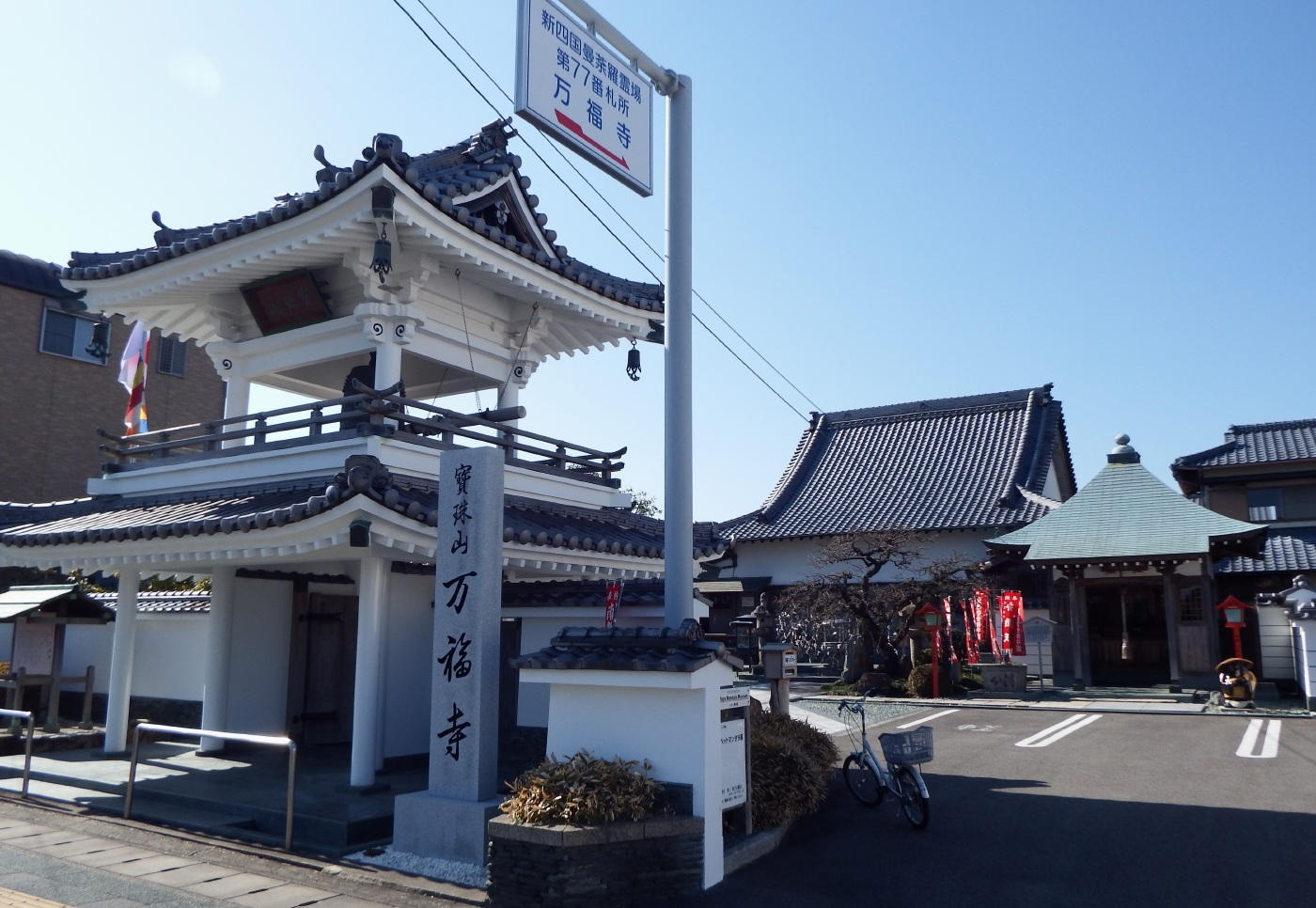
万福寺(77番)
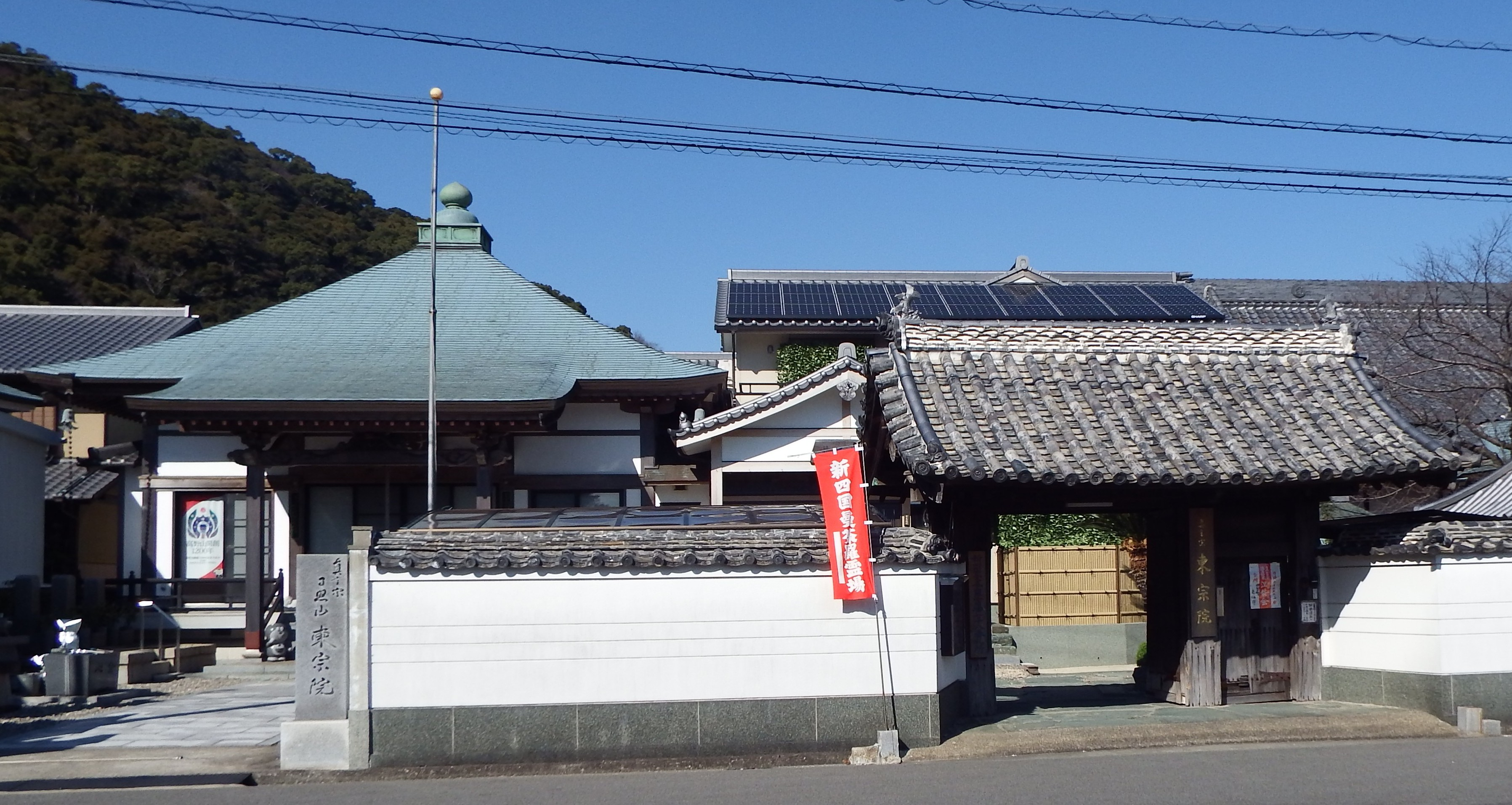
東宗院(78番)
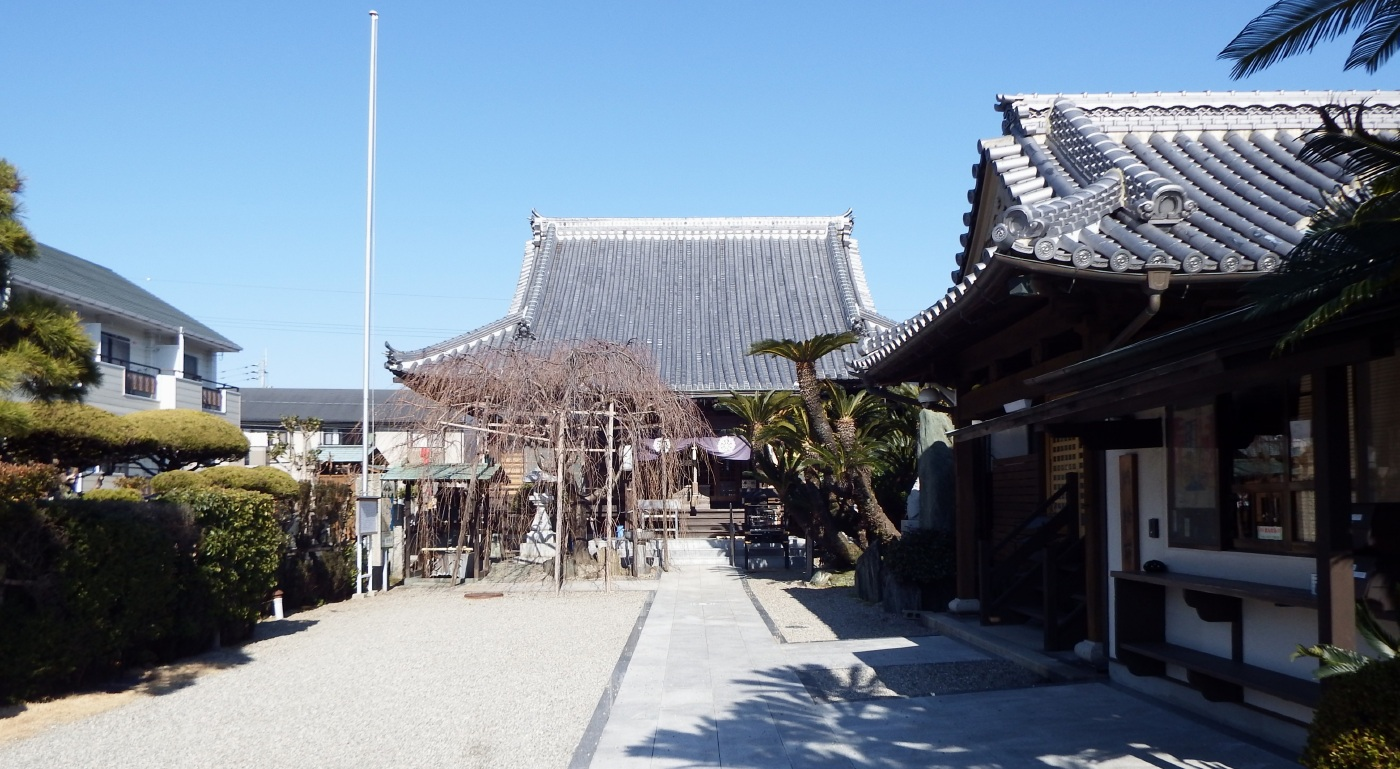
東照寺(79番)
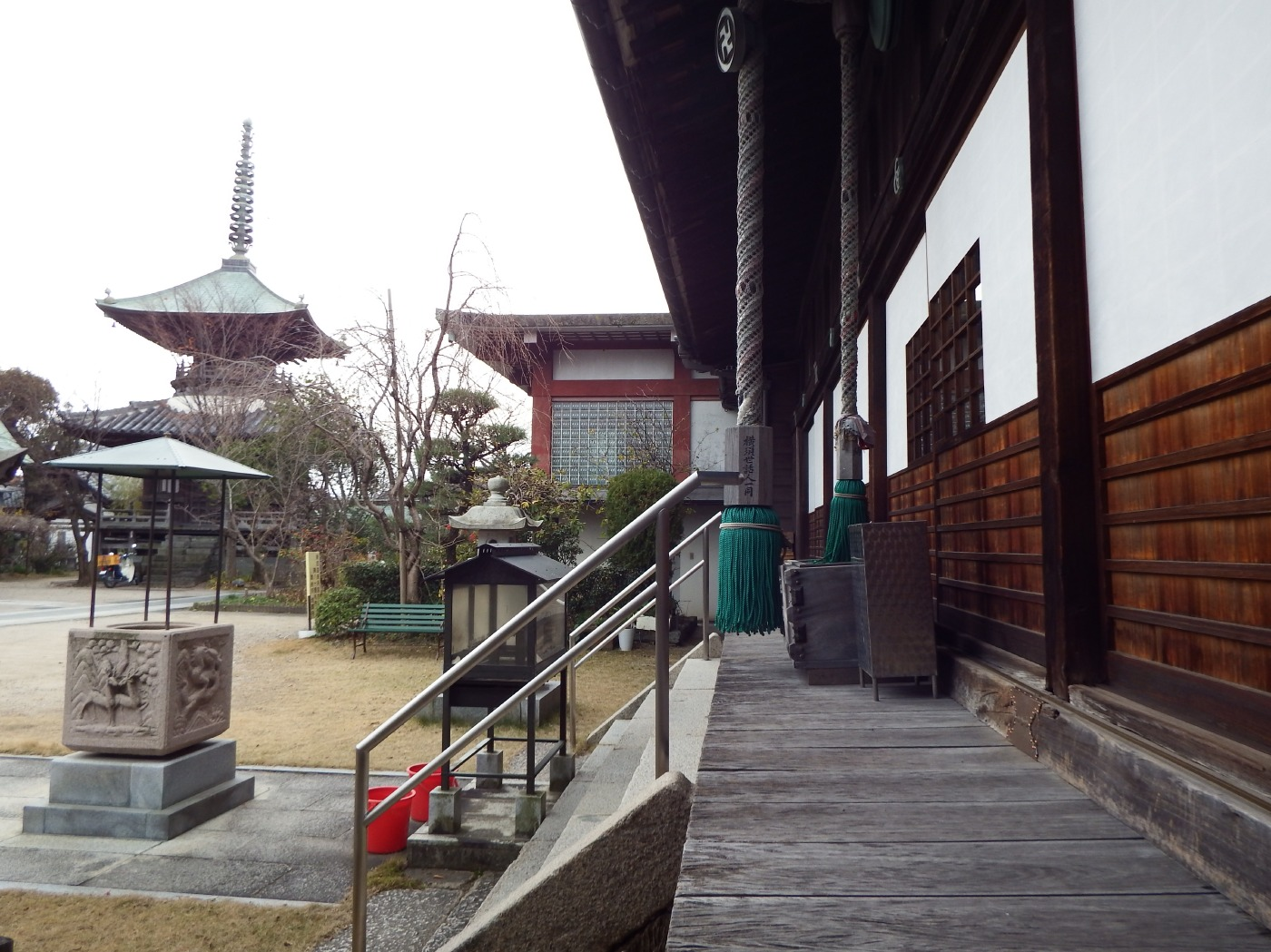
地蔵寺(80番)
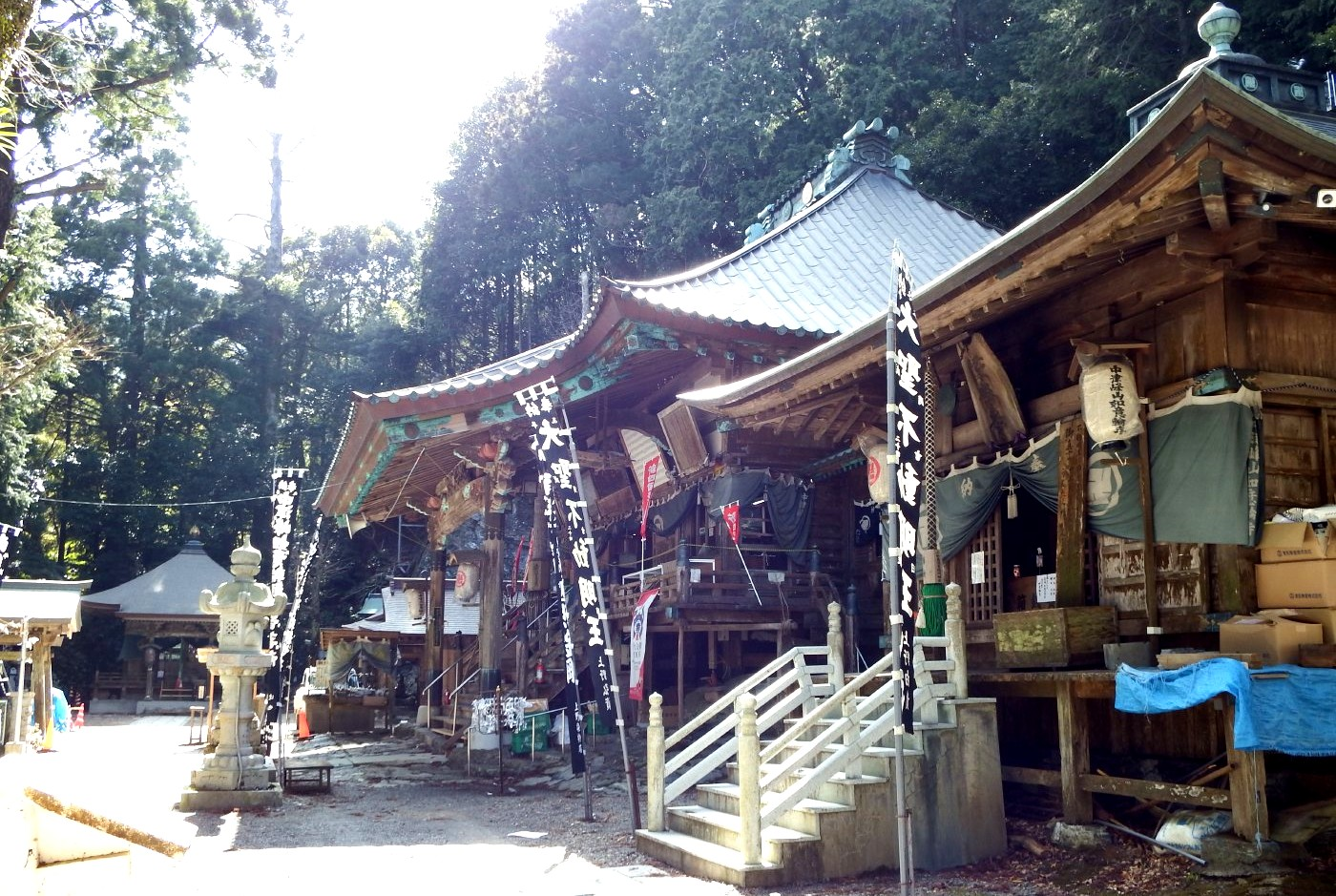
如意輪寺(81番)
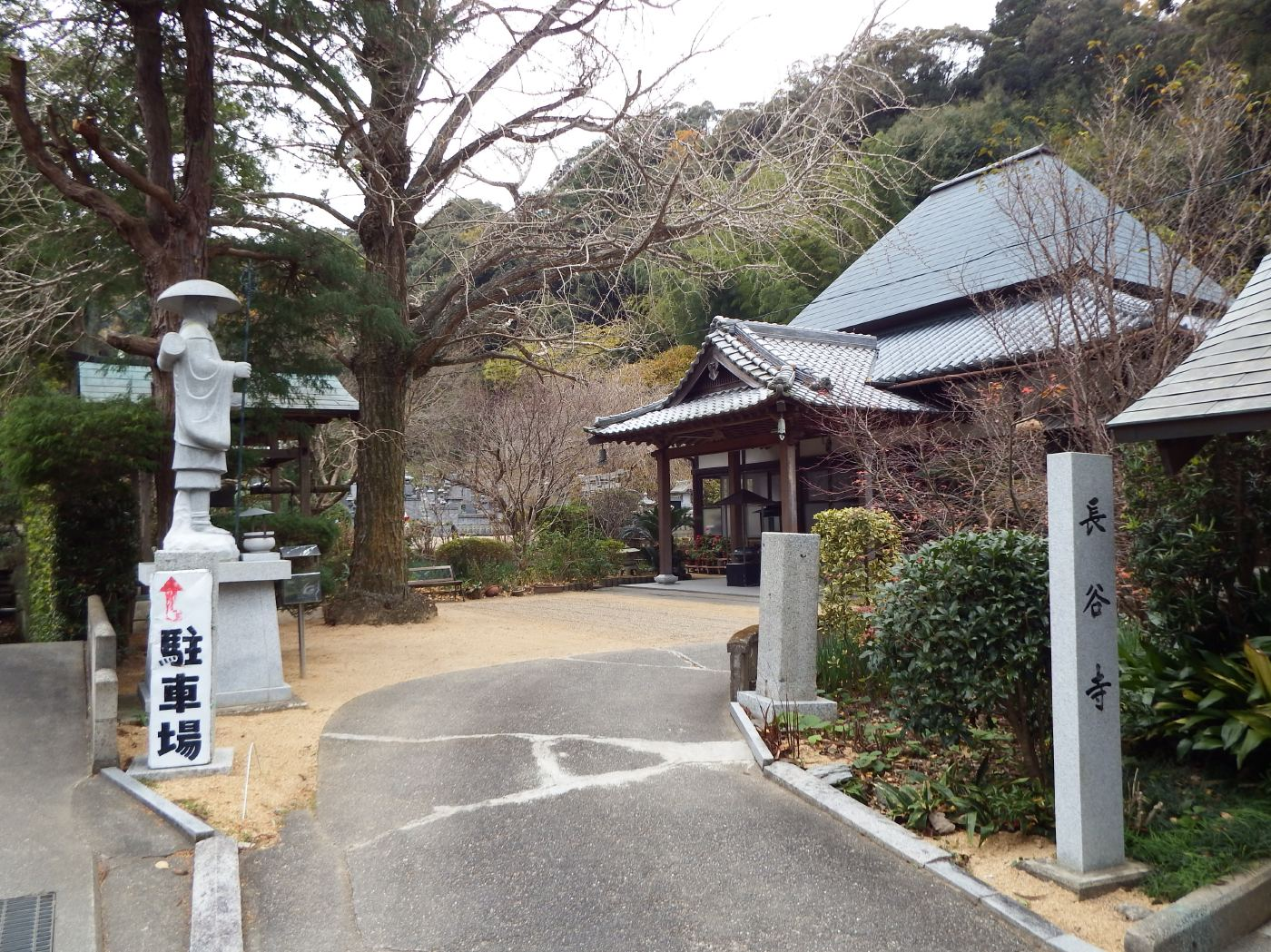
長谷寺(82番)
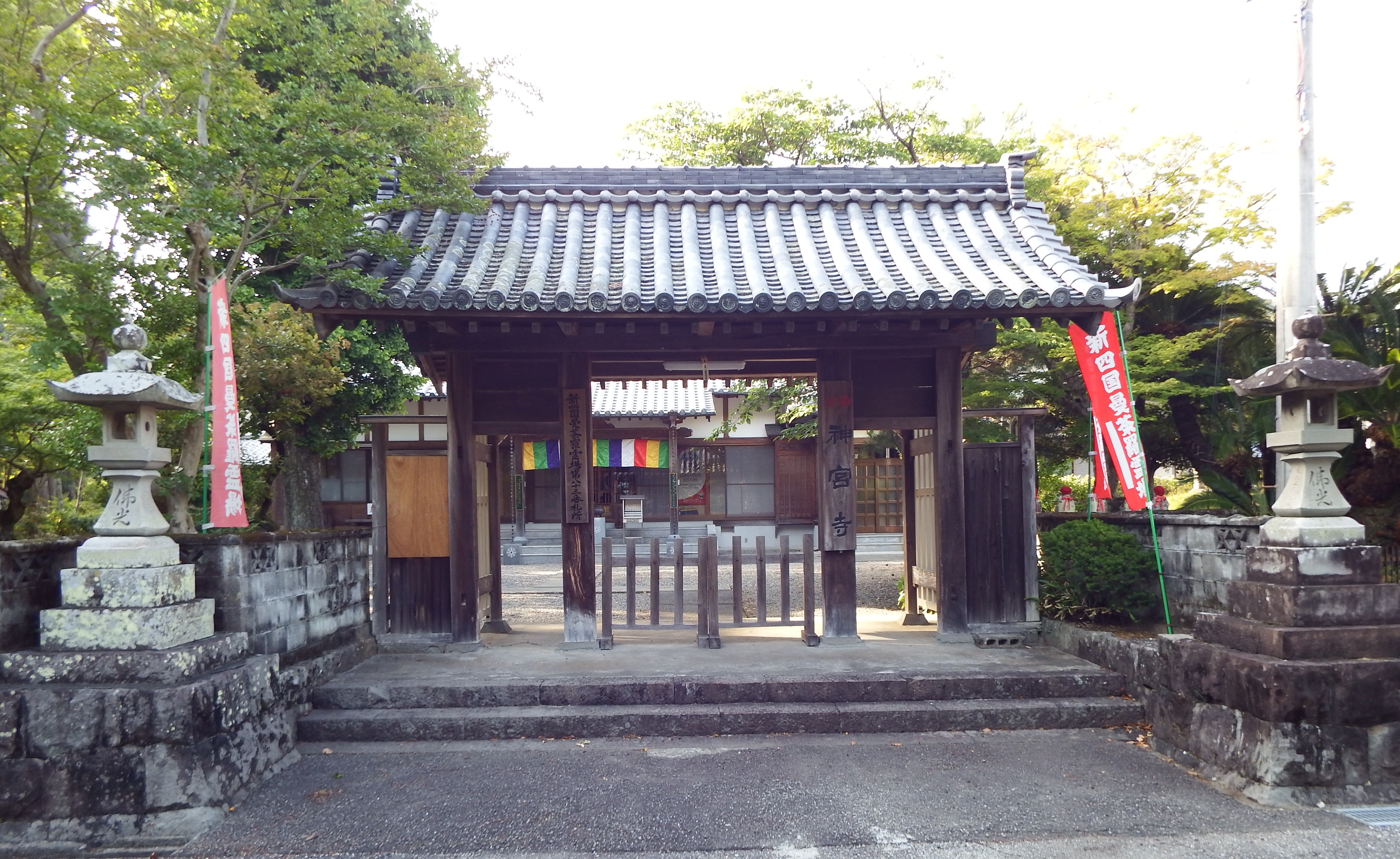
神宮寺(83番)
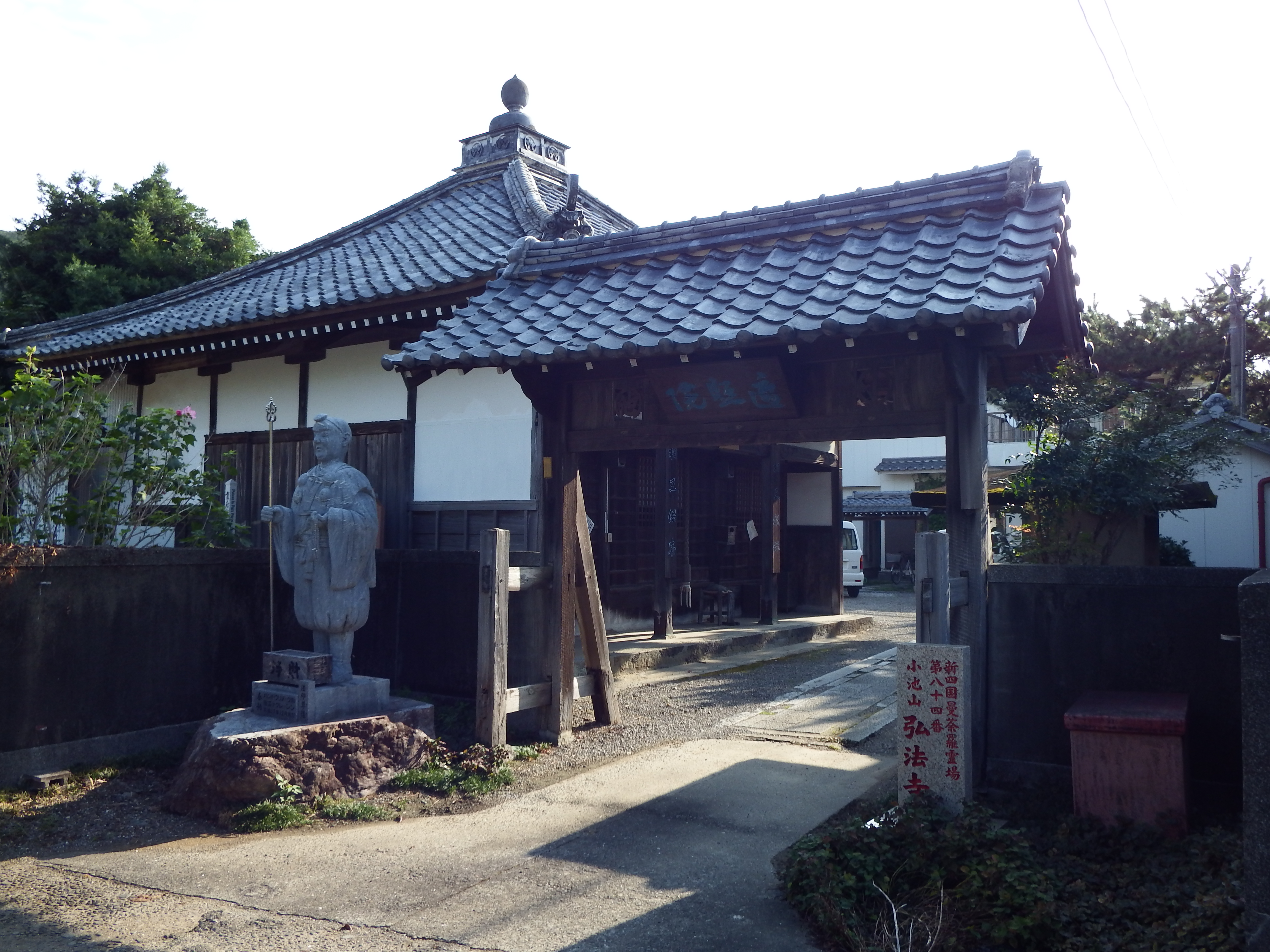
弘法寺(84番)
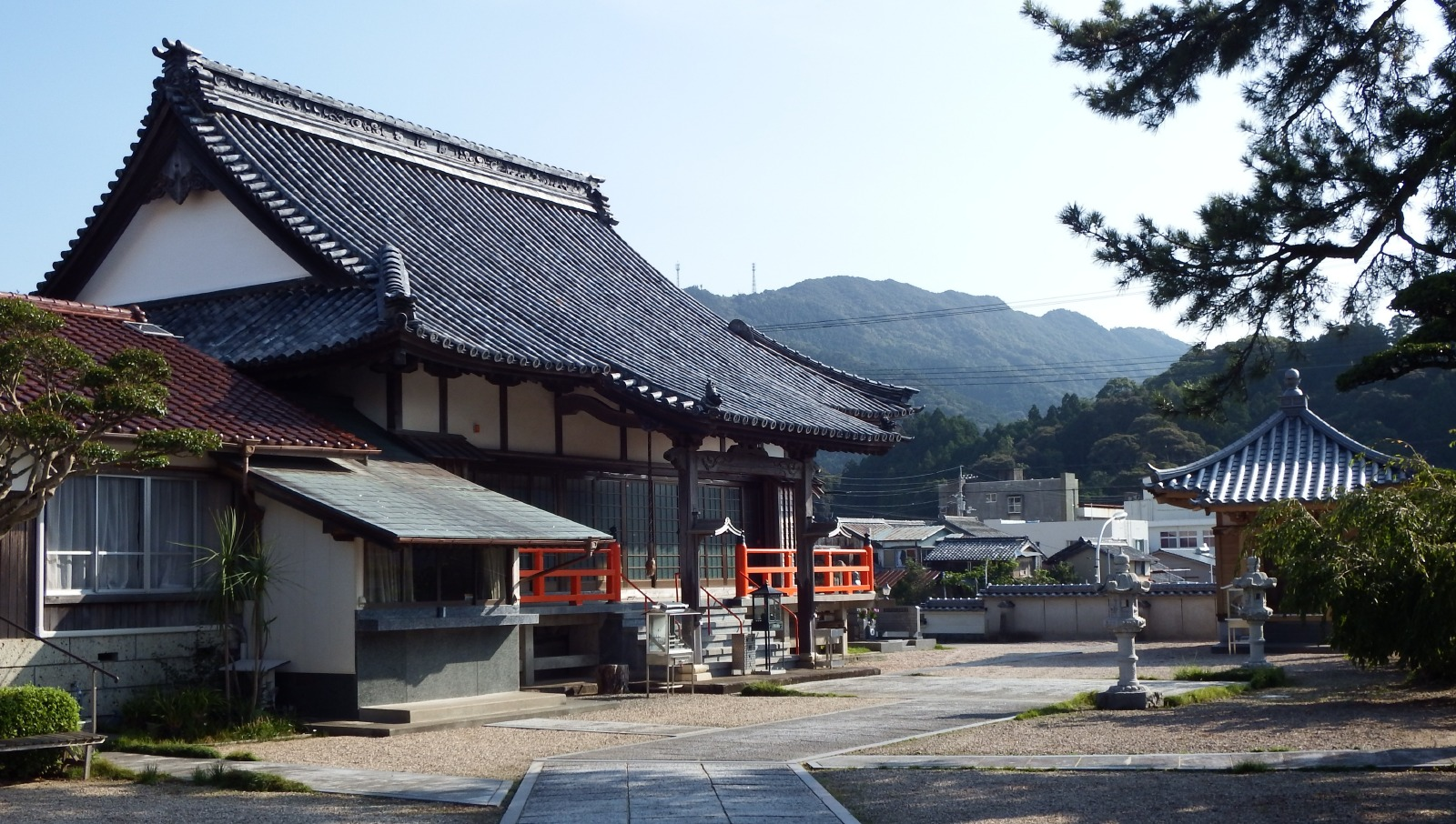
満徳寺(85番)
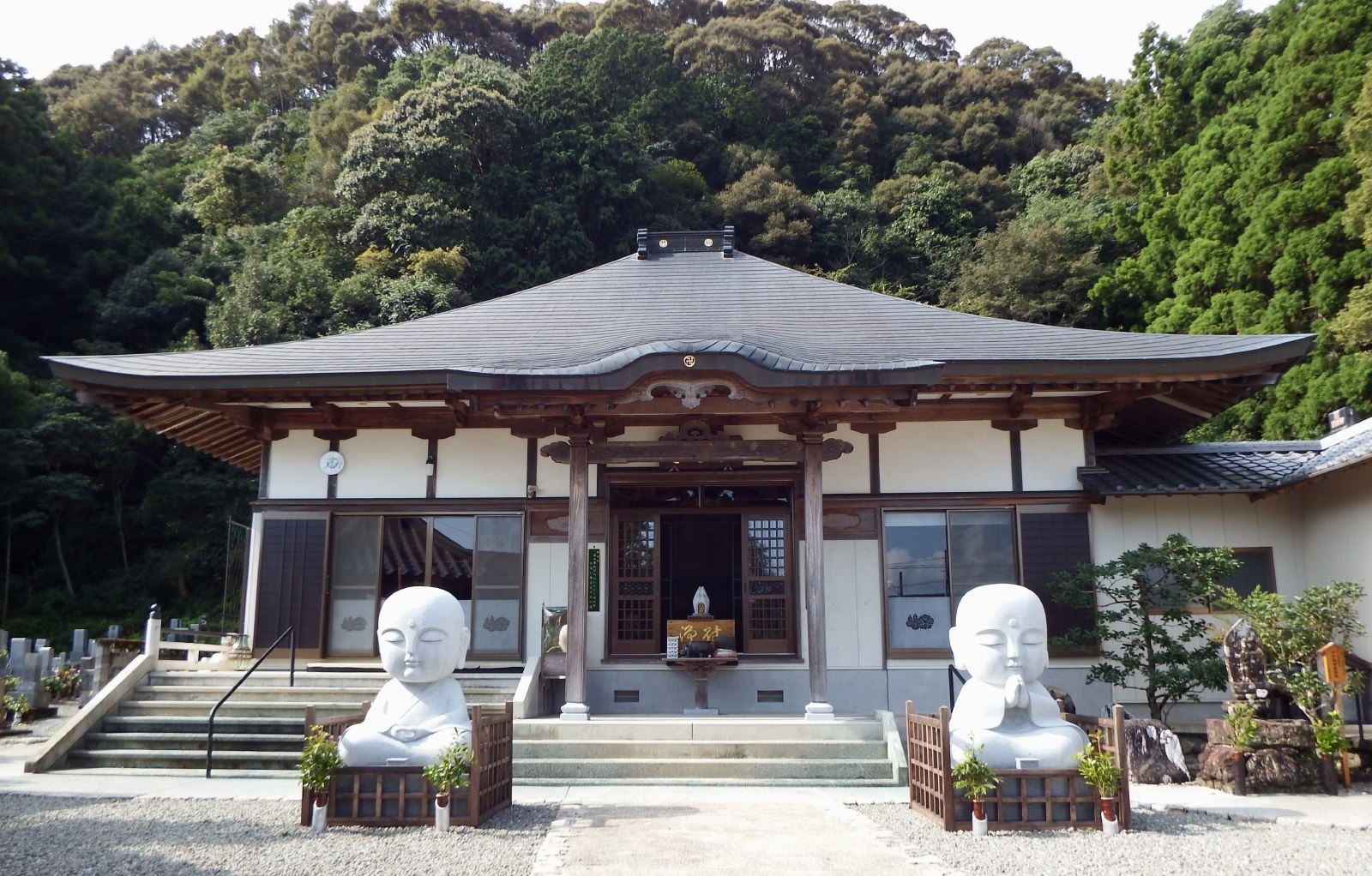
江音寺(86番)
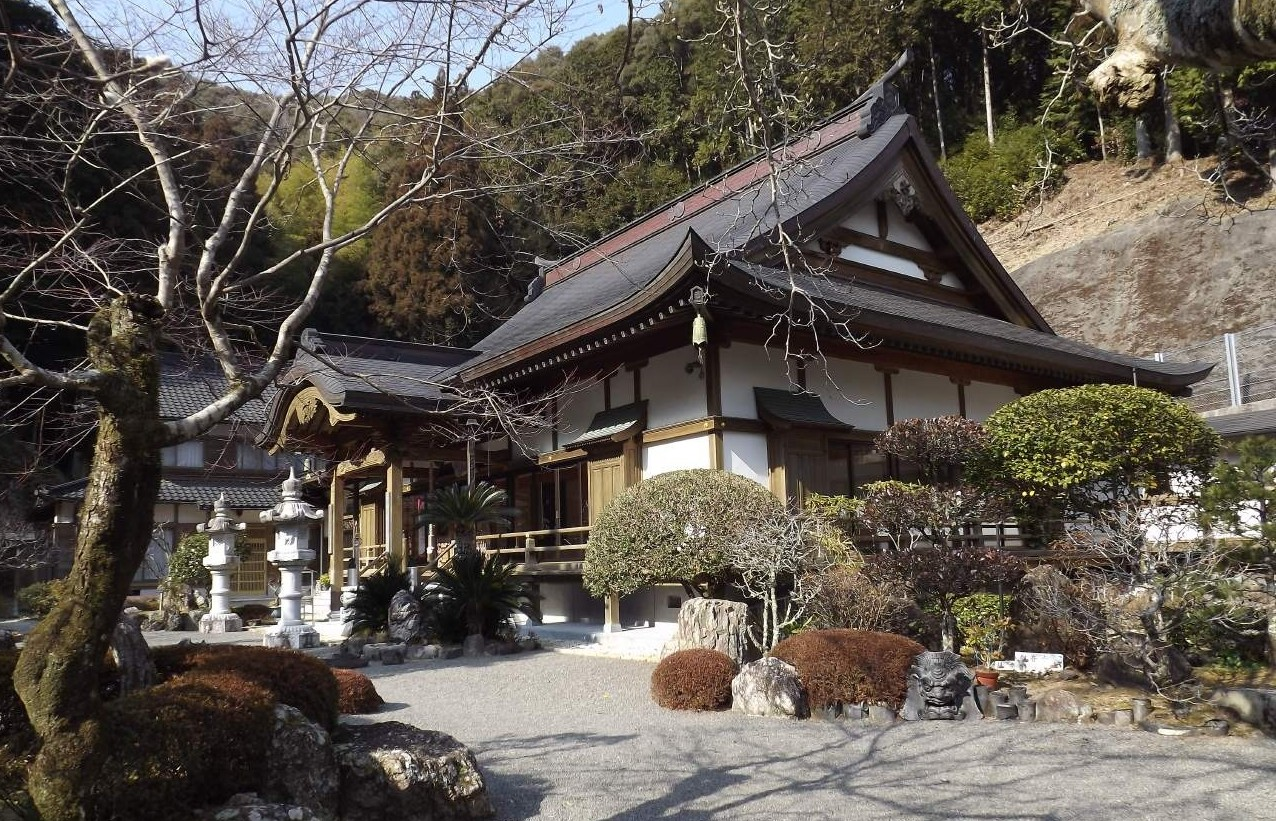
正光寺(87番)
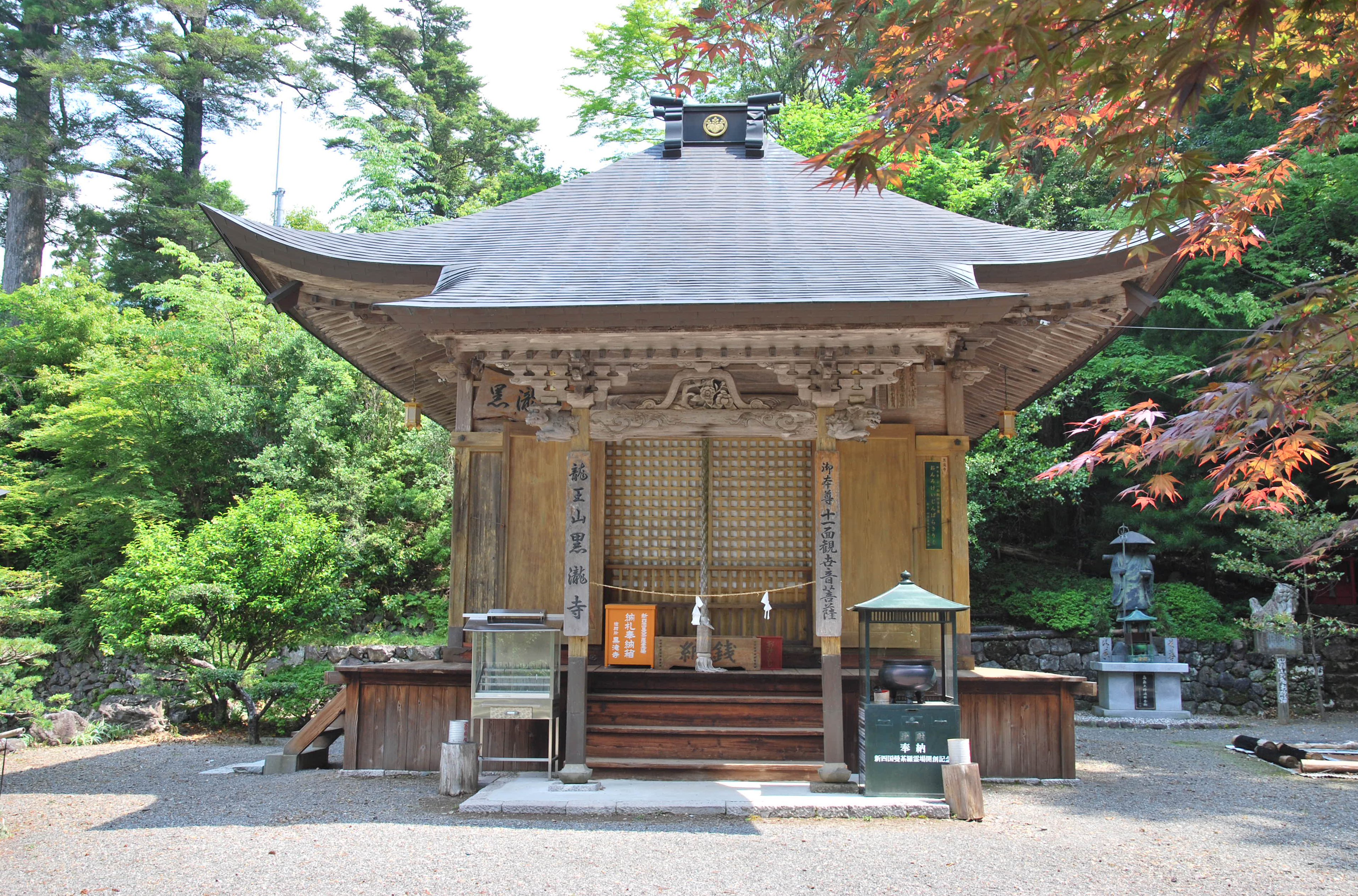
黒瀧寺(88番)

- 太文字は通称